# Geschichte der Stadt Blumberg
Die Geschichte der Stadt Blumberg umfasst die Entwicklungen auf dem heutigen Gebiet der Stadt Blumberg in Baden-Württemberg von der ersten Besiedlung bis zur Gegenwart. Die schriftliche Überlieferung beginnt im 13. Jahrhundert – fast 400 Jahre später als in den urkundlich nachgewiesenen alten Siedlungsregionen am Hochrhein und an der Donau. Der späte Siedlungsbeginn wird auf das Gelände zurückgeführt, das bis in die Frühzeit versumpft oder vermoort war. Teile existieren auch heute noch als „Ried“ (Naturschutzgebiet Zollhausried).
Die überlieferte Geschichte des Ortes beginnt mit einem Burgbau der „Herren von Blumberg“.

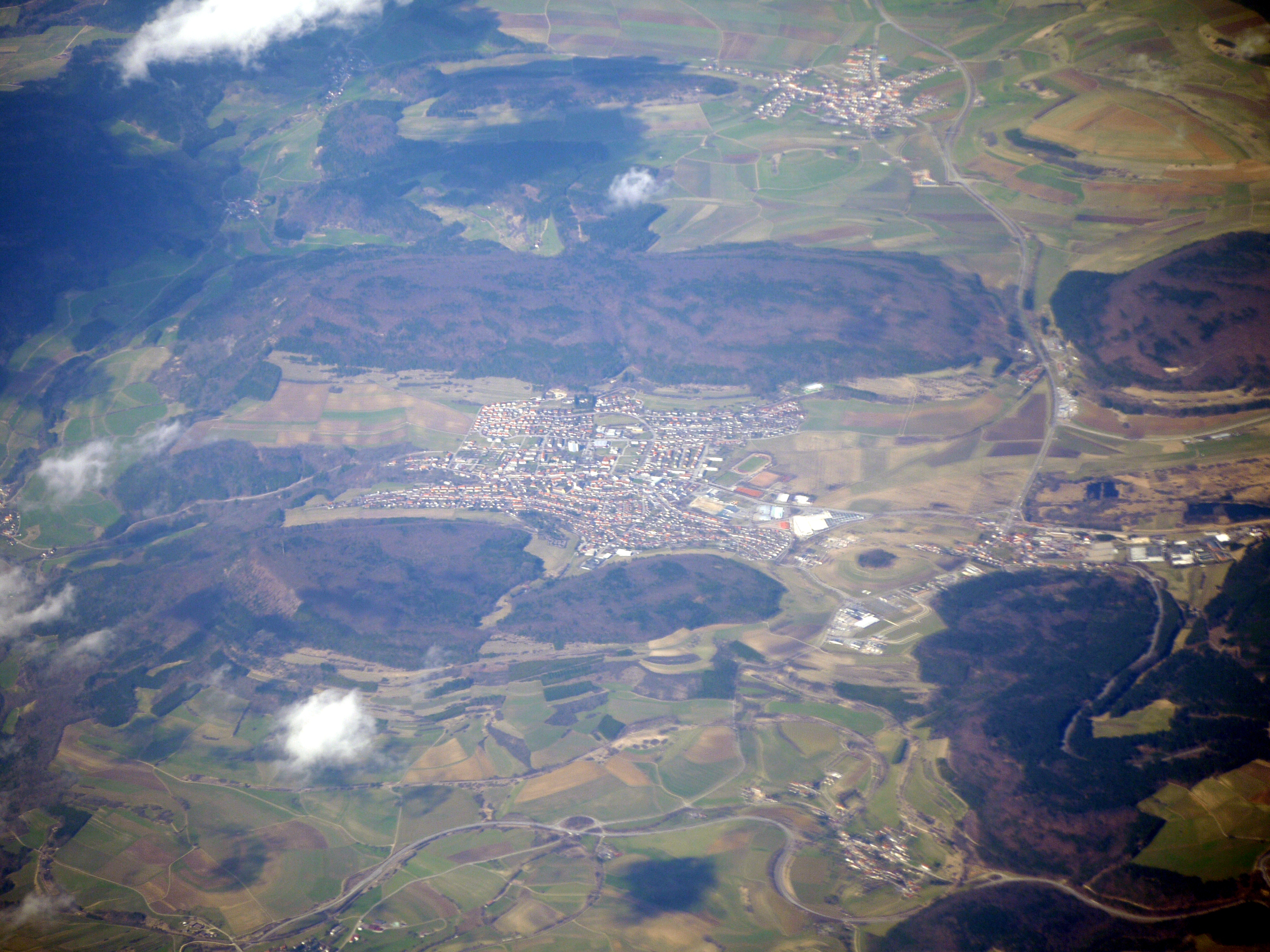
Heutige Lage der Stadt im Hochtal

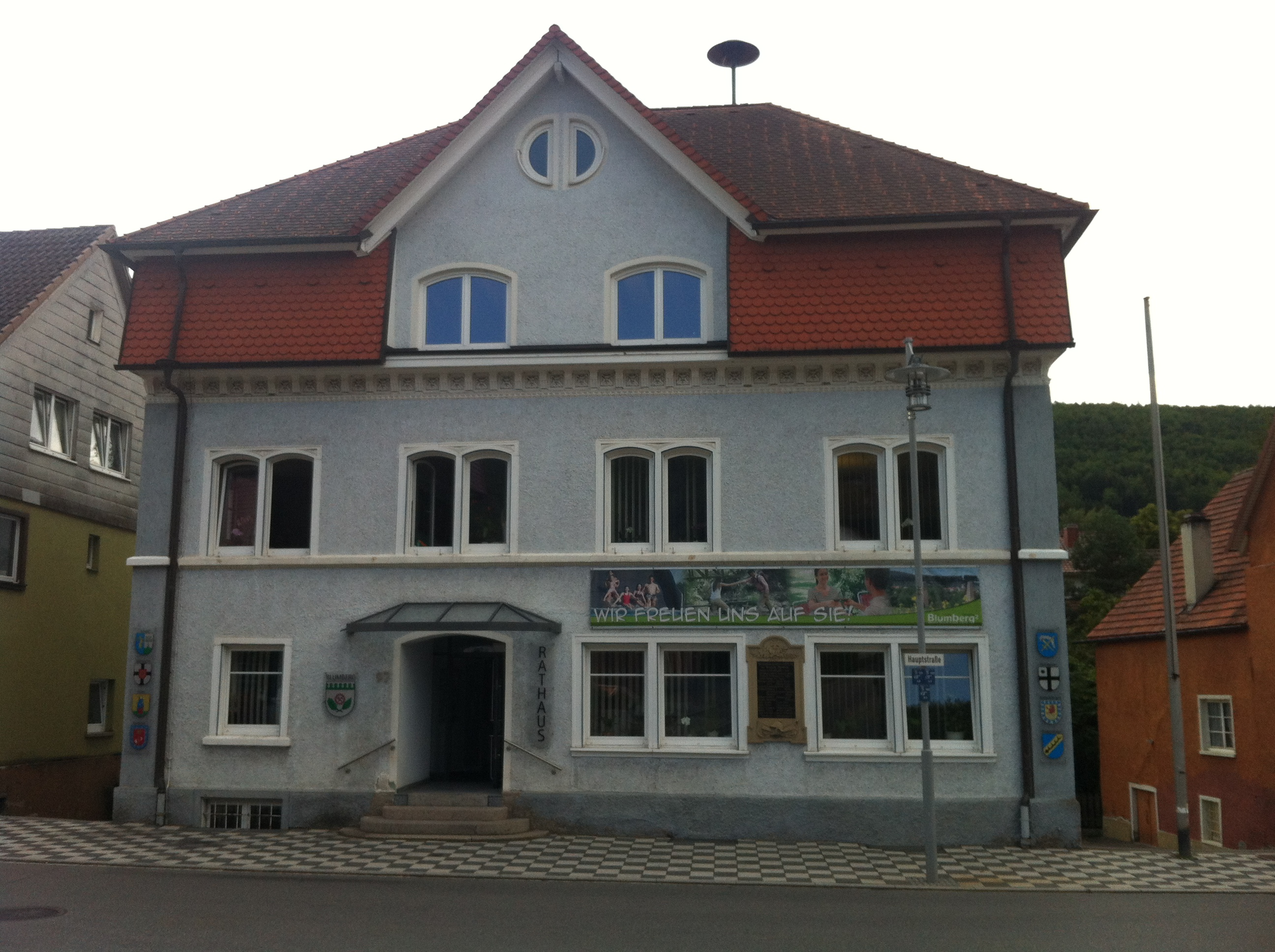
1844 als Forstamt erbaut, seit 1905 Rathaus der Stadt Blumberg

„Blumberg liegt in einem zwischen die beiden Bergzüge des Eichbergs und des Buchbergs eingebetteten Hochtal, das nach Südwesten steil zum Wutachtal abfällt, nach Nordosten in schwachem Gefälle zum Donautal sich hinzieht.“

## Ur- und Frühzeit
Dennoch lebten auch im Umfeld, der Gemarkung von Blumberg, Menschengruppen in der Jungsteinzeit vor etwa 5000 bis 6000 Jahren – nach Funden von Steinwerkzeug und Keramik auf dem „‚Bürklebuck‘ bei Riedböhringen, dessen Kuppe und Hangbereich im Jahre 1925 von Paul Revellio durch eine kleine Grabung untersucht wurden. […] Eine weitere Siedlung aus der Jungsteinzeit ist an der Gemarkungsgrenze zwischen Kommingen und Blumberg entdeckt worden.“
Ein Grabhügelfeld der Bronzezeit (2. Jahrtausend v. Chr.), das sich über die Gemarkungsgrenze Kommingen/Riedöschingen erstreckt und eine Fundstelle „im Bereich der früh- bis hochmittelalterlichen Wüstung (abgegangene Siedlung) ‚Stetten‘ bei Riedböhringen“ sind noch nicht erforscht.
„Der größere Teil der Grabhügel im Gewann ‚Wenzelwald/Randen/Keltengrab‘ dürfte der Hallstattzeit (8.–6. Jh. v. Chr.) angehören. […] Es ist die Zeit der frühen Kelten. Sie traten als erstes mitteleuropäisches Volk ins Bewußtsein der Mittelmeervölker und damit ins Licht der geschriebenen Geschichte. Herodot von Halikarnassos (Mitte des 5. Jhs. v. Chr.) berichtete, daß sie an den Quellflüssen der Donau wohnten.“
Vermutlich keltische Grabhügel liegen noch mehrere auf der Gemarkung Blumberg – Beigaben sind meist Waffen und Schmuck. In der jüngeren keltischen Zeit (Latènezeit) wurde der ‚Bürklebuck‘ mit Wall und Graben befestigt. Über Ausgrabung und Funde auf der Anhöhe liegt ein Bericht vor.
Römer

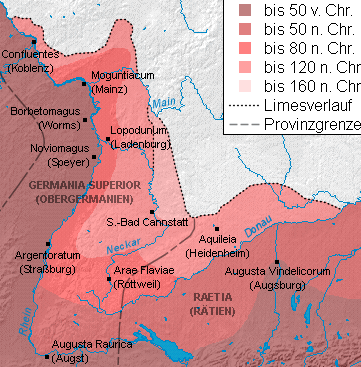
Ausdehnung des römischen Herrschafts- und Kulturbereichs im Süden, Hauptstraßen

Das aus archäologischen Befunden rückschließbare Wissen nimmt mit den Römern und den Germanen zu – hier geben häufig systematische Grabungen (Gutshöfe, Straßenverläufe) und die Ortsnamen Aufschluss über frühe Bauwerke und Siedlungen. Im Rahmen ihrer Alpenfeldzüge unter Kaiser Augustus setzte die 19. Legion 15 v. Chr. beim heutigen Zurzach über den Hochrhein und legte ein Kastell bei Dangstetten an. Das Vorfeld wurde bis zur Wutachlinie gesichert, später auch die Verbindung bis Hüfingen ausgebaut. Das dortige Kastell Brigobanne wurde im Rahmen des Schwarzwaldfeldzuges 72/73 n. Chr. angelegt und die Heeresstraße von Vindonissa (Brugg/Baden) über Schleitheim-Stühlingen an die Verbindung entlang der Donau an Argentorate (Straßburg) angeschlossen. In den folgenden 200 Jahren der Kultivierung des heutigen süddeutschen Raumes bis zur Limes-Linie (Obergermanisch-Rätischer Limes) wurde das Land mit einem Netz von Gutshöfen, Straßen und militärischen Einrichtungen überzogen.

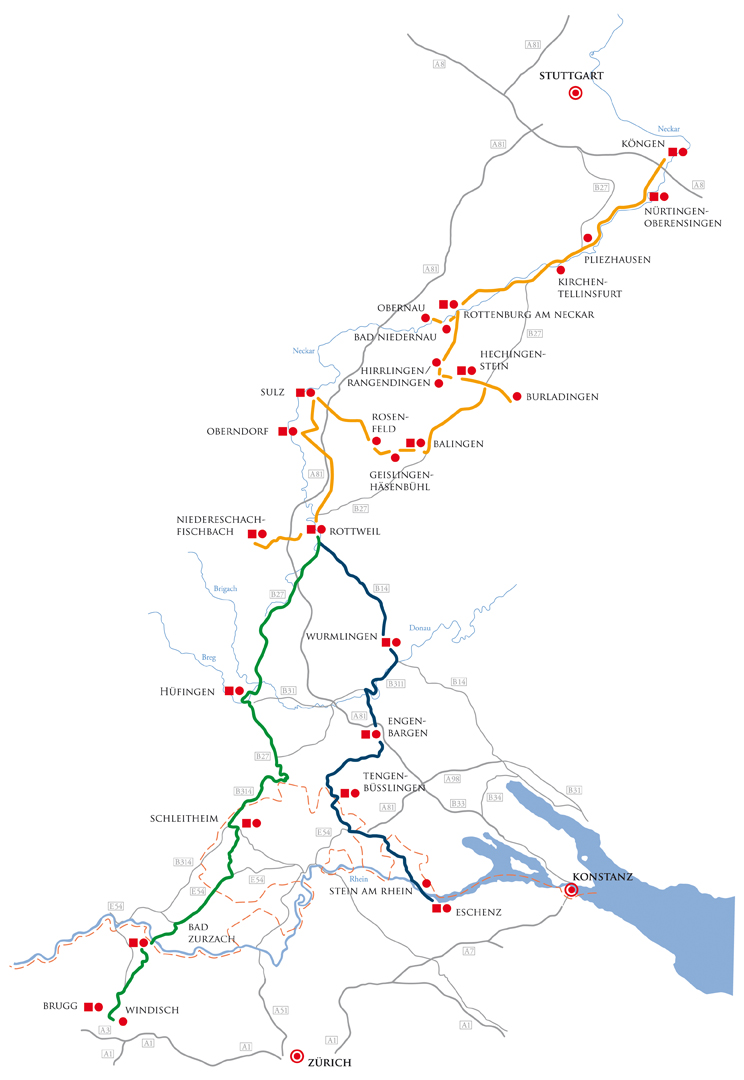
Karte mit dem gewundenen Abschnitt (Steige) der römischen Heeresstraße bei Blumberg

Im Umfeld Blumbergs sind Gutshöfe bekannt: „Aus Fützen, Gewann ‚Schlattereck‘, ist eine villa rustica überliefert. […] In Achdorf-Überachen, Gewann ‚Stockäcker/Krabettlein‘, auf die Gemarkung Ewattingen übergreifend, liegt eine weitere villa rustica. Auch diese Anlage ist nicht näher untersucht.“ (V. Nübling, S. 17). Gutshöfe standen auch bei Epfenhofen, Zollhaus und nordöstlich bei Aulfingen. An verschiedenen Orten gab es Münzfunde, die Datierungen erlauben – auch im Gebiet des Blumberger Hochtales.
Entgegen älteren Annahmen verlief die römische Heeresstraße nicht durch das breite Sumpfgebiet nach Zollhaus, sondern weiter östlich über eine Verbindung Randen-Riedöschingen-Hondingen; ein Umstand, der auch ein neues Licht auf den Ursprung des Steppacher Hofes werfen kann. Dieser Hof wird „im frühen 12. Jahrhundert als Besitz des Klosters Allerheiligen erstmals genannt“ und war nie der Teil der Blumberger Herrschaft.
Ab Mitte des 3. Jahrhunderts n. Chr. stürmten die Alamannen in mehreren Wellen den Limes, etwa 100 Jahre gab es wechselvolle Kämpfe bis sich die Römer um 400 n. Chr. hinter die Hochrheinlinie zurückzogen. Die Landnahme der Alamannen verlief dadurch auch nur schubweise, erst nach Auflösung der römischen Heeres- und Staatsorganisation um 450 n. Chr. besiedelten sie auch das Alpenvorland. Da es auch längere ruhige Phasen mit Handelskontakten gegeben hatte, kam es zu keiner Vernichtung der keltoromanischen Bevölkerung.
Nach dem Umbruch im 5. Jahrhundert durch die Auflösung des Weströmischen Reiches verfielen die gesellschaftlichen Ordnungen der Antike auf allen Ebenen. Germanische Stämme, die zuvor schon viele Grenzregionen gewonnen hatten, besetzten nun auch die Kernregionen Mitteleuropas. Damit kam die Völkerwanderung zum Abschluss.

### Frühmittelalter (500 bis 800)
Zum frühen Mittelalter gibt es in der Region Zeugnisse zu „Urkirchen“ oder Kapellenbauten. In römischen Zentren hatten christliche Gemeinden überlebt; manchmal konnten Frauen sich aufgrund ihres kulturellen Vorsprungs (Kenntnisse zu Heilkunst und Hygiene, Hebammen) in der nun germanischen Bevölkerung Respekt verschaffen. In Mitteleuropa überstand die Kirche den Übergang von der Antike ins Mittelalter als stabile Institution (Klostergründungen), die römische Gesetzesregelung (Schriftlichkeit) sowie technische Fähigkeiten (Steinbauweise) und wirtschaftliche Kenntnisse (Fruchtanbau) allmählich vermitteln konnte.
Franken und Alamannen

Das militärische erfahrene und bereits staatlich organisierte Volk der Franken setzte sich unter den Merowinger-Königen im ehemaligen Gallien und in Germanien durch: „Ihr König Chlodwig besiegte zuerst die Römer, die unter Syagrius noch eine Art Königtum gebildet hatten, sodann die Burgunder und den Teil der Westgoten, welcher nicht nach Spanien gezogen war.“ In der Folge kam es jedoch zu alamannischen Angriffen auf die Merowinger, die zu einem Sieg der Franken führten: Ort und Verlauf der Schlacht bei Zülpich (496) sind heute noch umstritten. Entscheidend war jedoch die alamannische Niederlage in der Schlacht bei Straßburg (506).

„Nun gerieten die rechtsrheinisch wohnenden Alemannen unter fränkische Herrschaft. Die südlich des Rheins Wohnenden stellten sich unter den Schutz des Ostgotenkönigs Theoderich. Nach dessen Tod [526] wurde ganz Alamannien dem fränkischen Großreich eingegliedert. Der fränkische König ernannte einen alamannischen Großen als Stellvertreter, der den Titel eines Herzogs führte.“

Im 7. Jahrhundert „trug auch der Verschmelzungsprozeß zwischen den verschiedenen Volksgruppen erste Früchte. Zwar behielten die einzelnen Stämme jeweils ihr eigenes Recht, aber sie unterstanden der gleichen Staatsgewalt.“
Alamannia unter den Franken

Über die frühe Siedlungszeit gibt es kaum (schriftliche) Nachrichten, abzulesen sind gesellschaftliche Verhältnisse allenfalls aus den Beigaben der für die Alamannen typischen merowingerzeitlichen Reihengräber-Friedhöfe – bei den Männern wie bei den Kelten im Allgemeinen Waffen, bei den Frauen Schmuck.

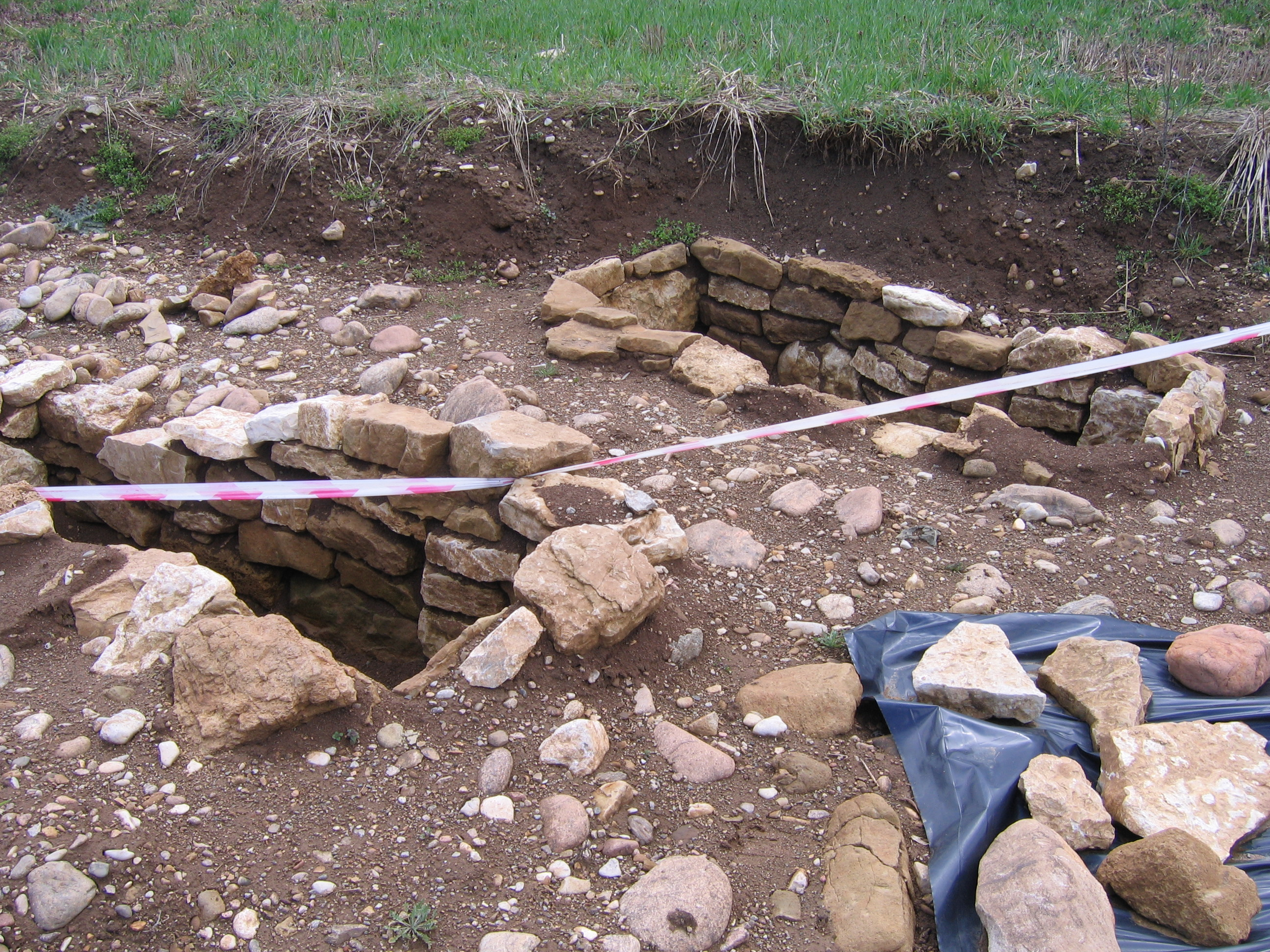
Merowinger Steinkistengräber, 2010 (bei Stühlingen)

Funde aus der Merowinger-Zeit: Steinkisten-Gräberfelder sind im Umkreis und auch auf dem Territorium von Blumberg schon häufiger, obwohl sie zumeist bereits im 19. Jahrhundert aufgedeckt wurden und damit eine genaue Dokumentation selten ist. Die meisten Fundstücke gelten heute als verschollen. Es existieren jedoch Aufnahmen von Grabstätten, die 1933 beim Bau eines Schulhauses freigelegt worden sein könnten. (Archiv Prillwitz).

„Zahlreiche Siedlungen wurden neu angelegt, besonders die mit den Namensendungen auf -ingen sind hier zu nennen, wie Aselfingen, Hondingen, Kommingen, Opferdingen, Riedböhringen, Riedöschingen und das abgegangene Aitlingen. Sie alle können auf eine frühe Gründungsphase [6. und 7. Jahrhundert] zurückgeführt werden.“

Auf eine Besiedlung des Blumberger Hochtales weisen zwei Funde hin:
- Im Jahr 1954 wurde beim Verlegen eines Telephonkabels in Blumberg eine merowingerzeitliche Waffe gefunden. Die einschneidige Hiebwaffe aus Eisen – ein Sax – ist zweifelsohne Beigabe einer nicht erkannten Bestattung. Der Sax gehörte zur typischen Ausstattung eines freien Alamannen.[7]

- Der Fund eines karolingerzeitlichen Brunnens im Ortskern deutet darauf hin, dass Blumberg seitdem kontinuierlich als Siedlungsplatz benutzt wurde.[Anm 2]

Als frühmittelalterlich gilt der Steppacher Hof, „dicht unterhalb Blumberg“. Er reicht nicht in alamannische Zeit zurück, „sondern gehört in seinen Anfängen wohl der nachkarolingischen Ausbauperiode an. [11. Jh.] Im frühen 12. Jahrhundert als Besitz des Klosters Allerheiligen erstmals genannt.“
Hintergrund

Mit dem Beginn der Herrschaft der fränkischen Karolinger-Könige (Vor- und Nachfahren Karls des Großen um 800) begann eine neue Epoche der Geschichte Europas.
Nachdem die Alamannen trotz ihrer Niederlage gegen die Franken (um 500 n. Chr.) noch lange unter ihren Herzögen eine weitgehende Selbstständigkeit genießen konnten – die Sieger bauten nur stützpunktartig Verkehrsknotenpunkte (oft ehemals römische Plätze) aus –, waren sie nach mehreren gescheiterten Aufständen schließlich integriert. Die karolingische Verwaltung teilte das Land in Gaue auf und führte das zumeist fränkisch besetzte Grafenamt ein. Der Schwarzwald war noch lange ungeregeltes Terrain, doch ab der Wutachmündung in den Rhein bestand im Umfeld nun der Klettgau, nordwestlich der Wutach der Alpgau, weiter östlich der Hegau. Das Blumberger Gebiet lag somit im Alpgau und die weitgespannten Herrschaftsverhältnisse sind hier ab dem 7. Jahrhundert durchaus bekannt. Der heute Blumberger Raum kann noch zwei Jahrhunderte im Schatten herrschaftlicher Interessen gelegen haben, denn die neuere Forschung legt eine Hauptverbindung, die zweifellos die Römerstraße war, eher abseits des Ortes an.
In diesen Zeiten begann auch die Christianisierung Westeuropas. Die Kirche hatte Kultur und Wissen der Antike bewahrt, in den Klöstern wurden antike Schriften abgeschrieben und übersetzt; das römische begründete Recht kultivierte barbarische Sitten und Gebräuche (unter anderem wurde der germanische Brauch des ‚Frauenraubes‘ verboten). Der Neubeginn von Handel und Geschäftsverkehr schlug sich in urkundlich geregelten Vereinbarungen und Bezeugungen nieder. Bis heute erhalten sind somit Schriftstücke zumeist der Eigentumsübertragung von Gütern, auch ganzen Dörfern unter der Nennung von Namen der Orte und der damit befassten Personen. So ist zum Jahr 1260 erstmals mit einem „Hans von Blumberg“ ein Hinweis auf den Ortsnamen gegeben. Diese Urkunde ist bereits ein Merkmal regen Geschäftsbetriebes, sodass eine Gründung des Ortes – im Original: „Bluomberch“ – schon weitaus früher angenommen werden kann.
Kirchliches Leben

Das gewöhnlich gut und früh dokumentierte kirchliche Leben bietet für Blumberg auch Jahrhunderte nach der Christianisierung Westeuropas keine Hinweise, „da vor Errichtung der Burg kein eigentlicher Siedlungskern bestand. […] Es ist zwar wahrscheinlich, daß die Burgkapelle im Rahmen der Entstehung der befestigten Anlage entstand, urkundliche Nachweise unmittelbar aus der Bauzeit fehlen aber hierfür genauso, wie für eine von der Burg unabhängige Kapelle im Dorf.“

## Vor den Beurkundungen
Die in Bezug auf Blumberg beginnende schriftliche Überlieferung nach der Mitte des 13. Jahrhunderts bezeichnete schon Personen von höherem Stand als ‚Blumberger‘, die somit bereits etabliert waren und deren Vorfahren schon entsprechende gesellschaftliche Voraussetzungen geboten hatten:

### Vorgeschichte der Blumberger

Grün: Das Territorium der Zähringer um 1200

Ein Hinweis in einer Urkunde 1292 lässt den Schluss zu, das die Blumberger Gefolgsleute der Zähringer waren, die als Stadtgründer gelten und in ihrem Einflussbereich im heutigen Südwestdeutschland und der Schweiz eine aktive, nach wirtschaftlichen und politischen Gesichtspunkten ausgerichtete Siedlungspolitik betrieben. Einheitliches Recht, zentrale Verwaltung sowie größtmögliche Freiheit für die Bürger der Städte kennzeichneten den Herrschaftsbereich der Zähringer. Ihre Handlungsweise war auch für eine aufstrebende Schicht von Familien attraktiv, die sich als Ministeriale – in Verwaltungsdienst und zugleich im Kriegsdienst – solchen Fürsten anschlossen und sich auch als eine Art neuer Adel etablieren konnten:
In dieser Urkunde (1292), die auf die Vorfahren zwei Generationen früher eingeht, wird Heinricus quondam den Blumenberg miles genannt – ein Heinrich, ehemals Ritter zu Blumberg, der noch vor 1200 geboren sein könnte, somit in der Zeit der letzten Zähringer: „Bereits Eduard Heyck, der das maßgebliche Werk über die Geschichte der Herzöge von Zähringen geschrieben hat, führte die Blumberger als zähringische Ministerialen an.“
Den Zähringern gelang es jedoch nicht ein zusammenhängendes oder fundiertes Herzogtum im Sinne eines einheitlichen Herrschaftsgebiets zu formen. Mit Berthold V., der ohne Nachfolger blieb, starben die Zähringer bereits 1218 aus, ihr Territorium wurde teils vom König eingezogen, teils ging es an die gräflichen Ehemänner der beiden Schwestern (nach einer anderen Quelle der Schwester Anna und der Tochter Agnes), an die Grafen von Urach und Kyburg.
Eine aktuelle Durchsicht des Werkes von Eduard Heyck (es ist im Original im Internet abrufbar) ergab jedoch, dass Blumberg bereits namentlich ‚Erbmasse‘ der Zähringer war:

## Ersterwähnung von Blumberg nach E. Heyck (1218)
Unter „Zähringische Orte – I. Grossherzogtum Baden“ (S. 507) führt Heyck an:
- Blumberg, BA. Donaueschingen. U. (Min) FUB. I 232.[11]

Zu den Orten des Verzeichnis (darunter auch Achdorf und Hondingen) erläutert er die Abkürzungen:
„Die Aufführung eines Ortes ohne Klammern drückt aus, dass er dem zährinigschen Besitz – nicht bloß der hohen Gerichtsbarkeit – ganz oder theilweise (auch nur durch zähringische Rechte, Eigenleute daselbst u.s.w.) für die Gesammtdauer des geschichtlichen Blühens des Herzogshauses oder einen Theil dieser Zeit zuzuweisen ist. U. bedeutet den nachweisbaren Uebergang an die Urachischen Erben des 1218 gestorbenen Herzogs, oder dass der betr. Ort von den Urachern nicht erweisbar oder auch nur wahrscheinlich anders als aus der zähringischen Herrschaft erworben war.“
- (BA. = Baden; Min. = Ministeriale, FUB = Freib. UB = Urkundenbuch der Stadt Freiburg im Breisgau, hrsg. v. H. Schreiber. Freiburg i/B., 4 Theile in 2 Bänden, 1827–1828.)

Die Einschränkung Heycks, dass der Ort auch „anders als aus der zähringischen Herrschaft erworben“ sein könnte, ändert nichts an der Tatsache der Namensnennung, die noch über die Quellenangabe FUB = „Freiburger Urkundenbuch“ zu prüfen wäre. Im Kapitel „Ministerialen [der Zähringer]“ findet sich bei Heyck zudem (S. 543) ein weiterer, fast identischer Eintrag:
- Blumberg (BA. Donaueschingen), von U. Min., FUB. passim, insb. I. 232.[13]

Feststellbar ist somit: Der Ort Blumberg existierte neben den heute zugehörigen Ortschaften bereits beim Ableben des letzten Zähringers, Berthold V. im Jahr 1218; es handelte sich um eine Burg und deren Besitzer waren Ministeriale vermutlich der Zähringer, gegebenenfalls auch der Grafen von Urach.

## Urkunden des 13. Jahrhunderts
Die Literaturangabe: „Als im Jahre 1260 erstmals der Name Blumberg bzw. Blobinberch urkundlich faßbar wird …“ ist wahrscheinlich auf 1218 zu korrigieren, denn in diesem Jahr bestand der Ort nach den Angaben von E. Heyck bereits – möglich als Burg mit zugehörigen Gehöft und noch ohne Dorf, denn Ministeriale stammten nicht aus einer einfachen Siedlung. Die allgemeine Vermutung, dass die Burg bereits vor den beiden Urkunden von 1260 bestand, wäre darüber zu bestätigen.

„Die Inhaber dieser Burg waren die Herren von Blumberg, die im Interregnum als Ministeriale (Dienstleute) der Grafen von Freiburg, der Grafen von Fürstenberg und besonders als Vertraute des Grafen und späteren Königs Rudolf von Habsburg zu finden sind.“

Hintergrund

Vorausgegangen war dem Interregnum (1250–1273) ein beispielloser Konflikt zwischen Papst und Kaiser, der auch im Reich zu einer Vielzahl von Frontbildungen zwischen den Staufern unter Friedrich II. und der Kirche führte. Mit dem Tod des Kaisers 1250 kam es zu Machtkämpfen aller gegen alle – Bischöfen, Fürsten und auch das Bürgertum der noch neu entstandenen Städte versuchten, Territorien und Einflussbereiche zu vergrößern. Der niedere Adel stand den Großen in nichts nach, nur waren seine Methoden weniger subtil, das Raubrittertum entstand. Das Interregnum kann aber auch als eine Übergangsphase betrachtet werden: Die alte Ordnung zerbrach und schuf eine Entwicklung, in der die Landesfürsten zu den neuen Trägern der staatlichen Ordnung aufstiegen, und auch die Städte emanzipierten sich durch das an Reichtum gewinnende Bürgertum und traten somit selbstbewusster gegenüber den Fürsten auf. Zahlreiche Bünde entstanden und schließlich einigten sich geistliche Kurfürsten, Herzöge und Grafen auf die Wahl und Anerkennung eines neuen Königs: Graf Rudolf IV. von Habsburg.

### Urkunden von 1260
In einer auf März 1260 datierten Urkunde wird als erster „brůder Hans von Blůmberg“ als Zeuge in einer „Urkunde des Ritters Volker von Kemnat und dessen Sohn Marquard“, die „im Kloster Paradies“ (bei Konstanz) ausgestellt wurde, genannt. „brůder“ kann ihn als Mitglied einer Ordensgemeinschaft bezeichnen. Beim Kloster Paradies handelte es sich um ein Frauenkloster der Klarissen.
Nach Hans von Blumberg wird noch im selben Jahr, im Juli 1260, ein „Iohannes de Blobinberch“ urkundlich genannt und dabei als „milites“ bezeichnet.

„Diese zweite Urkunde führt nach Ettenheim. Dort belehnte am 7. Juli 1260 der Bischof Walther von Straßburg die Gräfin Margaretha mit kyburgischen Lehen seiner Kirche. Unter den 26 namentlich aufgeführten Zeugen, zu denen auch der spätere König Rudolf von Habsburg und die Grafen Heinrich von Fürstenberg und Friedrich von Zollern gehörten, findet man in der Reihe der milites den Namen Iohannes de Blobinberch. (UB [Urkundenbuch] Zürich 3, Nr. 1108, S. 206 f.)“

### Johannes von Blumberg
Mit Johannes von Blumberg tritt nicht nur der Name des Ortes, sondern zugleich die Stellung des nun binnen wenigen Jahren zwölfmal in Urkunden benannten Ritters (miles) auf – in einem Dokument 1264 wird er zudem als nobilis vir … dominus Johannes de Blůmenberch bezeichnet, der hier somit unter „den ‚adligen Männern‘ aufgeführt wird. […] Man (kann) annehmen, daß der Blumberger zumindest dem sogenannten Niederadel zuzurechnen ist.“ Der Besitz einer Burg war dabei verpflichtend. Als Ritter wird er generell benannt, zumeist in den Urkunden an vorderster Stelle. Und es lässt sich über die Urkunden „das Personenfeld beschreiben, in dem sich der Blumberger bewegte: Es sind Graf Heinrich von Fürstenberg, die Grafen von Freiburg, die Herren von Klingen, Konstanzer Kleriker, Heinrich von Krenkingen, der Abt Albrecht von Reichenau, die Herren von Tengen und vor allem an erster Stelle Graf Rudolf von Habsburg.“
Johannes war dabei nicht nur in Eigentumsübertragungen einbezogen, die immer auch politische Entscheidungen bedeuteten – es ist dokumentiert, „daß er zusammen mit Rudolf von Habsburg und den Freiburger Grafen Fehden bzw. Kriege bestritt, demnach also mit einer eigenen Gefolgschaft, Rüstung, Pferden etc. ausgestattet war. Ebenso kann man davon ausgehen, daß er eine Familie besaß.“
Bei einer Beurkundung am 14. August 1272 war Johannes von Blumberg nicht anwesend, sondern – vermutlich stellvertretend – sein Sohn Johannesin von Blůminberc den jungen.

### Ende des Interregnums
Es erscheint nicht als Zufall, dass die Herren von Blumberg ab 1273 zunehmend hochrangiger vertreten sind – so wird am 20. Februar ein Conrad von Blumberg (domini C. de Blůmmberg, canonici in Constantienis) als Domherr in Konstanz genannt. In der „kaiserlosen Zeit“ von 1250 bis 1273 konnten Kreise oder Bünde von Adligen infolge der fehlenden Zentralgewalt auf eigene Faust und oft gewalttätig ihre Territorien und Machtbereiche erweitern. Das gelang mit Sicherheit auch den Blumbergern, denn Johannes zählte zum engeren Kreis von Rudolf von Habsburg, der am 1. Oktober 1273 zum neuen deutschen König gewählt wurde. Von der damit verbundenen Machtfülle profitierten auch die Herren von Blumberg – am 9. April 1274 (bestätigt) König Rudolf dem Edelherren Johannes von Blumberg, einem seiner ausgesuchten Getreuen, den Montagsmarkt, den er zu Hüfingen gewohnt ist, abzuhalten. Diese Rechtsverleihung bedeutet, dass Hüfingen „zum Zentrum der Herrschaft“ der Blumberger wird.
1275 in Eintragungen der „Liber decimationis“ wird Johannes von Blumberg „als ‚senior‘ bezeichnet und es wird deutlich, dass er in Blumenfeld, Blumberg, Mundelfingen, Riedböhringen, Watterdingen und Deißlingen Patronatsherr ist.“
Eine Urkunde vom 24. Juli 1280 „wurde in Blumberg ausgestellt. Acta sunt hec aput in Bluomenberg … Auch wenn in ihr kein Blumberger genannt wird, oder sie gar Blumberger Belange betrifft, hören wir hier urkundlich zum ersten Mal von dem Ort Blumberg – wahrscheinlich der Burg.“

## Burg Blumberg

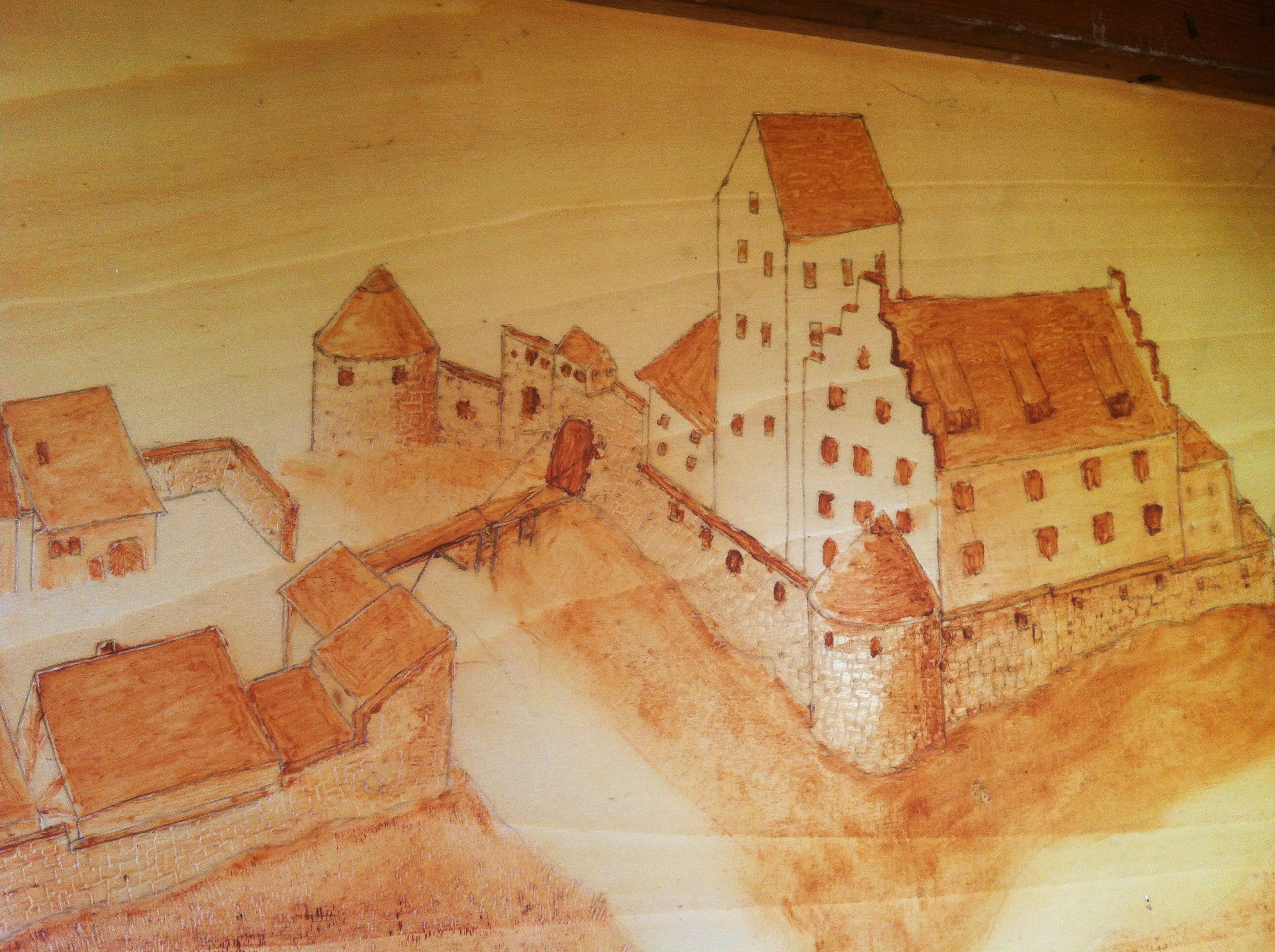
Die Burg Blumberg als Zeichnung auf der gegenwärtigen Infotafel auf dem ehemaligen Burggelände

Die um die Wende des 12. zum 13. Jahrhundert erbaute Burg ist eine westlich der Stadt gelegene Höhenburg. Die Burg war ursprünglich im Besitz der Herren von Blumberg, sie wurde im Jahr 1644 zerstört und im 19. Jahrhundert abgebrochen. Es sind noch Reste von Futtermauern und die Niederung des Halsgrabens zur Vorburg erhalten.

## Herren von Blumberg
Die Herren von Blumberg stiegen aus dem Rang der Ministeriale im 13. Jahrhundert auf. Ihr Herrschaftsmittelpunkt lag um die Burg Blumberg, außer in der Zeit von 1274 bis 1383 in der sie die Stadt Hüfingen hielten. Das Geschlecht starb im 15. Jahrhundert aus.

## 14. Jahrhundert
„Diese Besitzverhältnisse bestätigt werden in einer Urkunde vom 5. Januar 1356, in der Diethelm von Blumberg Burg, Stadt und Dorf Hüfingen zur Hälfte an Konrad von Blumberg und zur andern Hälfte an Johannes den jüngeren von Blumberg und dessen Brüder Rudolf und Albrecht verkauft. Auf dieser Burg lebte also ein großer Teil der Blumberger Adelssippe. […] Die Quellenzeugnisse werden im folgenden immer häufiger und oft ist eine genaue genealogische Zuordnung der einzelnen Blumberger nicht möglich.“
Faktisch war fast jeder Besitz ein Lehen des jeweilig höher gestellten Machthabers, im Falle von Hüfingen vergab dieses Lehen der Landgraf der Baar an die Blumberger. Ihnen hatte der Graf 1356 sich auch entschlossen, „die besondere Gnade zu gestatten, daß sie dieses Lehen nach Belieben versetzen und auch an weibliche Leibeserben vererben dürfen. Die Bestimmung wurde am 3. April 1380 vom Grafen Heinrich von Fürstenberg dem Burkhardt von Blumberg erneut bestätigt.“ Dieses Erbrecht von Frauen war zu dieser Zeit noch ungewöhnlich, es sollte den Besitz stabilisieren, doch es kam anders:
Dieser Erbfall trat im April 1382 mit dem Tod des Burkhardt von Blumberg ein: Per Testament erhielt das Hüfinger Erbe seine „Schwester Gueten von Blomberg, Ehefrau des Bentzen von Schellenberg, und deren ehelichen Kindern.“ Daraufhin kam es zum Streit mit den Blumbergschen Vettern, der zugunsten Gutas ausging. Ihr Ehemann, der „aus einer lichtensteinischen Familie stammende Ritter Berthold von Schellenberg […] nennt sich seit 1383 Herrn von Hüfingen.“

„Damit hatten die Blumberger ihren Sitz Hüfingen nach mehr als 100 Jahren verloren und mußten sich neu etablieren, d.h., sie mußten versuchen ein neues Zentrum herauszubilden, das die Qualität Hüfingens hatte. Und dieses neue Zentrum war Blumberg.“

Von K. S. Bader wird diese Neuorganisation als „Notlösung“ bezeichnet. Zur Zitierweise:

## Blumberg wird Stadt
Schon bald darauf ist dieser Wechsel dokumentiert: Die Blumberger hatten sich in kurzer Zeit aus Hüfingen zurückgezogen, wie aus einer Urkunde vom 20. September 1384 zu folgern ist. Dort heißt es: Ich, Růdolf von Blůmberg, seßhaft ze Blůmberg. Danach fehlen bis 1393 die Blumberger offensichtlich in den Urkunden (die Historiker Bader und Bechthold benennen keine), ihre Stellung war erschüttert:

„Dieses Ereignis bedeutete für die Gesamtfamilie einen schweren, ja unersetzlichen Verlust. Längst waren die Zeiten vorbei, in denen der Burgbesitz allein Bestand und Sicherheit einer adligen Familie garantierte. Die Stadt war an die Stelle der engen Burg getreten.“

Die Lage von Blumberg bot jedoch keine guten Voraussetzungen, um aus Burg, Gehöften und dem Dorf eine Stadt zu machen, denn es „fehlte die Anbindung an günstige Verkehrswege, außerdem war der Raum auf dem Burgplateau zu klein, um eine großflächige Anlage konzipieren zu können. […] es fehlte ihr an wesentlichen städtischen Merkmalen wie Stadtrecht, Marktrecht oder Schultheiß.“
Hinzu kam, dass nun Absicherungsbedarf gegenüber Hüfingen bestand, denn man hatte „versucht, den Westrand des Blumberger Besitzes durch eine weitere Burg zu stabilisieren bzw. den Hüfinger Zugang zur Wutach abzusichern.“ In der ersten Urkunde nach langer Zeit, am 22. April 1393 wird eine neue Burg Blumberg genannt: Eberhard von Blůmberg von der nuwen Blůmberg … Wiederum vergehen einige Jahre, bis zwei weitere Urkunden – 1400 und 1401 – Aktivitäten bezeichnen: Die Blumberger beschaffen sich mit den Schaffhausern als Bürgen Geld in Basel und Stühlingen (mit dem Verkauf von Eschach bei Achdorf).
Die Reorganisation ihres Hauptsitzes konnte nicht ohne fürstliche Genehmigung vonstattengegangen sein – faktisch war der Verlust der Blumberger auch ein Nachteil für die Fürstenberger, „die durch den Verlust Hüfingens Konsequenzen in ihrem Territorium zu befürchten hatten, denn die Schellenberger standen nicht zu ihnen in einem Abhängigkeitsverhältnis wie die Blumberger. Außerdem trat bereits am Anfang des 15. Jahrhunderts der Konflikt zwischen dem Hause Österreich und der schweizerischen Eidgenossenschaft zu Tage. Blumberg war deshalb auch als Bastion gegenüber den Schweizern von nicht geringer Bedeutung.“
So war die fürstenbergische Unterstützung bei der Stadtgründung auch aus politisch-militärischen Gründen gesichert, diese konnte jedoch die fehlende wirtschaftliche Perspektive nicht ersetzen.

„Die Stadtanlage war nichts anderes als eine ‚Vorburg‘, eine erweiterte Burg. […] Der Gründung fehlte von Anfang an das Ziel, ein wirtschaftlich irgendwie bedeutsamer Mittelpunkt zu werden. Nicht der Markt, sondern die Befestigung gab der Anlage den städtischen Charakter. [… Es] wurde einfach die Burg durch eine Burgerschaft ergänzt, die in der Vorburg angesiedelt sich im Alltag bäuerlicher oder handwerklicher Tätigkeit hingab, um in Kriegszeiten das Aufgebot wehrhafter Männer zu ergänzen. Von einer Bewidmung der neuen Anlage mit Stadtrecht sagen die Quellen nichts.“

„Erstmals von der Stadt Blumberg hört man im Zusammenhang mit der fürstenbergisch-lupfischen Fehde. In einem Spruchbrief (Vermittlungsversuch) vom 15. April 1413 gehörte unter anderen auch Blůmberg stat zu den Zeugen, die man laden soll zu dem Rœmschen gericht.“
Ende des Geschlechts der Blumberger

„Rudolf von der alten Blumberg“ starb 1413 und – so der Historiker Bechtold – „von dem aussterbenden Blumberger Geschlecht waren keine Impulse mehr zu erwarten“. Sein Erstgeborener Heinrich saß bei seiner Frau in Diessenhofen, eine der Töchter „war mit Sigmund vom Stein verheiratet, […] an dessen Familie Blumberg schließlich überging. […] Rudolf der jüngere von der alten Blumberg war vor dem 30. April 1451 gestorben und mit ihm war die Blumberger Hauptlinie erloschen. Auch die Blumberger Seitenlinien bestanden nicht mehr lange. Bader ermittelt die letzten urkundlichen Nennungen im „Nebensitz in Donaueschingen“, auf der Burg Karpfen und für die „Neublumberger Linie“. Die letzte Namensnennung eines Schaffhauser Bürgers ließ sich 1470 ermitteln. Die Burgen dem Wutachtal entlang „waren längst in andere Hände übergegangen. Die Herren von Blumeneck existierten noch länger, sie hingen jedoch nicht mehr mit den Blumbergern zusammen.“ (Bader, 20.) In Blumberg selbst trat nun Sigmund vom Stein und seine Familie die Herrschaft an.“ (Bechtold, 60 ff.).
„Auch die Familie v. Stein konnte die Herrschaft von Blumberg nicht lange halten“ und ihre Nachfolger, „die Randegger scheinen in Blumberg gar nicht erst seßhaft geworden zu sein.“ 1484 war dieses Zwischenspiel beendet (Bader, 21).
Zum Blumberger Adelsgeschlecht im Überblick der Hauptartikel: Herren von Blumberg

## Aufstieg der Stadt Blumberg
„Wahrscheinlich hatte auch das Dorf Blumberg unter dem wirtschaftlichen Nichtaufschwung zu leiden, vor allem aber war diese Zeit von Verkäufen bestimmt, die die finanzielle Mißlage zeigten. Selbst die Mühle von Blumberg, die für die wirtschaftliche Entwicklung des Ortes von größter Bedeutung war, ging für einige Jahre verloren.“ (Bechtold, 62).
Nach dem Tod Sigmunds 1477 oder 1478 wird Blumberg von seinen Erben 1479 an die Herren von Randegg verkauft, von denen Burg und Stadt an Hans von Landau kommen, der 1483/84 systematisch alle Anteile erwirbt und die Anlage des „zweifelsohne wirtschaftlich heruntergekommenen Blumberg“ neu organisiert und ausbaut. Er erhält dazu 1497 „einen Freiheitsbrief von König Maximilian“, der bereits eine besondere Rolle der ehemaligen „Herrschaft Blumberg“ in einer künftigen Auseinandersetzung andeutet (Bechthold, 61 ff.)

### Hans von Landau
„Hans von Landau war um 1450 geboren und stammte aus einem schwäbischen Adelsgeschlecht, das sich nach der Burg Landau bei Riedlingen nannte. […] Nachdem er [1483] den Anteil seiner Base Ursula von Schellenberg inne hatte, kaufte (er) am 20. Januar 1484 auch den Rest von Blumberg.“ Seit Anfang der 1490er Jahre kaufte offensichtlich systematisch auch weitere ehemals Blumbergische Besitze und Rechte und eine Auseinandersetzung mit der Äbtissin von Lindau um den Zehnten von Riedöschingen beendete er, indem er „am 13. Juni 1498 die Vogtei über das Dorf Riedöschingen in den Händen hatte.“
Der Schweizerkrieg 1499

Es kann davon ausgegangen werden, dass Landau Burg und Stadt Blumberg erneuerte und ausrüstete, denn 1499 begann der Schweizer- oder Schwabenkrieg. Zum einen hatte die seit 1291 bestehende Eidgenossenschaft immer größere Bedeutung erlangt und es gelang ihr, „sich innerhalb des Deutschen Reiches Freiheiten und Rechte anzueignen, die eine gewisse Unabhängigkeit förderten. Diese Unabhängigkeit wirkte sich auch auf die Bauern, Handwerke und Kaufleute aus: sie waren vergleichsweise freier und selbstbewußter als die Bauern des Hegau oder die Bauern der Baar, die Leibeigene waren.“ Zum anderen geriet dadurch weit über die Grenzregionen hinaus „fast das ganze Reich“ in einen „Fehdezustand“. Dieser gesetzlosen Fehdegesellschaft wollte der Erzherzog von Österreich und römisch-deutsche König Maximilian I. 1495 durch einen Ewigen Landfrieden einen Riegel vorschieben. Fehden sollten in öffentlicher Form vor einem Reichskammergericht ausgetragen werden. Finanziert werden sollte das Gericht und auch Maximilians Kriege durch eine allgemeine Steuer, den Gemeinen Pfennig. Dagegen wehrte sich nicht nur die Eidgenossenschaft, doch die Schweizer führten Raubzüge insbesondere in den Hegau und 1499 einen Kriegszug in die Grenzlande nördlich des Rheins.
Die Eidgenossen vor Blumberg

„Ende April/Anfang Mai zogen die Schweizer von Waldshut gegen Blumberg: und do die uff dem schlos sachen den zug daherziehen, do ferbrannten sy selb das dorff Blůmberg am schlos, und wartend sich redlich ab dem schlos mit schießen und tribend die Schwitzer und behielten das schlos. Das war das erst herweren uff unsser sitten.“ (Heinrich Hugs Villinger Chronik)
Das Dorf wurde somit von den Blumbergern selbst angezündet – eine Maßnahme, die dem Gegner die Logistik erschweren sollte; danach wurde es wieder „in der eigenen Asche“, d. h., rasch aufgebaut, um die Bevölkerung zu beruhigen.
Doch der Zug der Schweizer nach Norden war gestoppt und das Reichsheer setzte nach, doch gewannen die Eidgenossen die Schlacht bei Dornach in der Nähe Basels und der Friedensschluss am 22. September 1499 brachte ihnen die faktische Unabhängigkeit vom Deutschen Reich ein.
Gelder flossen nun in den Ausbau der Küssaburg am Hochrhein und wohl auch an Landau, denn er ließ vor Burg und Stadt „in den Jahren zwischen 1500 und 1510 Weiherbauten anlegen“.

### König Maximilian in Blumberg
Ende April des Jahres 1507 begab sich König Maximilian nach Blumberg, wo die Bauarbeiten des in seinem Namen gebauten Schlosses noch in vollem Gange waren. In der Folge kam es jedoch zu Konflikten, denn die Grafen von Fürstenberg fürchteten Hans von Landau und seine zielstrebige Politik als Konkurrenz im Wutachtal und beschwerten sich darüber, dass seine Weiher die Straße gefährden würden. Landau, der inzwischen – Maximilian war zum Kaiser gekrönt worden – „Kaiserliche Majestät Rat und Reichsschatzmeister […] und in seinem kleinen Territorium reichsunmittelbar war“, war gegenüber dem Grafen Wilhelm von Fürstenberg ‚kompromissfähig‘: Er verzichtete auf weitere Expansion und erhielt 1511 dafür höchste Rechte über sein Gebiet: Die Räte, die den Streit entschieden billigten Landau den Ausbau der Weiher zu: Ein Schutz, „der den Schloßherrn in die Lage versetzte, den wichtigen Straßenzug Schaffhausen-Hüfingen an einer empfindlichen Stelle unter Wasser zu setzen und damit das ganze Tal bei einem Einfall der Eidgenossen zu sperren. […] Die Bedeutung der Blumberger Weiher als Befestigungsmittel trat später, als die expansive Kraft der Eidgenossen nach den Mailänderkriegen erloschen war, hinter der Fischzucht zurück.“
„Für Blumberg selbst war damit eine stabile Ausgangslage für die folgenden Jahre gegeben.“ Doch Hans von Landau starb Anfang Dezember 1513 auf seiner Burg Blumberg.
Kirchengeschichte

1353 (oder 1356) ist nun auch der erste Beleg einer Kapelle in Blumberg gegeben – obwohl dabei nicht deutlich wird, ob sie in der Burg oder im Dorf stand – nachweisbar ist jedoch ein Filialverhältnis mit der „Martinspfarrei Hondingen, einer der ältesten Pfarreien der Baar.“ Auch in den Quellen des 15. Jahrhunderts ist diese Abhängigkeit belegt – letztlich bis ins 19. Jahrhundert unter der Weisung des Bistums Konstanz.
Dass es im 14. Jahrhundert jedoch schon eine Dorfkirche gab, zeigt ein archäologischer Befund:
„Beim Abbruch des Kirchenschiffes der alten Blumberger Stadtkirche 1956 kamen gotische Fresken zum Vorschein, die bei den Abbrucharbeiten leider in Unkenntnis ihrer historischen Bedeutung weitgehend zerstört wurden. Die Überreste wurden von einem Restaurator wieder zusammengesetzt. Mit einiger Bestimmtheit ließen sich die Fresken in die Zeit zwischen 1350 und 1450 einordnen.“ Damit stellt dieser archäologische Befund „das älteste Zeugnis der Existenz einer Dorfkirche in Blumberg dar.“
1446 ist in Blumberg „ein Marienaltar“, 1484 „ein Andreaspatronat“ belegt. Eine Reparaturrechnung 1546 lässt erkennen, dass „die Kirche damals etwa halb so groß war wie die spätere.“
Im 15. Jahrhundert begann ein Umbruch, der sich in der Krise des Papsttums bis hin in die unterste Ebene des Klerikerstandes zeigte – „viele Geistliche (betrieben) einen Nebenerwerb in der Landwirtschaft, als Gastwirte oder Händler. Das Konkubinat war die übliche Lebensform. […] Die Krise der Feudalgesellschaft verschärfte die Krise der Kirche, der größten Feudalherrin.“ Immer mehr Prediger, auch Bürger und Adlige, forderten Reformen, „Luthers Anschlag seiner 95 Thesen gegen den Ablaßhandel im Jahr 1517, ist zum Symbol für den Beginn der Reformation geworden.“
Die Fürstenberger gehörten zu den entschiedenen Vertretern des alten Glaubens, die neuen Besitzer von Blumberg – Lutz und Jörg von Landau, danach Hans-Jörg von Bodman ebenfalls. Doch die Aufbruchstimmung ergriff das Volk: „Eine Antwort auf die im sechzehnten Jahrhundert zunehmend unerträglicher werdenden Lebensbedingungen der ‚gemeinen Leute‘“ gaben die Bauern – „die reformatorischen Ideen (bekamen) neuen politischen Sprengstoff.“

### Bauernkrieg 1524/25 in der Baar
„Die Erhebung der Bauern war eine Massenbewegung. Vorsichtige Schätzungen gehen davon aus, daß sechzig bis siebzig Prozent der waffenfähigen Bevölkerung unmittelbar am Aufstand beteiligt war. […] Blumberg war eine wichtige Bastion der Obrigkeit, die Herrschaft hatte Fußvolk und Pferde für den Kampf gegen die Bauern zur Verfügung zu stellen. […] Zu einer geplanten Mordaktion kam es allerdings nicht, da eine Ausweitung des geplanten Konflikts auf einen erneuten Krieg mit den Schweizern befürchtet wurde. Bis in den Frühling des Jahres 1525 herrschte relative Ruhe, dann eskalierte die Auseinandersetzung.“
Die Bauern hatten fast die ganze Baar unter Kontrolle, doch die Befestigungsanlagen von Burg und Stadt Blumberg trotzten ihrem Ansturm. Im Gegenschlag des Schwäbischen Bundes unter Georg Truchseß von Waldburg wurden „(die Bauernheere) mit unvorstellbarer Grausamkeit geschlagen. Die Anführer wurden hingerichtet, Dörfer verbrannt und das Volk gedemütigt. […] Mit der blutigen Niederschlagung der Bauern wurde so auch eine religiöse Aufbruchsbewegung vernichtet.“ Doch das alte kirchliche Leben ließ sich nicht mehr erneuern, die katholische Kirchenorganisation geriet weiter aus den Fugen, es entstanden Sekten und die Menschen schufen sich ihre Freiräume – Städte wurden vom Adel oft als ketzerisch verdammt – in der Region „(war) mit häretischen Orten in erster Linie Schaffhausen gemeint.“
Der Südwesten Deutschlands wurde von den Kämpfen im Bauernkrieg verheert, doch sei – so der Historiker Bechtold – die bald darauf erstellte Verkaufsurkunde „das beste Zeugnis für Blumbergs Reichtum im frühen 16. Jahrhundert und läßt auch erkennen, dass Blumberg den Bauernkrieg von 1524/25 ohne viel Schaden überstanden hatte.“ (Bechthold, 70). Allerdings waren die Landesherren, die Fürstenberger, unter Wilhelm von Fürstenberg als Graf und Söldnerführer an der Niederschlagung des Aufstands beteiligt.
Wertfeststellung von Burg & Stadt

Da die Söhne Hans von Landaus, Lutz und Georg von Landau, das Werk des Vaters nicht fortsetzten, ist über den 16 Jahre später erfolgenden Verkauf an Hansjörg von Bodman zu Bodman im Kontrakt vom 27. November 1529 eine bis ins Detail gehende Beschreibung des Wertes von Sachen und Rechten erhalten, die in der Literatur ausführlich dargestellt ist (Bechtold, 74 ff. und Bader, 25. f.). Mit 21.000 fl. Rh. Gold hatte Hans von Landau „den Wert um nahezu das Zehnfache gesteigert.“ Beim Verkauf dabei auch verschiedene Kanonen, 78 Büchsen, 200 große eiserne Kugeln, 6000 eiserne Haukenkugeln, 3 Zentner Blei und 8 Zentner Pulver nebst Fässern. Inbegriffen war auch „das Schloss zu Leipferdingen mit dem Wassergraben und dem Kräutergarten.“
Doch schon knapp acht Jahre später, am 4. April 1537, verkaufte die Vormundschaft des noch minderjährigen Hanswolf von Bodman, Sohn des Käufers, „Schloß und Stettlin Blomberg“ mit allen Rechten und Zubehör an den Grafen Friedrich von Fürstenberg weiter. Der Kaufpreis blieb bei 21.000 Rheinischen Gulden.

## Blumberg unter den Fürstenbergern
Nachdem der Adel durch den für ihn siegreichen Bauernkrieg die Verhältnisse wieder in seinem Sinne ordnen konnte, nutzten die Fürstenberger eine Vielzahl von Möglichkeiten, ihr Territorium zu erweitern: „Das neue Gebiet rundete den fürstenbergischen Grundbesitz und Machteinfluss in der Baar entscheidend ab.“ Systematisch kaufte und vereinheitlichte Graf Friedrich auch Rechte und Regelungen aller Art, die es ihm ermöglichten, die Landeshoheit weiter auszubilden und eine „flächendeckende Ämterorganisation und Landesverwaltung aufzubauen. […] Blumberg (gewann) allmählich eine neue räumliche Funktion als Amtssitz und zeitweise auch Residenzort im Süden der Baar.“
„Mit dem Übergang an das Haus Fürstenberg tritt die Herrschaft Blumberg in eine neue Phase ihrer Entwicklung ein.“ Noch war das ‚Machtprinzip Heiratspolitik‘ nicht inszeniert, die Mobilität auch in der Bevölkerung, jedoch vor allem im Adel weit fortgeschritten, sodass Ehen unter entfernten (Adels-)Häusern geschlossen wurden, die noch stark auf Zuneigung beruhten und zur einfachen Zusammenführung von Gütern führten, da auch das Erbrecht von Frauen selbstverständlicher wurde:

„Graf Friedrich von Fürstenberg, eine der bemerkenswertesten Gestalten des Grafengeschlechts, verstand es, den füstenbergischen Landbesitz entscheidend zu mehren und abzurunden. Wenige Jahre nach der Erwerbung von Blumberg heiratete der Graf (1534) Anna Gräfin von Werdenberg-Heiligenberg, die ihm die Herrschaft Jungnau und Trochtelfingen als Eigengut, die Grafschaft Heiligenberg als Lehen in die Ehe brachte. Fürstenberg war damit […] zu einem der mächtigsten und güterreichsten Geschlechter geworden.“

Erste Bergbautätigkeit

„Die herrschaftliche Eigenwirtschaft in Blumberg konzentrierte sich auf die Landwirtschaft sowie auf die Fischzucht in den Weihern. […] Allerdings ließ Graf Friedrich erstmals die Erzvorkommen im engeren Gebiet zwischen Blumberg, Riedböhringen und Hondingen ausbeuten. Die hier gewonnenen Erze wurden im Hammerwerk in Eisenbach (Hammereisenbach) weiterverarbeitet. Um 1555 wurde schließlich eine Ziegelhütte in Zollhaus erbaut.“

Auch „den Schutz der zur Herrschaft gehörigen Forsten ließ sich der Graf besonders angelegen sein.“ (Bader, 28).
Ungeachtet aller Fürsorglichkeit und wohl auch Verbesserungen in der Rechtsprechung gehörten neben den Bauern auch „die Bürger als Leibeigene dem fürstenbergischen Untertanenverband an.“ Dennoch zeigte ein Konflikt ab 1539, den der Fürst mit den Äbtissinnen des Frauenstiftes Lindau um Gutsbesitz in Riedöschingen führen musste, dass 15 Jahre nach dem Bauernkrieg zumindest die „Klosterbauern“ – mit Hilfe der Stiftsfrauen – ihre Rechte zu vertreten wussten. Der Streit fand erst 1613 ein Ende – als der Enkel des Grafen Friedrich den gesamten Besitz des Stifts im Dorf aufgekauft hatte. (Eveline Dargel, S. 79–82).

## Eine ‚glückliche Zeit‘ Blumbergs
Graf Friedrich war 1559 verstorben und seine Nachkommen teilten den Besitz: Das mittlerweile eingerichtete „Obervogteiamt Blumberg wurde zusammen mit der Herrschaft Kinzigtal und dem Amt Möhringen Graf Albrecht, einem Enkel Friedrichs zugesprochen.“

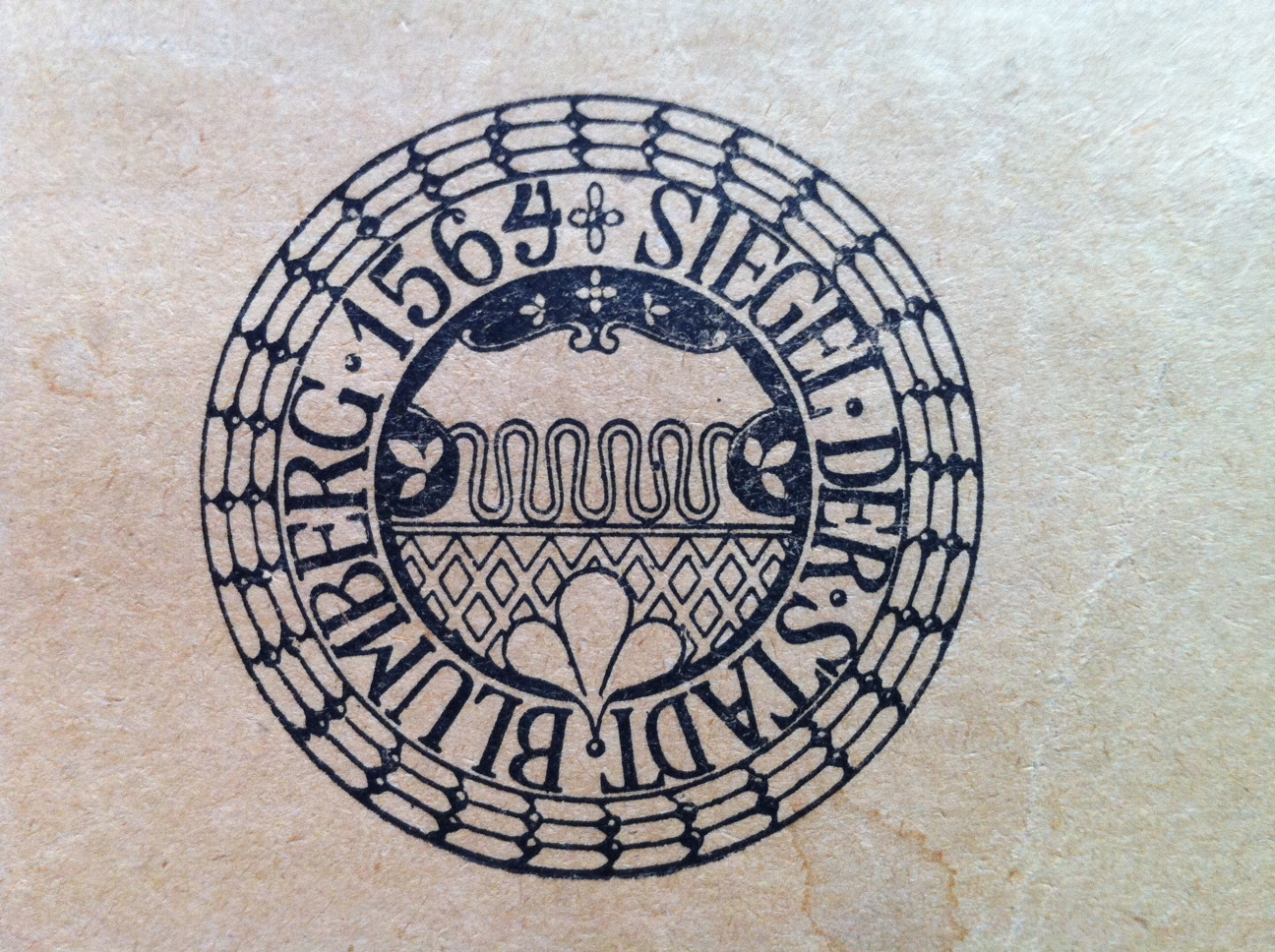
Nachgebildetes Siegel der Stadt

### Stadtrecht 1564
Noch minderjährig, vertrat diesen zuerst eine Vormundschaft, die seinen künftigen Besitz mitsamt den Rechten sorgfältig ordnete. „Zu dieser Zeit erhielt Blumberg wohl das erste Stadtsiegel als Beglaubigungszeichen für eigene Rechtsgeschäfte. Die Umschrift lautet: ‚SIGELL DER STAT BLOMBERG 1564‘.“
1568 wurde der noch jugendliche Graf mit „Elisabeth von Pernstein, Tochter eines böhmischen Magnaten und Geheimen Rats, die ihm ein reiches Heiratsgut mit in die Ehe brachte (verheiratet) [… und 1578] zog mit dem jungen Paar im Schloß zu Blumberg bisher ungewohnte Pracht und reges Leben ein. […] Ein Glaser versorgte das Schloß mit Glasscheiben. Zwischen 1579 und 1588 verbrachten Graf Albrecht und seine ‚vielgeliepte‘ Gemahlin einen großen Teil der Jahre in Blumberg; mehrere ihrer zahlreichen Kinder wurden daselbst geboren.“ (Bader, 29).
Auch gegenüber Ansprüchen der eigenen Familie verteidigte der Graf seine Herrschaft konsequent – er bestand bei einem versuchten Übergriff seines Onkels, Graf Heinrich, auf die „im zugefallenen Herrschaften mit aller hohen, niederen und forstlichen Obrigkeit und Herrlichkeit“. Ebenfalls bestand er auf „die alten Hoheitsgrenzen“ – ein erster Versuch, mit der Herrschaft Blumberg „ein einheitliches fürstenbergisches Staatswesen, ein selbstständiges, alle Hoheitsrechte umfassendes Amt“ zu schaffen, war gescheitert. (Bader, 30 f.).
Auch die Bevölkerung scheint am Wohlergehen der Regentschaft Teil erhalten zu haben, denn der Graf „verpflichtete seinen Amtmann, für das Wohl der Untertanen der Herrschaft zu sorgen und sie nicht mit ‚unfüglichen Neuerungen zu beschweren‘, d.h., sie bei ihren guten alten Rechten zu belassen.“ (Bader, S. 29 f.).
Unter Graf Albrecht war 1588 „erstmals von der Pfarrpflege zu Blumberg die Rede“. Dazu gehörte unter anderem eine eindeutigere Regelung kirchlicher Rechtsakte. „Die Eheschließung, bislang als geheime, nur vor Gott geschlossene Ehe gültig [und damit vor allem männlicher Willkür ausgesetzt], erforderte nun die formale rechtliche Absicherung durch Pfarrer und Trauzeugen. […] Zur Durchführung dieser Reformen war es nötig, die kirchliche Organisation zu dezentralisieren.“ (Gertis, 278).
1588 wurde die „ganze Hofhaltung zue Blumberg“ wegen vermutlich wichtigeren Angelegenheiten an den „kayserlichen hove“ zu Prag verlegt. Nach dem Tode Graf Albrechts 1599 ging das Amt Blumberg nach zehnjähriger Vakanz an seinen Sohn Christoph, der 1614 verstarb. Zu diesem Anlass wurde ein Urbar erstellt (1609/1612), das sämtlich Güter, Rechte sowie Personen und deren gesellschaftliche Stellungen, Funktionen und ihre wirtschaftlichen Verhältnisse erfasste. Die Angaben deuten auf einen entwickelten Wohlstand hin.
Als man die Landgrafschaft Baar 1620 neu verteilte, fiel der südliche Bereich zwei gräflichen Brüdern zu, ab 1626 Blumberg und Löffingen allein dem Grafen Wratislaus: „Neben den alten Orten Blumberg und Riedöschingen gehörten nun auch Riedböhringen, Döggingen, Unadingen, Burg und Bachheim zum Obervogteiamt Blumberg.“ (E. Dargel, 86 ff.).

## Dreißigjähriger Krieg (1618–1648)
Die religiösen Auseinandersetzungen im Christentum nach der Reformation Martin Luthers führten im frühen 17. Jahrhundert über zahlreiche kleinere bewaffnete Konflikte zu einem europäischen Krieg, in dem hinter dem religiösen Erscheinungsbild auch machtpolitische Interessen standen.
Hintergrund

„Nach der Empörung der böhmischen Stände gegen den Kaiser Ferdinand II. begann 1618 der Krieg, in dem sich zunächst nur die in der Union zusammengeschlossenen protestantischen Fürsten und Städte und die in der katholischen Liga vereinigten Reichsstädte gegenüberstanden, der aber durch die Einmischung von Schweden und Frankreich immer größeres Ausmaß annahm.“ Fast anderthalb Jahrzehnte blieb der süddeutsche Raum von Kriegshandlungen verschont, „ehe die ersten feindlichen Truppen, die Schweden, sich 1632 nach ihrem Sieg in der Schlacht von Lützen und ihrem unter entsetzlichen Greueltaten gekennzeichneten Marsch unter General Graf Horn am Oberrhein und in Breisgau am Hochrhein zeigten und unter dem schottischen Grafen Hamilton im Klettgau einfielen.“
Der Krieg in der Baar

Die Baar blieb vor den Vorgängen in der Nachbarschaft verschont, da schon im Herbst 1632 württembergische Truppen eingedrungen waren: „Herzog Julius von Württemberg hatte wie viele der protestantischen Reichsstände die Partei des schwedischen Königs Gustav Adolf II. ergriffen. Die Schweden waren bestrebt, die militärischen Beziehungen mit ihren Bündnispartnern durch Gebietsschenkungen zu festigen. So wurde die [fürstenbergische] Landgrafschaft Baar Württemberg zugesprochen.“ Auch die Vertreter der Stadt Blumberg stellten sich im November 1632 unter württembergischen Schutz und mussten dem württembergischen Herzog den Huldigungseid leisten. Die Württemberger führten sich nicht besser als die Schweden auf.
Zwar beendeten drei verbündete Heere im September 1634 in der Schlacht bei Nördlingen die schwedische Herrschaft über Süddeutschland, doch griff 1635 Frankreich an der Seite der Schweden ein und nach der Belegung der württembergischen Festung Hohentwiel durch französisch-schwedische Truppen 1637 wurde im Februar 1638 auch die Burg Blumberg besetzt.
Im September 1638 belagerten bayrische Truppen unter General Johann von Götzen vergeblich die Burg, erst „im August 1639 eroberten die Kaiserlichen Blumberg zurück. Bei ihrem Rückzug setzten die schwedisch-französischen Truppen das Städtle in Brand.“ In den beiden folgenden Jahren „diente Blumberg den Kaiserlichen als militärischer Stützpunkt zwischen Hegau und Hochrhein.“ Die Herrschaft Blumberg fiel 1642 an die Meßkircher Linie des Hauses Fürstenberg. (Bader, 33), nachdem Graf Albrecht zu Fürstenberg-Möhringen bei der Belagerung der Festung Hohentwiel getötet wurde, ohne Erben zu hinterlassen.
Der Hohentwiel hatte sich als französische Bastion gehalten und von hier aus wurde am 16. Januar 1643 auch Blumberg wieder eingenommen. Nachdem die Franzosen jedoch im November 1643 von den kaiserlich-bayerischen Truppen in ihrem Winterlager in Tuttlingen vernichtend geschlagen worden waren, belagerten Truppen des siegreichen Feldmarschalls Mercy Anfang Mai 1644 auch Blumberg: „Die Franzosen waren zur Aufgabe der Burg gezwungen. Vor dem Abzug gab Kommandant La Valette den Befehl, die Burg zu sprengen. Dabei ‚hat ein soldat von einem glühenden zündstrick gnasten in das pulver aus unachtsamkeit fallen lassen […] darvon er selbst, seine soldaten und etliche bauren beschedigt und 10 in die luft gesprengt und jemerlich verbrannt worden.‘“
Insbesondere die württembergische Besatzung brachte der Bevölkerung von Stadt und Umfeld viel Leid, „dem Schußwechsel bei Übernahme der Burg fielen 50 Männer zum Opfer. Der Großteil der Bevölkerung war gemeinsam mit dem Pfarrer geflüchtet, die Früchte auf den Äckern waren ‚zu grund zerhackt‘ und die Soldaten hatten Häuser und Kirchen geplündert.“ Über Jahre hinweg mussten den wechselnden Besatzern große Mengen Lebensmittel und Geld abgegeben werden „und mehr noch als durch Kämpfe und Plünderungen der Soldaten war die Bevölkerung durch Hunger und Krankheiten bedroht. […] Die Felder waren verwüstet und die Ernten zerstört.“ Nachdem in der näheren Umgebung nichts mehr abzupressen war, „unternahmen die Soldaten beider Lager Raubzüge bis weit in den Schwarzwald.“ Als die Burg zerstört war – notiert der Schaffhauser Stadtschreiber Wepfer – hätten die umliegenden Orte es gern gesehen, „daß dis raubnest verbrunnen“.(Eveline Dargel, 96 f.)

„Der Krieg führte zu einem erheblichen Bevölkerungsrückgang. Eine Auflistung der Grundbesitzer von 1653 nennt 26 Personen. Dagegen wurden im Urbar von 1609/12 noch 48 Bauern und Kleinstelleninhaber gezählt. Dies deutet darauf hin, daß Blumberg im Krieg etwa die Hälfte der Einwohner durch Tod oder Abwanderung verloren hatte.“

Die Zerstörung [des Schlosses] war nicht so vollständig, dass der Wiederaufbau völlig unmöglich gewesen wäre. Als Wohnsitz der gräflichen und nachmalig fürstlichen Familie kam es aber nicht mehr in Betracht. […] Das Schloß hatte ausgedient, wie auch der Wehrcharakter der kleinen Stadtanlage verloren gegangen war.
Kriegsfolgen

In der Ruine der Burg wurde lediglich der sogenannte „Neue Bau“ wieder errichtet, er diente als Stallung und „Fruchtkasten“ sowie bis 1824 als Amtsgefängnis; 1706 war der Hauptturm gesprengt worden. Im 19. Jahrhundert wurden die Steine „für den Bau der Häuser von Städtchen und Dorf verwendet.“
In Stadt und Dorf „erlitten die Gebäude großen Schaden. Das Kirchenschiff war offensichtlich stark angeschlagen, der Turm war so baufällig, dass er einzustürzen drohte, und das Dach fehlte. Noch in der Mitte des 17. Jahrhunderts erfolgte eine gründliche Sanierung. Der barocke Zwiebelturm, der heute noch erhalten ist, ersetzte den alten Turm mit Satteldach.“ (Gertis, 281).
Nach den Verheerungen des Krieges war eine dringende Angelegenheit, dem verarmten Land neue Erwerbsquellen zu erschließen und um 1650 beschloss die Fürstenfamilie, das „Hüttenwesen“ selbst in die Hand zu nehmen. Angeregt wohl auch durch die Gemahlin des Grafen Froben Ferdinand (Fürstenberg-Mößkirch), Maria Therese, Herzogin von Arenberg, deren Geschlecht im Besitz mehrerer Eisenwerke in der Hocheifel (Ahrhütte) war.

## Blumberg als frühe Bergbaustadt
Erste Hinweise auf Eisenerzschürfung vermutet Verena Nübling, die „Bergbau bei Blumberg bereits im Mittelalter für wahrscheinlich“ hält, „vielleicht reicht er sogar in prähistorische Zeit zurück.“ Einen außergewöhnlichen Fund im Gewann ‚Stoberg‘ (1948), ein Doppelgefäß, das 14 rheinische Gold- und 3 italienische Silbermünzen enthielt und dadurch auf „nach 1414“ zu datieren ist, hält sie im Zusammenhang mit Bergbau aufgrund des Berg-Fundortes „für möglich, aber nicht beweisbar.“ (V. Nübling, 23 f.) Der Fund liegt in der Zeit nach dem Verlust von Hüfingen, als die Herren von Blumberg versuchten, ihren nun auch „stat“ genannten Ort zum neuen Zentrum zu machen.

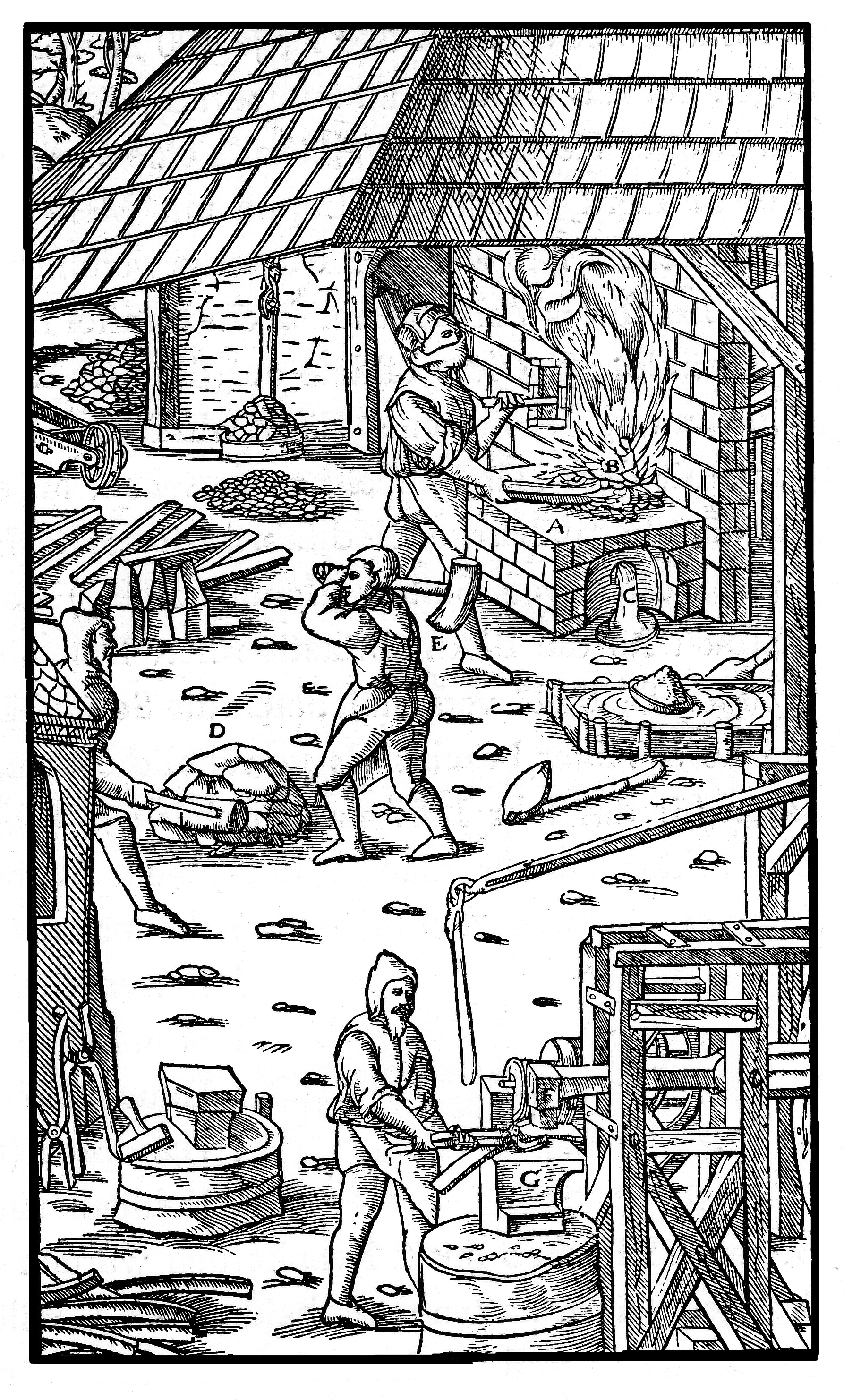
Rennwerk zur Metallgewinnung im 16. Jahrhundert

Gemeinhin wird die Entdeckung der Blumberger Erzlagerstätten auf Mitte des 16. Jahrhunderts angenommen, als ein auf den 28. Juli 1544 datierter Vertrag zwischen dem Grafen Friedrich und einem Augsburger Bergwerksunternehmer, Mathäus Zollmayr, die Erlaubnis zu Suche, Gewinnung und Verarbeitung regelte. Zur Bedingung machte der Fürst, dass das Erz nicht in der zentralen Hütte von Hammereisenbach-Bregenbach bei Vöhrenbach, sondern nur in seinem eigenen, noch neu zu errichtenden Werk in Eisenbach „rennen, schmelzen und verarbeiten lassen“ werde.
Weitere Nachrichten dazu fehlen und auch 1607 folgte nur ein Zwischenspiel, als Freiherr Christoph von Mörsberg den Bau eines Eisenwerks im Raum Blumberg selbst beantragte. Er wurde jedoch vom Forstamt abschlägig beschieden, da man um die Ruhe fürs „wildpret“ fürchtete. Allerdings galt der Antragsteller auch als überschuldet, denn er verkaufte deswegen die Herrschaft Bonndorf 1609 an das Kloster St. Blasien.

### Bergbau im 17. Jahrhundert
Fünfzig Jahre später organisierten die Fürstenberger den Erzabbau:
1661 treffen die ersten Bergwerkssachverständigen aus Lothringen und Luxemburg ein; beauftragt wurde 1662 der Belgier Guillaume Bilguin, der bis 1665 das Eisenwerk in Blumberg einrichtete. Wichtig war nun die Verarbeitung im eigenen Land, denn dort konnte dann auch die Abnahme der Produkte diktiert werden.
Auffallend ist gegenüber den noch dilettantisch erscheinenden Versuchen vor dem Dreißigjährigen Krieg, dass nun die Organisation des Vorhabens einen umfassenden Erfahrungsgewinn in allen Bereichen der Arbeitsprozesse erkennen lässt.
Zum Bergwerksdirektor wurde 1665 der Blumberger Amtsverwalter Franz Vogler bestellt:

„Als solcher war er sowohl für die wirtschaftliche Organisation, als auch für das Personalwesen verantwortlich. Der Bergwerksdirektor verrechnete die Einnahmen und Ausgaben des Betriebes, kontrollierte die Rohstoffzufuhr und leitete den Eisenverkauf. Darüber hinaus wählte er die Arbeitskräfte aus, zahlte die Löhne und wachte darüber, daß die Arbeitszeiten und Pausen eingehalten wurden. Außerdem vertrat er die Bergleute in arbeitsrechtlichen Fragen.“

Die Aufgabenfülle entspricht noch dem klassischen Herrschaftsmodell, doch war es nur eine Frage der Zeit, bis sich auch verwaltende Tätigkeiten differenzierten und spezialisierten – so wie es bereits unter den Beschäftigten notwendig wurde:
Man unterschied zuerst zwischen Handwerkern und Hilfskräften – „Schmelzer, Schmiede- und Leutermeister“ –, wobei diese zur Ausbildung auch ins Ausland geschickt wurden. Hilfskräfte waren „Erzgräber, Erzwäscher, Fuhrleute und Träger“ – die sogenannten „Laboranten“. Hier kamen die Einheimischen zum Zuge, die Bauernkinder als „Erzknappen“, die als Entlohnung Geld bekamen und eine erheblich höhere Menge an Lebensmitteln. Dazu gehörte das kostenlose Wohnen: Bereits 1665 wurde ein eigenes Gebäude für die Bergleute, das „Laborantenhaus“ erbaut. Andere kamen bei den Bauern unter. Alle Beschäftigten wurden zum qualitativen Arbeiten angehalten, denn die Reinheit des Erzes spielte bei der zunehmenden Konkurrenz eine wichtige Rolle. Hinzu kamen ‚Zulieferer‘, große Mengen an Holzkohle wurden benötigt: Holzfäller und Köhler. „Die Köhlerei wurde hauptsächlich im herrschaftlichen ‚Kohlwald‘ zwischen Steppach und Randen sowie am Stoberg betrieben.“ Für die Bereiche Holz und Wasser gab es Aufseher. Ein großer Teil der Fachkräfte waren aus dem Ausland (insb. Niederlande) geholt bzw. wanderten als Qualifizierte aus der Umgebung zu.
- Bei E. Dargel auch ausführliche Darstellungen zu Leben und Arbeiten der Bergleute, Heiratsbeziehungen und Familienstruktur (S. 100–104).

Doch schon früh gab es – vielleicht ein in dieser Dimension unvorhergesehenes – Problem: den Wassermangel.
Die Wutach lag zu tief, die Aitrach war wasserarm und versumpft. Die Zuführung des Hondacher Baches scheiterte 1667. Ohne die Weiher des Hans von Landau aus der Zeit von vor 150 Jahren wäre das ganze Unternehmen in der praktizierten Dimension nicht möglich geworden. Diese waren jedoch im Winter oft gefroren und im Frühjahr übervoll, dann nahmen sie infolge der Beanspruchung täglich ab und waren im Sommer und manchmal bis in den Herbst trocken – Folge: Stilllegung des Schmelzofens. (Berichte 1670 bis 1672). Durch den Holztransport wurde zudem die große Schaffhauser Straße so strapaziert, „daß ihre Begehung – wie es 1673 heißt – nahezu lebensgefährlich wurde.“
Eine ungestörte Entwicklung des Bergbaus war nicht möglich, denn die instabile politische Lage und erneute Kriegsereignisse gönnten den Menschen auch nach dem Westfälischen Frieden von 1648 wenig Ruhezeiten: „Konflikte der europäischen Herrscherhäuser um die pfälzische, spanische und österreichische Thronfolge führten [ab 1674] zu einer jahrzehntelangen Folge von Kriegen.“ Abgaben, Einquartierungen, Misshandlungen dauerten bis ins frühe 18. Jahrhundert an – auch wenn Blumberg von unmittelbar feindlichen Übergriffen verschont blieb. Die Burg lag schon in Trümmern, militärisch war der Ort bedeutungslos (nach Dargelt, S. 106).

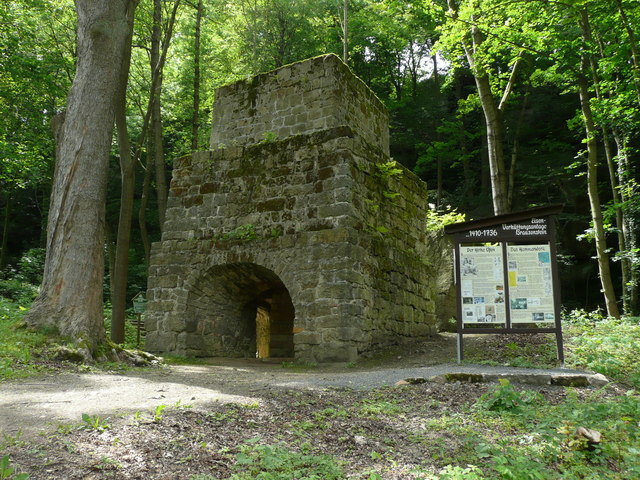
Hochofen um 1700 (Sächsische Schweiz)

Ab 1674 wurde „eine neue, größere Schmiedeanlage in Betrieb genommen [… und] während in den ersten Jahren der Übertagbau im Vordergrund stand, trat in den achtziger und neunziger Jahren der Untertagbau hinzu. […] Der Umsatz des Werkes war in den ersten Jahren bescheiden, stieg aber bis 1690 auf etwa 2500 Zentner geschmiedeten Eisens an.“ (Bader 34 f.). Die Literatur schweigt zu den Problemen der anderthalb Jahrzehnte seit der Anfangsphase (bis 1674), doch wurden sie wohl nicht gelöst:

„Neben dem Wassermangel war die mangelnde Rentabilität der Hauptgrund dafür, daß das Hauptwerk, die Hammerschmiede, im Sommer 1694 nach Kirchen verlegt wurde, wo von nun an auch das in Blumberg gewonnene, gewaschene und geschmolzene Erz verarbeitet wurde. […] Das Schmelzwerk in Blumberg ging einige Jahre später ebenfalls ein. Damit war um die Wende des 17. zum 18. Jahrhundert das Eisenwerk in Blumberg zum Erliegen gekommen. Die Reste der Hütte versuchte man, so gut es ging, zu verwerten.“

## 18. Jahrhundert
1728 wurde „die verlassene Schmelze abgebrochen, […] das zumeist landesfremde Hüttenpersonal zog allmählich ab. Vom zweiten Jahrzehnt des 18. Jahrhunderts an war Blumberg wieder eine Gemeinde von Bauern.“ (Bader, S. 35 f.).
1744 fiel Blumberg nach dem Ende des kurzlebigen Zweiges der Fürstenberg-Meßkircher Linie durch Erbschaft dem Fürsten Joseph Wilhelm Ernst zu, der 1716 vom Grafen- in den Reichsfürstenstand aufgestiegen war. Damit waren alle fürstenbergischen Gebiete wieder in einer Hand und der Herrscher organisierte sein Territorium nach absolutistischen Grundsätzen mit Zentralverwaltung in Donaueschingen.
Diese Organisationsweise war das letzte „Aufbäumen“ eines überholten Herrschaftsprinzips, das europaweit den gesellschaftlichen Entwicklungen zuwiderlief und somit zu revolutionären Bewegungen führte. Die damit hervorgerufenen Fehlentwicklungen und Spannungen lassen sich auch im Bereich Blumberg beobachten.

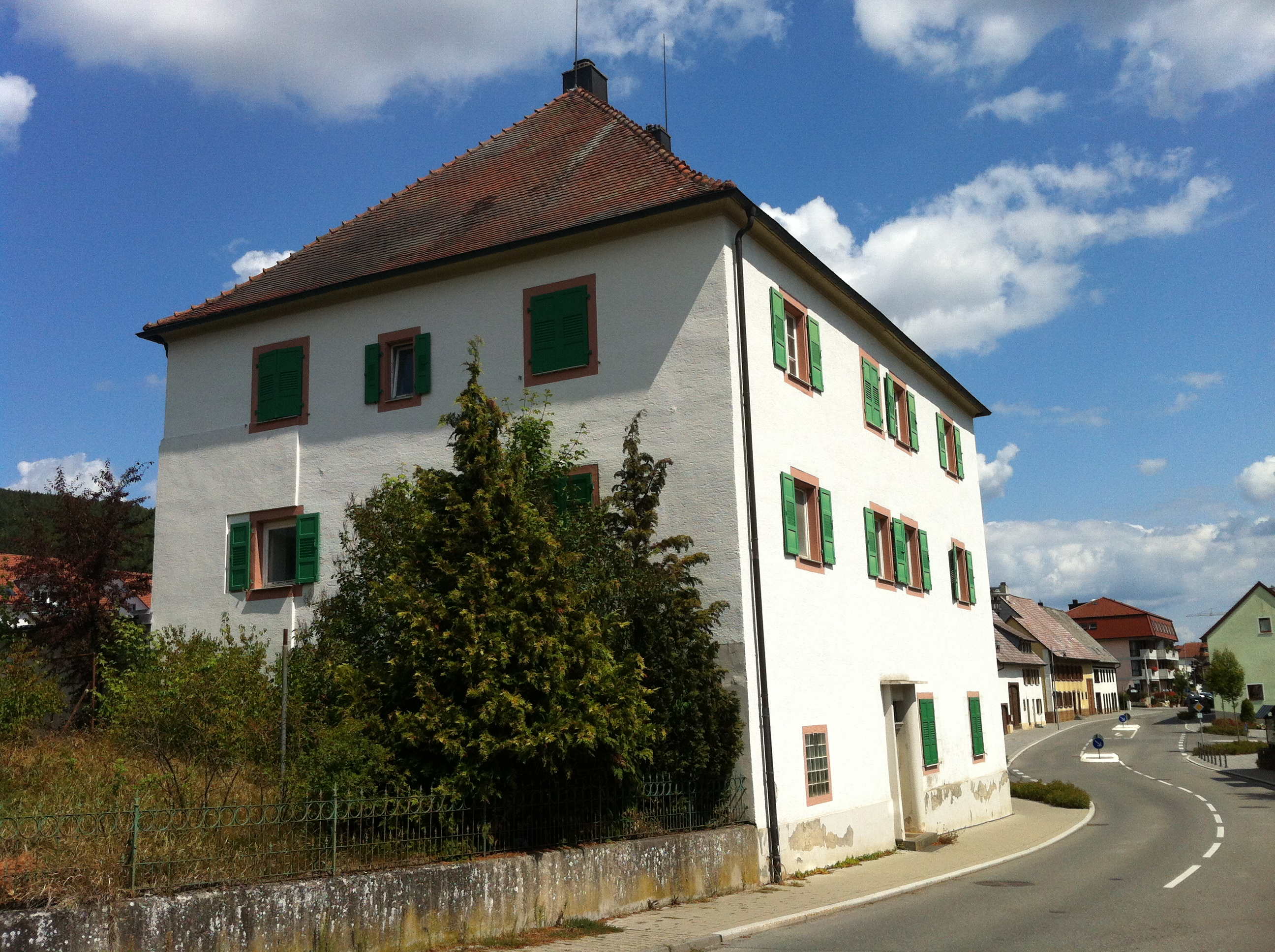
Das neue katholische Pfarrhaus in Blumberg 1751

Viel Geld floss der Kirche zu, die von den Fürsten zur Festigung der Verhältnisse benötigt wurde. Zum Bau des neuen Pfarramtes, der vom fürstenbergischen Baumeister Joseph Saltzmann geleitet wurde, „wurden Steine von der Blumberger Schlossruine geholt.“ (Text Infotafel am Gebäude).
Zunächst erschien der Vorgang als Gebietsreform und mit Donaueschingen machte der Fürst auch den ökonomisch und politisch bedeutendsten Ort zur Zentrale – mit vier Oberämtern und darin zehn Obervogteiämtern, zu denen auch Blumberg mit den nun angeschlossenen Orten Zollhaus und Randen sowie den Dörfern Riedöschingen, Riedböhringen, Hondingen und Mundelfingen zählte. Die straffere Organisation mit genauer Erfassung und Überwachung der Bevölkerung und der Steuerung aller Tätigkeiten brachte auch zahlreiche neue Einnahmequellen. Dazu trug das rasche Anwachsen der Bevölkerung in der relativ friedlichen zweiten Hälfte des Jahrhunderts bei, doch blieben traditionsgemäß alte Zwangsverhältnisse und autoritäre Regelungen unverändert. Zum einen führte die Erbschaftsregelung, die Besitz als unteilbar bestimmte, zu einer festen Zahl begüterter Bauern, einer fehlenden bäuerlichen Mittelschicht und einer Vielzahl von zwangsweise Disqualifizierten: „Mehr als dreiviertel der Einwohnerschaft verdingte sich als ‚Stümpler‘ oder als Tagelöhner. […] Im Unterschied zu den Tagelöhnern besaßen die Stümpler eine Anspannung mit Pferd.“ Zum Überleben war ein Nebenerwerb notwendig.
Und obwohl sich der Handel entwickelte, Handwerk und Gewerbe ausdifferenzierten – die Menschen qualifizierten und bildeten sich zunehmend –, war es infolge der fortdauernden „Leibeigenschaft“ und rigider Bestimmungen trotz erhöhter Mobilität (forcierter Straßenbau) kaum möglich, den Ort zu wechseln. Unwillen erzeugten auch die Einschränkungen der Heiratserlaubnis oder „feudale Rechte“ wie die Abgabe des besten Stücks Vieh beim Tod eines Mannes und des besten Kleides bei einer Frau an das Fürstenhaus.
Nur langsam reagierte die Herrschaft auf Missstände – erst die sogenannten ‚aufgeklärten Fürsten‘ versuchten sich an der Modernisierung. Doch im historischen Fortgang konnten sie dadurch nur die Dauer ihrer Herrschaftsform noch einmal verzögern.

„Die Ereignisse im Anschluß an die Französische Revolution von 1789 führten auch hierzulande zu einer tiefgreifenden Wende in Politik, Wirtschaft und Gesellschaft. Von den Revolutiuonsidealen erfuhr die Bevölkerung durch Druckschriften. […] Um 1791 waren auch im Amt Blumberg revolutionäre Flugblätter im Umlauf, und auf den Jahrmärkten tauchten Tabaksdosen mit Versen auf, die Freiheit und Gleichheit aller Menschen propagierten.“

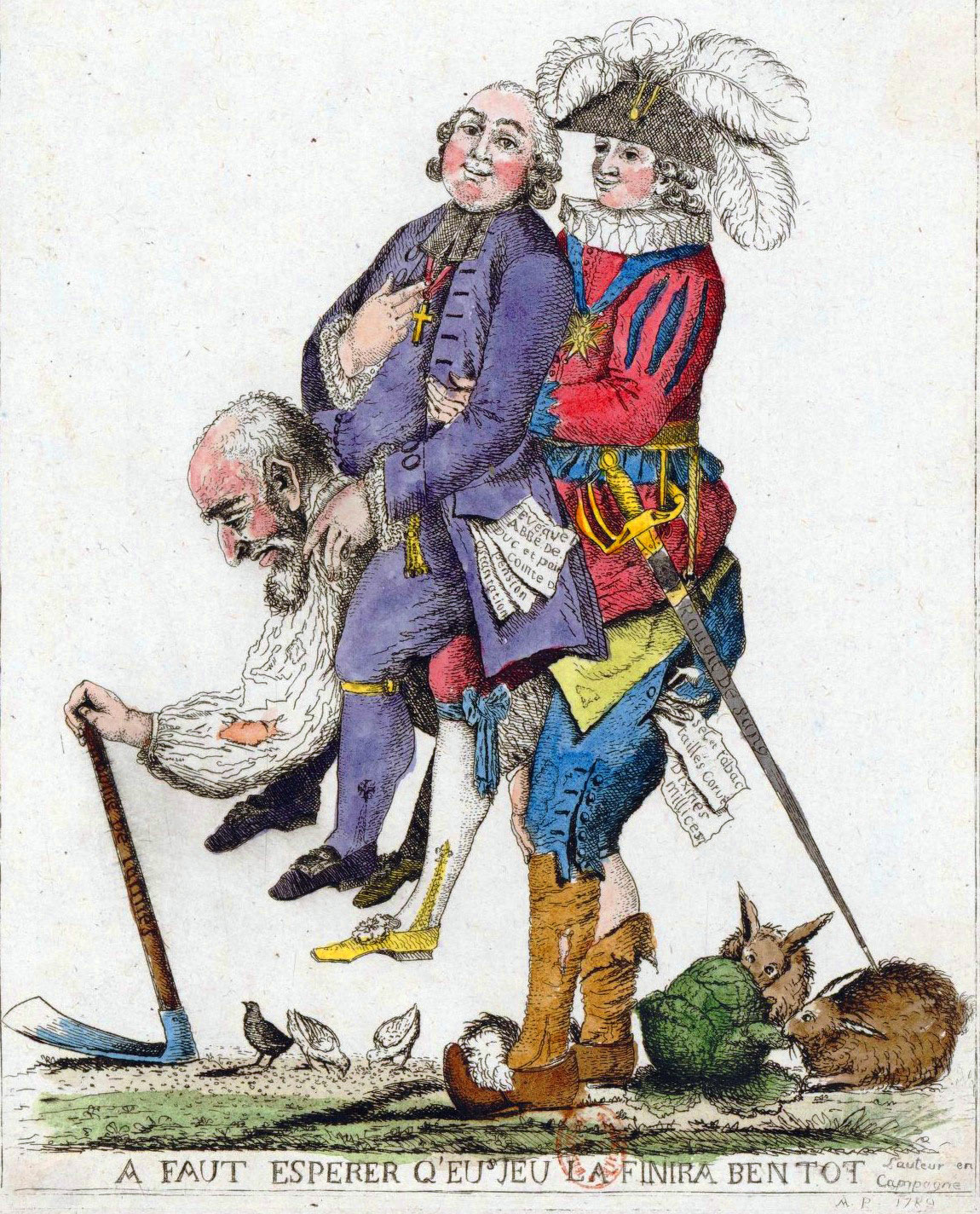
Französische Karikatur 1789: Bauer trägt Adel und Klerus

Die weitere politische Entwicklung blockierte jedoch wieder die Ideale und als sich Napoleon zum ‚Soldat der Revolution‘ machte und der Krieg „Mitte der neunziger Jahre schließlich auf den deutschen Südwesten übergriff, wog im Volk die Furcht vor der französischen Armee wohl stärker als die verschiedenen Anstöße zur Auseinandersetzung mit der Revolution.“
Tatsächlich kamen auch schon bald französische Truppen auch nach Blumberg – mit der Folge von Plünderung und Einquartierung (1796) und im Frühjahr 1799 und 1800 kam es zu ausgedehnten Kämpfen in der Region. Napoleon befahl die Schleifung der Festung Hohentwiel, zu der auch Blumberger Bürger zwangsverpflichtet wurden.

## 19. Jahrhundert

Territoriale Entwicklung Badens Anfang des 19. Jahrhunderts

Doch führte der ‚revolutionäre Impuls‘ des kaiserlichen Bauernsohnes aus Korsika zur radikalen Umgestaltung des feudalen, in zahllosen Herrschaftsgebiete zerteilten Deutschland – zur Auflösung des Heiligen Römischen Reiches deutscher Nation (1806) und „die süddeutschen Territorien des Adels und der Reichsritterschaft gingen an die neugebildeten Mittelstaaten Baden, Württemberg und Bayern.“ Noch standen ‚aufgeklärte Adelige‘ an der Spitze – in Baden als Landesherr der Großherzog Karl Friedrich. Er war ein erfahrener Mann, der bei seinem Tod 1811 insgesamt 73 Jahre lang regierender Monarch war.

### Baden
„Die Ablösung der mittelalterlichen Feudallasten war zwar bereits in Gang gekommen, [… aber] die anfängliche Freude über diese Bauernbefreiung wich freilich rasch der ernüchternden Erkenntnis, daß man aus einer feudalistischen Verpflichtung in eine kapitalistische geraten war: Für den Loskauf aus den Bodenzinsverpflichtungen war das Achtzehnfache eines Jahresdurchschnittsbetrages, für die Zehntablösung gar das Zwanzigfache des mittleren jährlichen Einnahmebetrages als Ablösungskapital zu bezahlen. Wohl schoß die Staatskasse ein Fünftel des Ablösebetrags zu, vier Fünftel aber waren von den Zehntpflichtigen selbst aufzubringen. […] Am folgenschwersten aber war, daß die Reformgesetzgebung haltmachte vor dem Besitz der Grund- und Standesherren, die in den Jahren 1803 bis 1806 mediatisiert worden waren, d.h., ihre bisherige Reichsunmittelbarkeit verloren hatten und einem anderen Landesherren, also […] dem Großherzog unterstellt worden waren. Diese Mediatisierten, deren bekannteste Vertreter in Baden die Fürsten von Fürstenberg, von Löwenstein-Wertheim und von Leiningen waren, besaßen im Deutschen Bund und in der Ersten Badischen Kammer eine einflußreiche Lobby, so daß die badische Regierung zu vielfältiger Schonung ihrer Interessen genötigt war.“

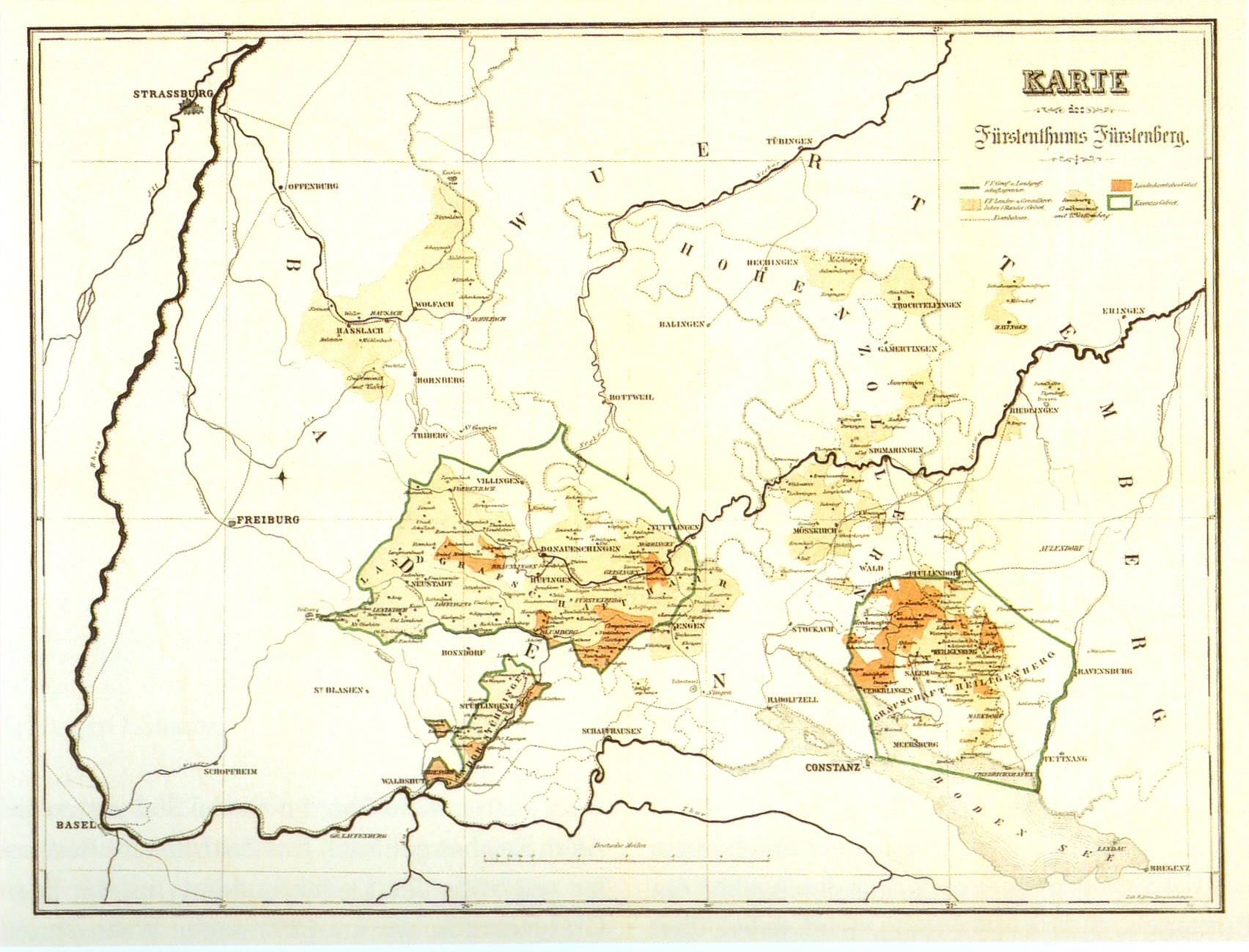
Das Fürstentum vor der Mediatisierung

Dennoch war die Entmachtung der Standesherren nicht aufzuhalten und „was sich in den folgenden Jahrzehnten bis zur 48er Revolution zwischen der Bauernschaft und dem Hause Fürstenberg abspielte, kann als Gewinn an Rechten in einem langsamen Befreiungsprozeß betrachtet werden.“
Zwar wurde Leibeigenschaft und Zwangsarbeit (Frondienst), doch mussten die Befreiten dies über Jahre hinweg finanziell ablösen. Auch die Lebensverhältnisse waren problematisch – schwere Hungersnot 1816/17; aufgrund von Missernten, jedoch auch infolge des überholten Wirtschaften bzw. noch einem Wirrwarr von Befugnissen und der Unerfahrenheit in der Schaffung neuer Regelungen durch neue staatliche Institutionen, die sich in gerechten Verfahren erprobten. Neues Wahlrecht 1818, neue Gemeindeordnungen (1831), Forstgesetze, Marktrechte. Blumberg hatte – abgelegen – wenig zu bieten und bekam dies auch schriftlich:
„Die Stadt Blumberg ist, den Namen abgerechnet, ein Dorf und als solches von nur sehr unbedeutenden Verhältnissen, es liegt an keiner Landstraße, nicht einmal an einem bedeutenden Vinizialweg und zählt unter 600 Seelen. Die Märkte […] sind versiecht.“ (Schreiben der Regierung des Seekreises, Huggle, 133 f.). Diese Einschätzung führte auch zum Verlust des Stadtrechtes (spätestens 1864).
Allerdings ist in der Überlieferung auch zu erkennen, dass sich die Blumberger daraus nicht viel machten und ihre Angelegenheiten zu regeln wussten, sei es in der Armenfürsorge, bei Besoldung oder Erb- und Einwohnerrechten: „Die Gemeinde tat ihr Bestes, oft auch gegen den Willen des Bezirksamtes.“ Auch wenn die Probleme durch das Bevölkerungswachstum mit einem gewissen Zwang zur Auswanderung verbunden wurde.
Dennoch staute sich eine Ungeduld auf, die Freiheit kam nur scheibchenweise und musste in allen Aspekten teuer (an den Fürsten) bezahlt werden:

### Revolution 1848
„Hungerjahre 1846/47“ schürten die Stimmung weiter und obgleich die Regierung im ‚Vormärz 1848‘ die „Aufhebung sämtlicher Feudalrechte“ ankündigte – und Fürst Karl Egon II. dem mit einem „endgültigen Verzicht“ entgegenkam, gewann „Friedrich Hecker, Freischarführer und Kämpfer für die Republik in Blumberg viele Anhänger.“ Auch die Niederlage der bewaffneten Aufständischen am 16. April 1848 bei Donaueschingen gegen württembergische Regierungstruppen und die Rückzüge und Fluchten über Zollhaus in die Schweiz schwächte die Solidarität kaum: „Die Sympathie mit den politisch Verfolgten war so groß, daß die Einwohner von Blumberg, Randen und Zollhaus bereitwillig für sie spendeten.“
„Johann Baptist Moritz, der Sohn eines Tagelöhners“, wurde „im Mai 1848 zum Bürgermeister gewählt.“  Nachdem der Rest des Jahres 1848 ruhiger verlaufen war, scheiterte jedoch im März 1949 die angestrebte neue „Verfassung des deutschen Reiches“ und in Baden kam es in Offenburg zu einer großen Volksversammlung – mit Blumberger Abordnung – und zum Volksaufstand (13. Mai 1849): „die revolutionäre Bewegung siegte und der Großherzog mußte fliehen.“ Zurück in Blumberg verkündete Bürgermeister Moritz „unter Abfeuern von Böllern und Aufpflanzen der dreifarbigen Fahnen in einer sofort abgehaltenen Gemeindeversammlung die gefaßten Beschlüße  […] – ‚man solle nur fest zusammenhalten und schleunigst die Volksbewaffnung organisieren.‘ Was er dann auch tat, nicht ohne der Gemeinde dadurch mehrere tausend Gulden Schulden zu verursachen, kostete doch ein Gewehr 20 fl. […] Am 26. Mai 1849 wurde schließlich zur Mobilmachung der Volksarmee aufgerufen, um sich gegen die vom Großherzog gerufenen Preußen zur Wehr zu setzen.“
Nach dem Scheitern der Revolution bekamen noch einige, auch renommierte, Blumberger erhebliche Schwierigkeiten und die Gemeinde hatte fast 1500 fl. Kosten für Auflagen zu tragen. „Als der Kriegszustand Ende August 1852 aufgehoben wurde, hatte die großherzogliche Verwaltung die Zügel längst wieder fest in der Hand. Erneut spürten die Blumberger, was es bedeutet, Untertanen zu sein. […] Als schließlich im Sommer 1857 der Großherzog eine Amnestie für die einstigen Anführer und Revolutionäre (mit Ausnahme der führenden Köpfe) erließ, hatten viele von diesen Blumberg längst verlassen.“ (Huggle, 150).
Auch wenn nun „ein reaktionärer Kurs alle demokratischen Bestrebungen (verdrängte)“ und ein Teil der Bürgerschaft in den Augen der Obrigkeit „wenig Fleiß und keine Neigung zur Verbesserung“ zeigten, blieb doch eine neue, selbstbewusste Grundstimmung zurück – die feudalen Zeiten waren auch endgültig vorbei. Der neue Bürgermeister Feederle handelte besonnen: „Das Bezirksamt beobachtete diese Gemeinde besonders genau“ und: „Man (ließ) ihm so manche Eigenmächtigkeit durch.“ (Huggle, 157 f.).
Zur Kirchengeschichte

Die mittelalterliche und neuzeitliche Kirchengeschichte Blumbergs unterschied sich wenig von der allgemeinen deutschen Geschichte von Religion und Konfessionen – eher wurden neue Entwicklungen von der ausgeprägten ‚konservativen‘ Herrschaft der Fürstenberger noch unterdrückt: „im 16. Jahrhundert wurden Reformationsversuche auf dem Randen von der fürstenbergischen Obrigkeit niedergehalten. Und auch später, bis einschließlich 1848/49, unterdrückte sie oppositionelle Regungen. Dieses lange aufgestaute Unruhepotential fand nach 1870 im Altkatholizismus eine Form, sich zu artikulieren.“

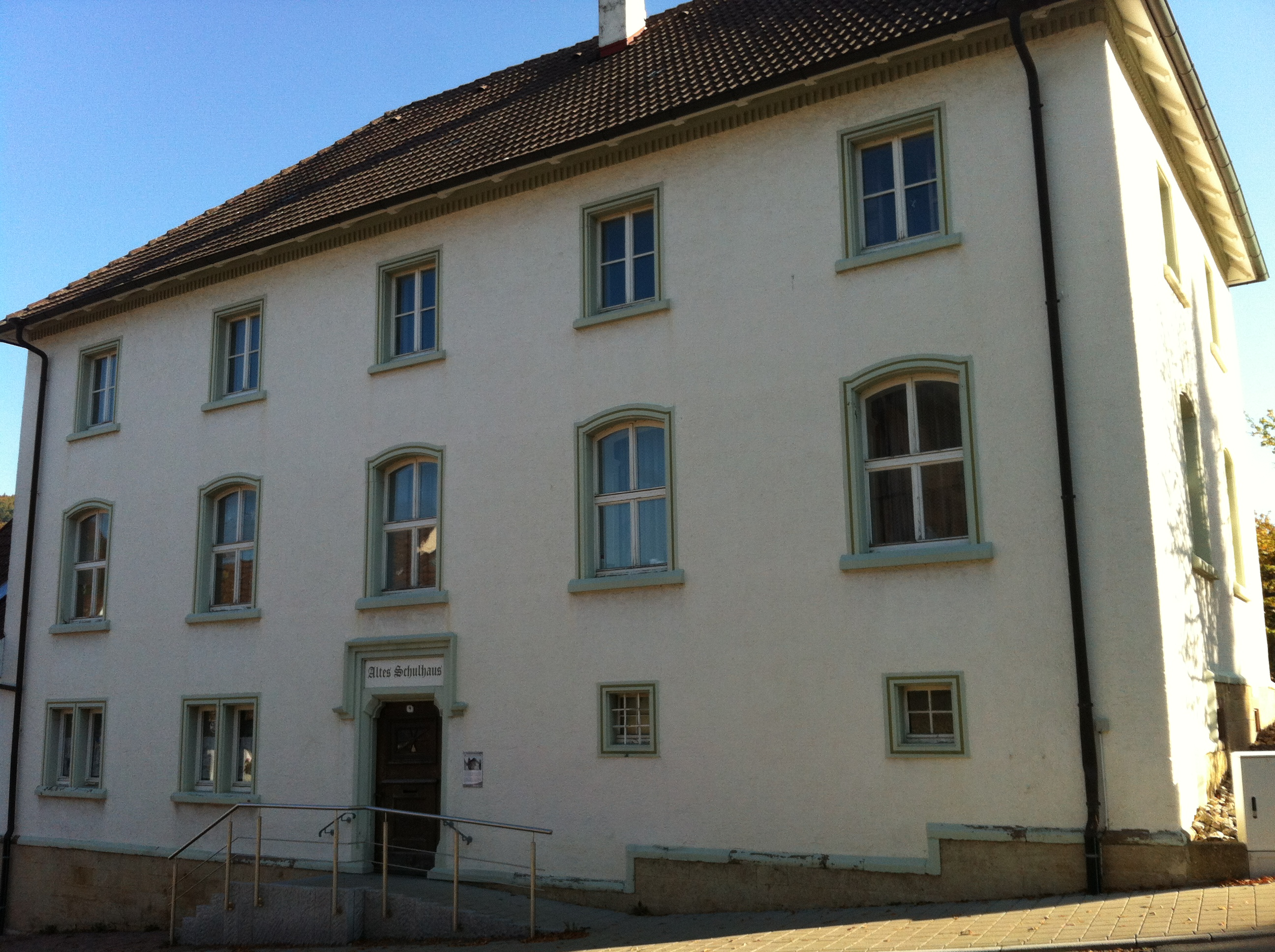
Das 1846 erbaute „Alte Schulhaus“

Staatliche und gesellschaftliche Entwicklung

„Mit der Trennung von Kirche und Schule im ersten liberalen Kabinett nach der Reaktionszeit nahm ab 1860 der badische Staat immer mehr Einfluß [… und] nach dem neuen Schulgesetz von 1863 […] (kam) 1874 schließlich die Fortbildungsschulpflicht.“ Der Staat hatte die Aufgabe, der durch Wissenschaft und Technik bewirkten Industrialisierung den Weg zu bereiten und dass damit auch die Ausbildung der Jugend gemeint war, wurde verstanden: „Die Handarbeitslehrerin von Blumberg als auch die von Randen nahmen bereits 1874 an einem Industriecursus teil“ – in Karlsruhe zur Qualifikation als „Industrielehrerinnen“. (Huggle, 180 f.)
Eine Katastrophe bewirkte das ihrige: Am 30. März 1873 standen in Blumberg „binnen 1 Stunde 31 Häuser in Flammen.“ Kurz darauf kam es zur Bildung der Freiwilligen Feuerwehr, eine neue Feuerspritze wurde angeschafft und ein Spritzenhaus gebaut. Waren vor dem Brand nur 9 % der Häuser versichert, waren es 1878 drei Viertel.
1878 wurden bereits Stangen für Telegraphenmasten bereit gestellt (die Reichstelegraphenstation stand jedoch erst 1885 zur Verfügung); die Ausbesserung von Straßen wurde forciert, 1881 expandierte der Post- und Reiseverkehr schlagartig, 1883 waren elektrische Straßenlaternen aufgestellt worden: „Sie ersetzten die zum Teil mit Pech gefüllten, rauchenden und flackernden Lampen. Eine neue Brunnenleitung ins Städtle wurde ebenfalls verlegt [… und] bald nahm die Gemeinde noch ein Großprojekt in Angriff: die Wasserleitung für Blumberg, deren Ausführung der Gemeinderat 1896 zustimmte.“ Randendorf besaß sie schon 1888.
„Insgesamt waren es zwei gute Jahrzehnte zwischen 1894 und 1914.“ (Huggle, 169–187).
Der Bau der Strategischen Bahn 1887 bis 1890 brachte den Einwohnern „Verdienst durch die 400 bis 500 Fremden, die nun vorübergehend im Amtsbezirk lebten und versorgt werden mußten. Ein Teil von ihnen war in Epfenhofen untergebracht, aber auch in fast jedem Blumberger Haus logierten sie. Da sie die Lebensmittel von ihren Hausleuten bezogen, war eine weitere Einnahmequelle entstanden.“

## Bau der Strategischen Bahn
„Generalunternehmer des Bahnbaus war die Firma Philipp Holzmann, damals schon ein Weltunternehmen (gegründet 1849). […] Zeitgenössischen Berichten zufolge war die gesamte Strecke eine riesige Baustelle.“
„Um die Bauarbeiten rasch voranzutreiben, wurden zeitweise über 4.500 Arbeiter, meist Italiener, beschäftigt.“ Auf der Kilometer langen Strecke wurden vier große Viadukte und sechs Tunnel fertiggestellt, durchgehend zweigleisig angelegt. Die eisernen Brückenteile kamen als Einzelteile aus der Gutehoffnungshütte in Oberhausen und wurden über Feldbahngeleise vom Lagerplatz Immendingen zu den Baustellen befördert. Der Tunnelbau wurde beidseitig begonnen, zur Beleuchtung genutzt wurden „kleine Öllampen, geschlagen wurde mit Hämmern, gebohrt mit einfachen, von Wasserkraft betriebenen Druckluftbohrmaschinen, die Belüftung funktionierte kaum.“ Dennoch darf davon ausgegangen werden, dass für die Arbeiter hierzulande durchaus fortgeschrittene Technologie und auch eine neuartige Arbeitsorganisation zur Anwendung kam. Es gab Trupps von Vermessungsingenieuren, die Holzkonstruktionen für Brückenpfeiler und Fischbauchträger waren hochkomplex – bis heute gibt es an allen Bauwerken so gut wie nichts auszusetzen. Insbesondere die Flussüberquerung im tief eingeschnittenen Wutachtal galt als „technische Herausforderung“ – „gewaltige Mengen“ Hoch- und Wildwasser musste hier einberechnet sein: „Den Ingenieuren war ein Meisterwerk gelungen.“
Zur Geschichte der Bahn: Strategische Umgehungsbahn (Schweiz)
Eine völlig neue Dimension im Erwerbsleben kündigte sich an, als gegen Ende des Jahrhunderts die Bauern starke Verdiensteinbußen hatten, „da die Getreidepreise aufgrund billiger Importe von Übersee und Rußland sanken.“ Erst als „extreme Witterungsverhältnisse zu schlechten Ernten in Australien und Rußland führten“ und die Regierung infolge von Autarkieüberlegungen Stabilisierungsmaßnahmen vornahm, die ökonomische Lage bis zum Kriegsbeginn 1914 stabil. 1903 gab es keine Arbeitslosen im Ort, doch „vermehrte sich die Zahl der umherziehenden Bettler und mittellosen Wanderarbeiter: 1908 [… wurden] zwischen 15 und 20 Personen pro Tag verpflegt. Mit dieser Einrichtung, die man aus der Schweiz übernommen hatte, wollte man den Bettel verhindern, indem man die Leute kostenlos verpflegte und ihnen Unterkunft gewährte.“ (Huggle, 176 und 187).

## Erster Weltkrieg
Die neuen elektrotechnischen Entwicklungen begünstigten auch den Informationsfluss – die Nachrichtenübermittlung in den politischen und wirtschaftlichen Strukturen, aber auch in Zeitungsredaktionen: Die allgemeine Zuspitzung der politischen Lage durch die expandierende Ökonomie – Einrichtung von Kolonien (Afrika und Asien), Konkurrenz um Rohstoffe und militärische Positionen (Flottenbau) – blieb auch der Bevölkerung nicht verborgen: „Allerorten wurden zu jener Zeit Kriegervereine gegründet und Denkmäler enthüllt – man war schließlich eine Großmacht […] und verfügte über ein glanzvolles kaiserliches Heer.“ Im Juli 1914 wurde in Blumberg die „lang projektierte Kriegertafel in Anwesenheit der Veteranen enthüllt“ und bald darauf begleitete der Militärverein 13 seiner Mitglieder „mit Fahne unter Hurra- und Hochrufen bis zum Bahnhof. […] Die anfängliche Begeisterung legte sich erst, als die Trauernachrichten Blumberg erreichten.“ Die Gemeinde musste auch Unterstützung der Familien von Kriegsteilnehmern, Kriegsbeschädigten und Hinterbliebenen übernehmen, bevor nach zwei Jahren die Fürsorge vom Land Baden geregelt wurde.
Hintergrund

„Obwohl die Verantwortlichen in Politik und Wirtschaft in Baden die politisch krisenhafte Entwicklung der Vorkriegszeit mit Besorgnis beobachtet hatten, wurden sie vom Kriegsausbruch des Jahres 1914 überrascht. […] Vielleicht beobachtete man im Südwesten, wo der Gefechtslärm der Westfront vielerorts schon wenige Tage nach Kriegsausbruch vernehmbar war, die militärischen Ereignisse mit weniger Enthusiasmus als in anderen Teilen des Reiches. Trotz der Erfolge der deutschen Armeen in Belgien und Lothringen mußte der Kriegsbeginn hier nicht sehr verheißungsvoll erscheinen wegen der teilweise verlorenen Gefechte und Schlachten um Mühlhausen, besonders zwischen dem 9. und 10. August 1914. Waren diese militärischen Operationen auch insgesamt weniger bedeutend, so verfolgte man sie in Baden deswegen mit um so mehr Aufmerksamkeit, als hier das XIV. Armeekorps mit überwiegend badischen Truppen im Kampfe stand, so daß man nur wenige Tage nach Kriegsbeginn schon die unmittelbaren Auswirkungen der Kämpfe verspüren mußte.“

### Kriegsfolgen
Auch Blumberg war über die Strategische Bahn in das Kriegsgeschehen einbezogen, „1916 bestanden fast 10 % der Einwohner aus Militärpersonen, die dort stationiert waren. […] Wer Glück hatte, konnte seinen verwundeten Sohn oder Ehemann in einem der nahgelegenen Lazarette in Bonndorf, Donaueschingen oder Engen besuchen.“ Schließlich wurden Landgemeinden „zu hohen Abgaben verpflichtet, um die Ernährung der Bevölkerung in den Städten sicherzustellen“, die Preise stiegen, Tiere konnten nicht mehr gefüttert werden („Schweinemord“) und Lebensmittel wurden knapp: „Die unzureichende Ernährung führte zu Epidemien, so zu einer Masernepidemie im November 1917, die zur Schließung der Blumberger Schule während eines ganzen Monats führte. Im Jahr darauf war es eine schwere Grippeepidemie, die weltweit ihre Opfer forderte.“ Kinder und Jugendliche mussten neben der Schule die landwirtschaftlichen Arbeiten übernehmen, was zu Verletzungen führte: „Zahlreiche Verstümmelungen vor allem an den Händen wurden in Blumberg festgestellt. […] Zur Erntezeit wurde der Unterricht ganz ausgesetzt.“
Unruhen in der Bevölkerung wurden von den Bezirksämtern gemaßregelt – „‚Zorn und Groll über die Niederlage‘ herrschte in der Bevölkerung, Hungersnot und die zerrüttete finanzielle Situation taten ein übriges – Blumberg glitt in die nächste Krise. Die Gemeinde hatte auch alle neun Kriegsanleihen zeichnen müssen, um die Kriegsfinanzierung mitzutragen.“ (Huggle, 188 bis 194).

### Zwischen Demokratie und Diktatur
In der Zeit nach dem Ersten Weltkrieg, die in den Städten meist von politischen Unruhen – bis hin zur Ausrufung einer Räterepublik – geprägt war, „(wirkte) Blumberg ruhig in den bewegten Zeiten.“ Doch zeigte sich in der Wahl zur deutschen Nationalversammlung 1919, dass ein großer Teil der Einwohnerschaft durchaus fortschrittlich gesinnt war, denn neben der katholischen Zentrumspartei (mit 48 %) erhielt die noch junge Sozialdemokratie (SPD) 39 % der Stimmen.
Die Bürgermeisterwahl von 1929 sorgte wegen ausgeschlossener Bewerber für viel Unruhe und einen ‚offenen Brief‘ („Vetternwirtschaft“) – „im Gegensatz zu seinen Vorgängern wurde der neue Bürgermeister Theodor Schmid nur von einer knappen Mehrheit der Blumberger gewählt.“
Auch bei der Wahl nach Hitlers Machtübernahme, bei der die meisten Parteien nur massiv eingeschränkt agieren konnten, lagen das Zentrum (42,8 %) und die NSDAP (48,5 %) in Blumberg noch fast gleichauf. (Mietzner, 197).
„Eine absolute Mehrheit für die Nationalsozialisten kam weder landes- noch reichsweit zustande. Durch administrativen Druck, polizeiliches Vorgehen und offenen Terror sicherten die Nazis ihre Positionen und setzten binnen eines halben Jahres alle politischen Gegner matt. […] Der Katholizismus [des Zentrums], der im örtlichen Pfarrer seinen Repräsentanten fand, war auf der Baar der eigentliche Gegner des Nationalsozialismus. 1935 urteilten sie dementsprechend: ‚Der Schwarzwald war die ganzen Jahre bis kurz vor der Machtübernahme das schwierigste Gebiet.‘“
„Die bis zuletzt starke Position des Zentrums zeigt, daß Blumberg seinen katholisch-ländlichen Charakter nie verlor. Dieser Katholizismus […] war auf der Baar der eigentliche Gegner der Nationalsozialisten. […] Von einem NSDAP-Ortsverein vor 1933 ist nichts bekannt. […] Zwar gab es später eine Handvoll aktiver Parteigänger […], aber keiner von ihnen wurde in Blumberg geboren.“ (Mietzner, 197 ff.)

## Zeit des Nationalsozialismus
In Blumberg blieb Bürgermeister Theodor Schmid, der konservativen DStP (Deutsche Staatspartei) angehörend, „die zentrale Figur in der örtlichen politischen Hierarchie“. Trotz der Vorschrift einer Neuwahl per Notverordnung ab dem 1. Mai 1933 „blieb Schmid im Amt. 1933 trat er in die NSDAP ein. Im Jahr darauf wurde er deren Ortsgruppenleiter und hielt damit alle Macht der 700-Seelen-Gemeinde in der Hand.“
„Der zum Protest neigenden Bevölkerung standen in Blumberg die Partei und ihre Gliederungen gegenüber. […] Dennoch ist es zu einer breiteren organisierten Bewegung in Blumberg nicht gekommen. […] An politisch motivierten Widerstand dachte kaum jemand, und selbst die spätere Studentin im Widerstand, Sophie Scholl […] war zu der Zeit [ihres Blumberg-Aufenthalts] noch eine nach außen hin ruhig erscheinende Kindergärtnerin.“ (Mietzner, 220 f.).
Doch von den rabiaten Methoden der Umstrukturierung der demokratischen Institutionen nach dem Sieg der NSDAP und der Zerschlagung der links stehenden Parteien KPD und SPD bis hin zur autoritären Organisation aller Lebensverhältnisse blieb auch Blumberg nicht verschont. Die Ideologisierung des Denkens wurde nun inszeniert und die Bevölkerung wurde eingebunden: „Die wichtigsten nationalsozialistischen Organisationen […] organisierten noch vor 1935 den größten Teil der Bevölkerung.“
Es wurde auch nicht bekannt, dass mit der Vorbereitungen des ersten Vierjahresplanes „schon Ende 1933 erste Untersuchungen des Erzes auf Initiative der Saarhütten stattgefunden (hatten) und im März [1934] erschienen dann Ingenieure des Röchling'schen Eisenwerkes.“ Die nationalsozialistische Wirtschaftsplanung hatte im Bestreben nach Autarkie die Ausbeutung der südbadischen Doggererzlager in Angriff genommen. (Mietzner, 201).

### Bergbaustadt

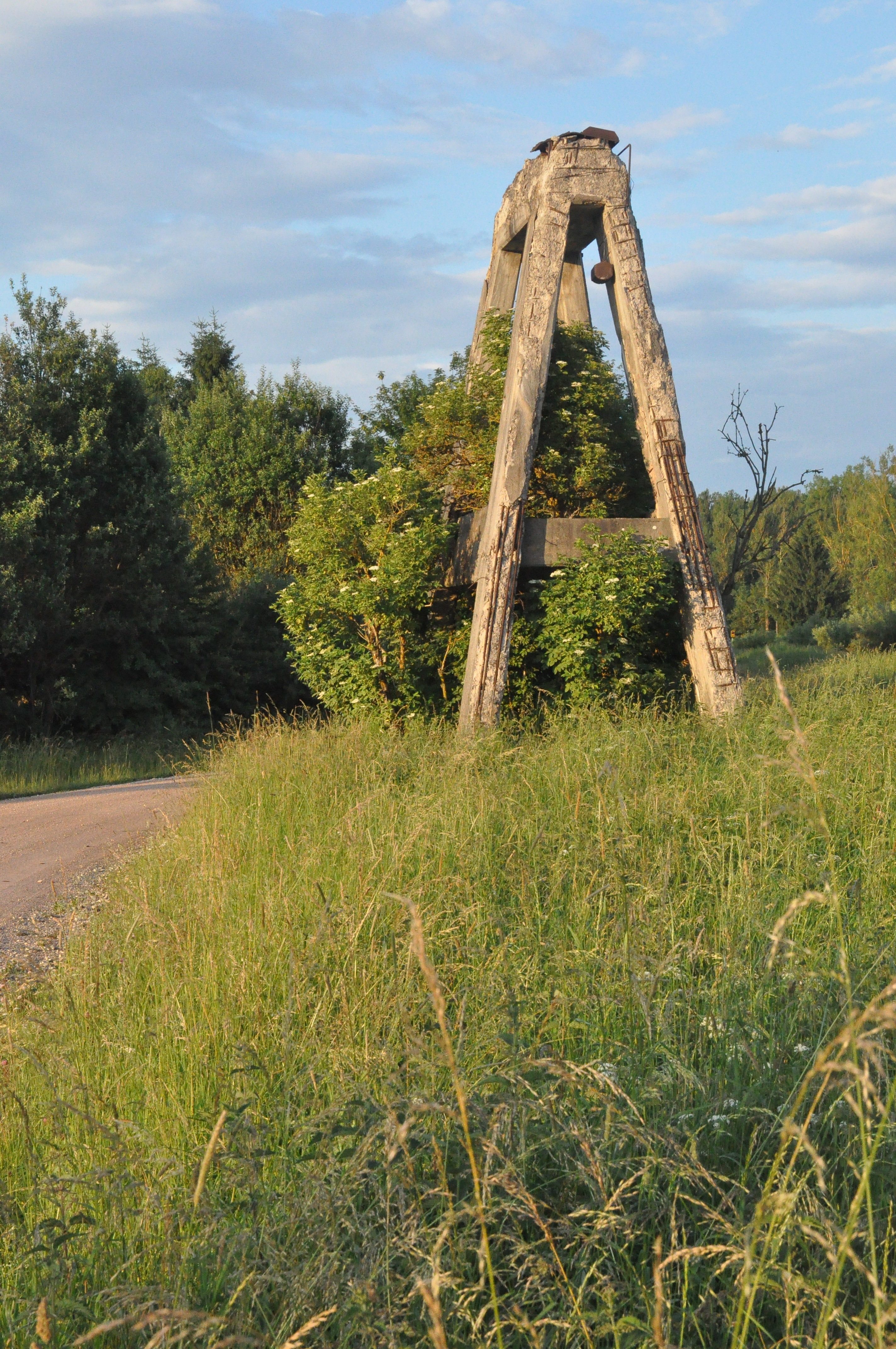
Pfeiler der ehemaligen Förderbrücke der Doggererz AG am Bahnhof Blumberg-Zollhaus (Zustand 2010)

Nun änderte sich für das Gemeinwesen das Dasein „schlagartig“. Offiziell zwar war 1934 noch nichts entschieden und nach Mietzner, 1995 (im Gegensatz zu Günther M. Walcz, 1983, der den Besuch des Großindustriellen Hermann Röchling persönlich in Blumberg auf 1934 ansetzte), sei dieser erst ein Jahr später, 1935, erschienen, doch die Fakten in Blumberg waren zu diesem Zeitpunkt schon geschaffen. Röchling ließ die Maßnahmen – vermutlich mit höchster Rückendeckung –, „auf eigene Faust vornehmen“.
Ab März 1934 wurden von der „Arbeitsgemeinschaft Neunkirchen-Völklingen für Doggererz“ Probestollen vorangetrieben und Abbaumethoden erprobt, Bürgermeister Schmidt mobilisierte in Blumberg und Umgebung Arbeitskräfte. Nach Darstellung von G. Walcz wusste Schmidt im Juli 1935 nach einer Besprechung in Karlsruhe von fortgeschrittenen Plänen, denn Gauleiter Wagner „befahl, daß allein Blumberg eine Bergarbeiterstadt werden sollte und [entgegen ersten Überlegungen] die anderen Dörfer ihre ländliche Struktur beibehalten durften.“ (Walcz, 32). Einen „ursprünglichen Plan zur Ausbildung einer eigenen, in der Gegend verwurzelten Bergarbeiterschicht mußte [die Werksleitung] wegen des von der Reichsregierung verlangte Tempos des Werkaufbaus zurückstellen.“ (Walz, 351, Quelle 1936).
Noch war Hjalmar Schacht als ehemals liberaler und ‚unwilliger‘ Parteigänger der Nazis in der Regierung als Reichswirtschaftsminister realistisch genug, um den ökonomischen Unsinn einer reinen Autarkiepolitik einzusehen, doch er kalkulierte nicht wie Hitler, der die Lösung der Probleme künftigen Kriegseroberungen überlassen wollte.
Schacht, Sept. 1936: „Es muß dem Führer immer wieder gesagt werden, daß wir mit den deutschen Werkstoffen noch nicht so weit sind. Auf dem Treibstoffgebiet haben wir Rückschläge, auf dem Gummigebiet gibt es nicht vor Mitte nächsten Jahres größere Mengen. Das Renn-Verfahren auf dem Erzgebiet macht große Schwierigkeiten.“
Aber Schacht stand bereits auf verlorenem Posten, denn er hatte nun Göring, den Chef des Vierjahresplanes, als Gegner:
Am 16. Juni 1937 erklärte [Göring ..] Vertretern der Eisen- und Stahlindustrie, Deutschland wäre sehr viel besser daran, wenn die deutsche Industrie sich nicht gesträubt hätte, Eisen aus deutschen Erzen zu gewinnen:

„Es ist ein Unfug, ich werde rücksichtslos vorgehen und gesetzliche Bestimmungen erlassen, daß Eisen aus der deutschen Erde in größtmöglichem Umfange herausgeholt wird. Wie die Eisenvorkommen entdeckt werden, ob mit der Wünschelrute oder sonstwie, ist mir gleichgültig. Es ist auch nicht entscheidend, was für Kosten in der Eisengewinnung entstehen.“

Der „Vierjahresplan“ blieb praktisch nicht länger als zwei Jahre in Kraft. Dann folgten neue Konzeptionen, die noch schärfer auf die Wehrmacht und den Krieg ausgerichtet waren. (ifz Zeitgeschichte, S. 202) Hjalmar Schacht war im November 1937 von seinem Amt als Reichswirtschaftsminister zurückgetreten.
In Blumberg waren längst Fakten geschaffen und obwohl sich das Chaos nationalsozialistischer Wirtschaftsplanung bereits abzuzeichnen begann, wurde die Entwicklung besonders vor Ort verklärt:
„In Zeitungsberichten [zuerst ab Oktober 1937] und Reden der Zeit wurde der Aufbau als eine Glanzleistung nationalsozialistischen Pioniergeistes gewürdigt, als eine Folge ‚nationalsozialistischer Staats- und Wirtschaftsführung (…), in der rund 15 000 Menschen eine neue Heimat haben werden. (Theodor Schmid).‘ […] Dort oben im Randengebiet entsteht eine völlig neue, vom Lied der Arbeit und dem Gesang der Bohrhämmer erfüllte Industriestadt. In Wirklichkeit aber waren die folgenden Jahre für die alte und neue Blumberger Bevölkerung katastrophal.“ (Mietzner, 202 f./206).

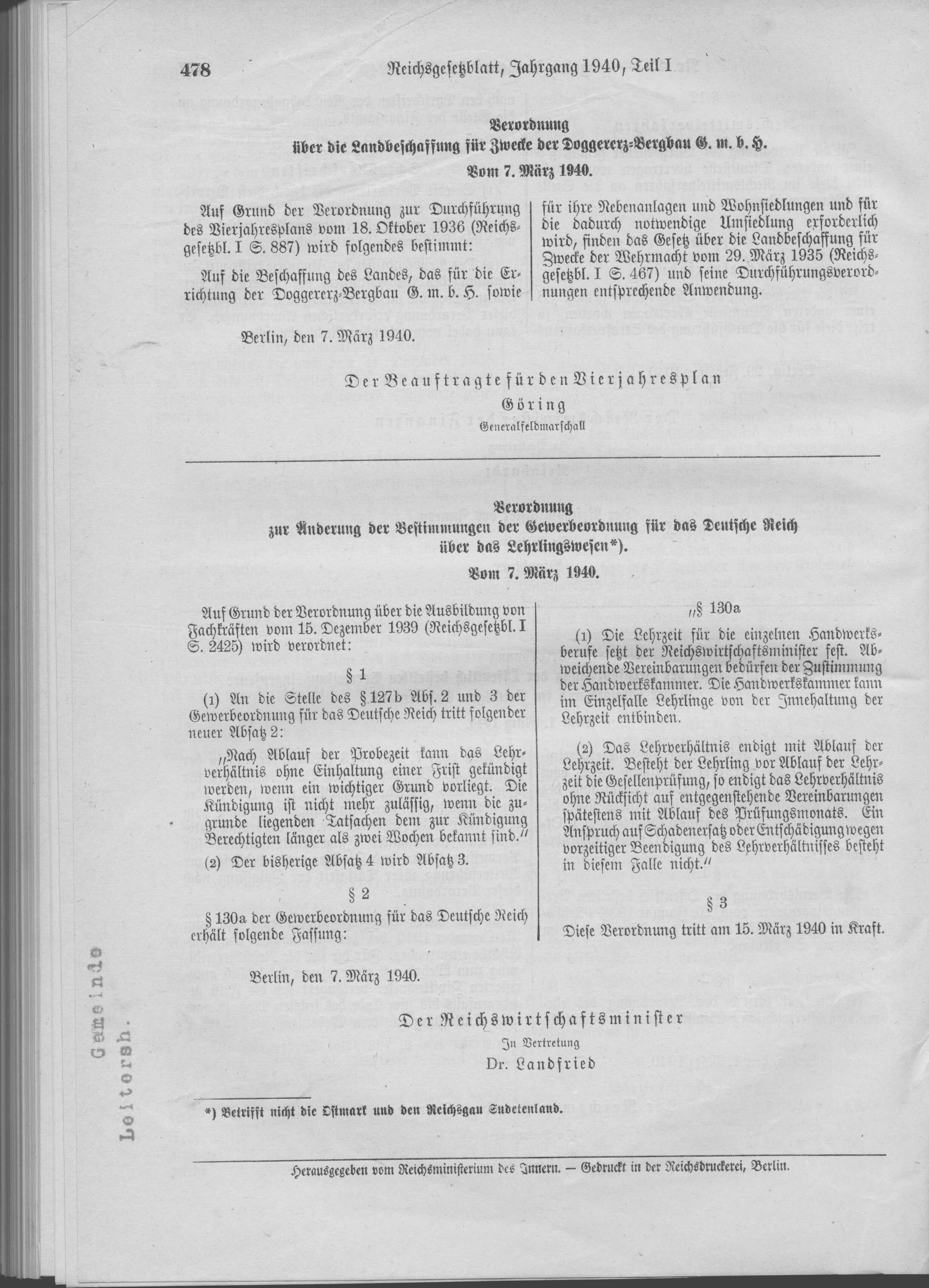
Rechtliche Begründung von Landaneignung

Der Göring'schen Ankündigungen von Rücksichtslosigkeit waren von Anbeginn an bereits die Landwirte unterworfen – die für die Werke benötigten Flächen und Grundstücke wurden „durch Gräben und Bohrungen, Aufschüttungen von Erdaushüben, Bau von Verwaltungs-, Werks- oder Wohnbaracken u.a. für die eigentlichen Besitzer unbrauchbar gemacht; oft ohne sie zuvor darüber zu informieren, fast immer ohne auch nur Verhandlungen über eine entsprechende Entschädigung aufzunehmen.“
Im Nationalsozialismus geschah nichts ohne „Rechtsgrundlage“ – im Falle der Aneignung von Grund und Boden diente dem Vorgehen die „Verordnung zur Durchführung des Vierjahresplanes vom 18. Oktober 1936 (Reichsgesetzbl. I, S. 887)“:
„Auf die Beschaffung des Landes, das für die Doggererz Bergbau GmbH sowie für ihre Nebenanlagen und Wohnsiedlungen und für die dadurch notwendige Umsiedlung erforderlich wird, finden das Gesetz über die Landbeschaffung für Zwecke der Wehrmacht vom 29. März 1935 (Reichgesetzbl. I, S. 476) und seine Durchführungsverordnungen entsprechende Anwendungen.“ (Abbildung, oben).
Die Regelung, die dann jede entsprechende Maßnahme in den besetzten Ländern rechtfertigte, fand vorerst im eigenen Land Anwendung.

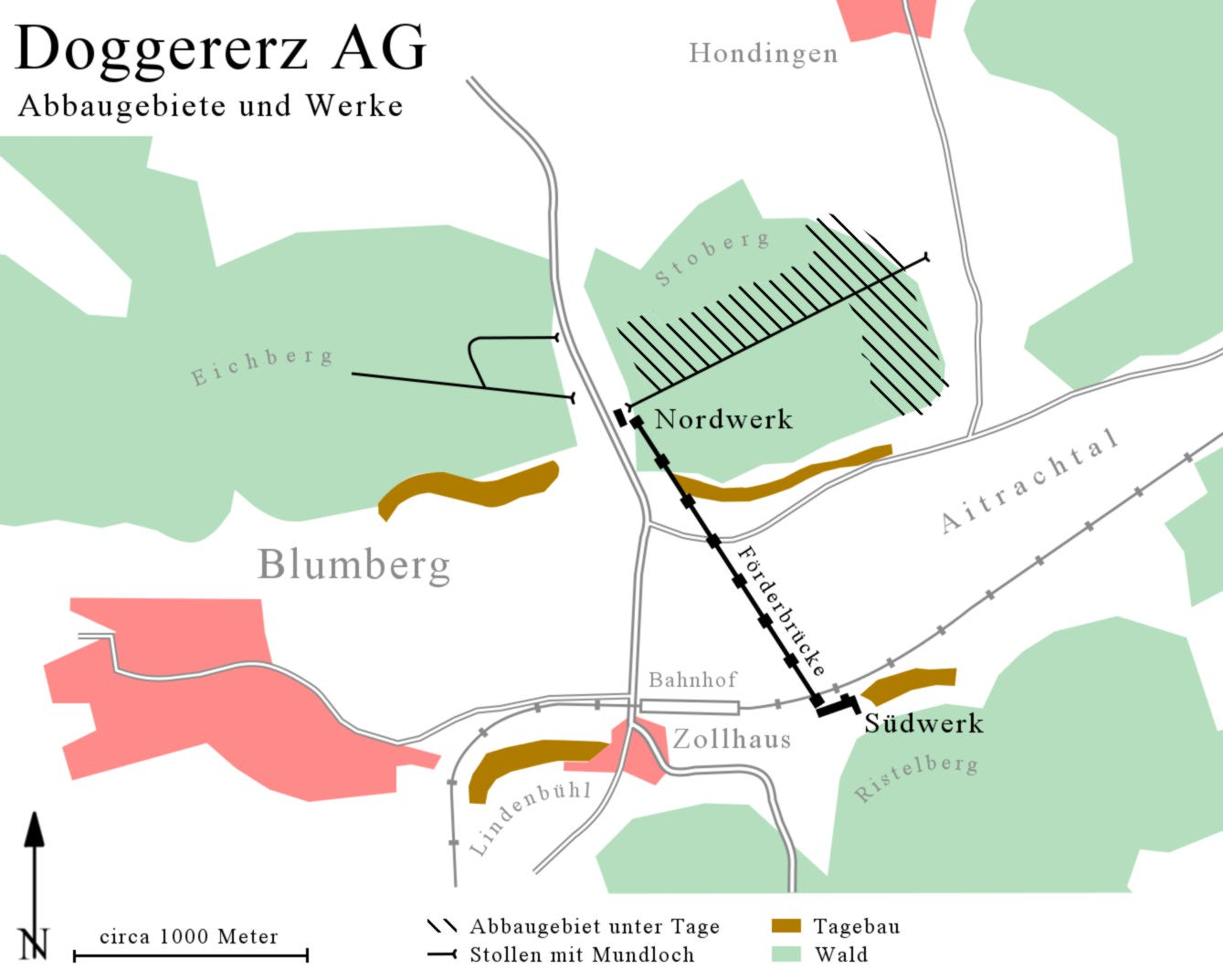
Abbaugebiete und Anlagen

Nachdem die Bauern eine Weile nur zusahen, sah sich Bürgermeister Schmid Anfang 1937 zum Hinweis an die Unternehmensleitung veranlasst, „daß mit einem gemeinsamen gewaltsamen Vorgehen der Grundstücksbesitzer gegen die Doggererzbau G.m.b.H. in Bälde m. E. zu rechnen ist, wenn nicht alsbald eine Entschädigung an die Grundstücksbesitzer bezahlt wird.“ (A. Walz: Die Wirtschaftsgeschichte, 365 ff.). Nach Aktenlage änderte sich jedoch kaum etwas; es gibt wohl Hinweise darauf, dass auf die Zeit nach dem Endsieg vertröstet wurde. Nach der Betriebseinstellung 1942 hatte sich die Frage vorerst ‚von selbst erledigt‘.
„Völlig überhastet, ohne Koordination und Planung, mit unzureichenden Ressourcen gebaut, entstand in kürzester Zeit ein Moloch, der eher einer Siedlung als einer Stadt glich. Die verkehrstechnische Anbindung an das Hinterland und die großen Zentren des Landes waren ungenügend. In einem Bericht von 1939 schrieb die Gendarmerie der ‚Stadt‘: ‚Bei dem Ausbau des Doggererzwerkes und der Lage der zu erstellenden Stadt Blumberg wurde auf deren tatsächliche Lage keine Rücksicht genommen. Die Folge davon ist, daß Handel und Gewerbe sich sträubt, sich hier seßhaft zu machen, weil die Verkehrsverhältnisse hier denkbar ungünstig sind.‘ […] Für 4500 Einwohner gab es 1939 eine Metzgerei, zwei Bäckereien, ein Milchgeschäft und vier Gemischtwarenhandlungen. […] Auseinandersetzungen und Tätlichkeiten in den Geschäften zeigten die gereizte Stimmung. […] In einer Autogarage wurde geschlachtet. Weiter fehlten öffentliche Gebäude wie Schulräume, höhere Schulen, Gemeinschaftshallen oder Krankenhaus.“ (Mietzner, 203 ff.)

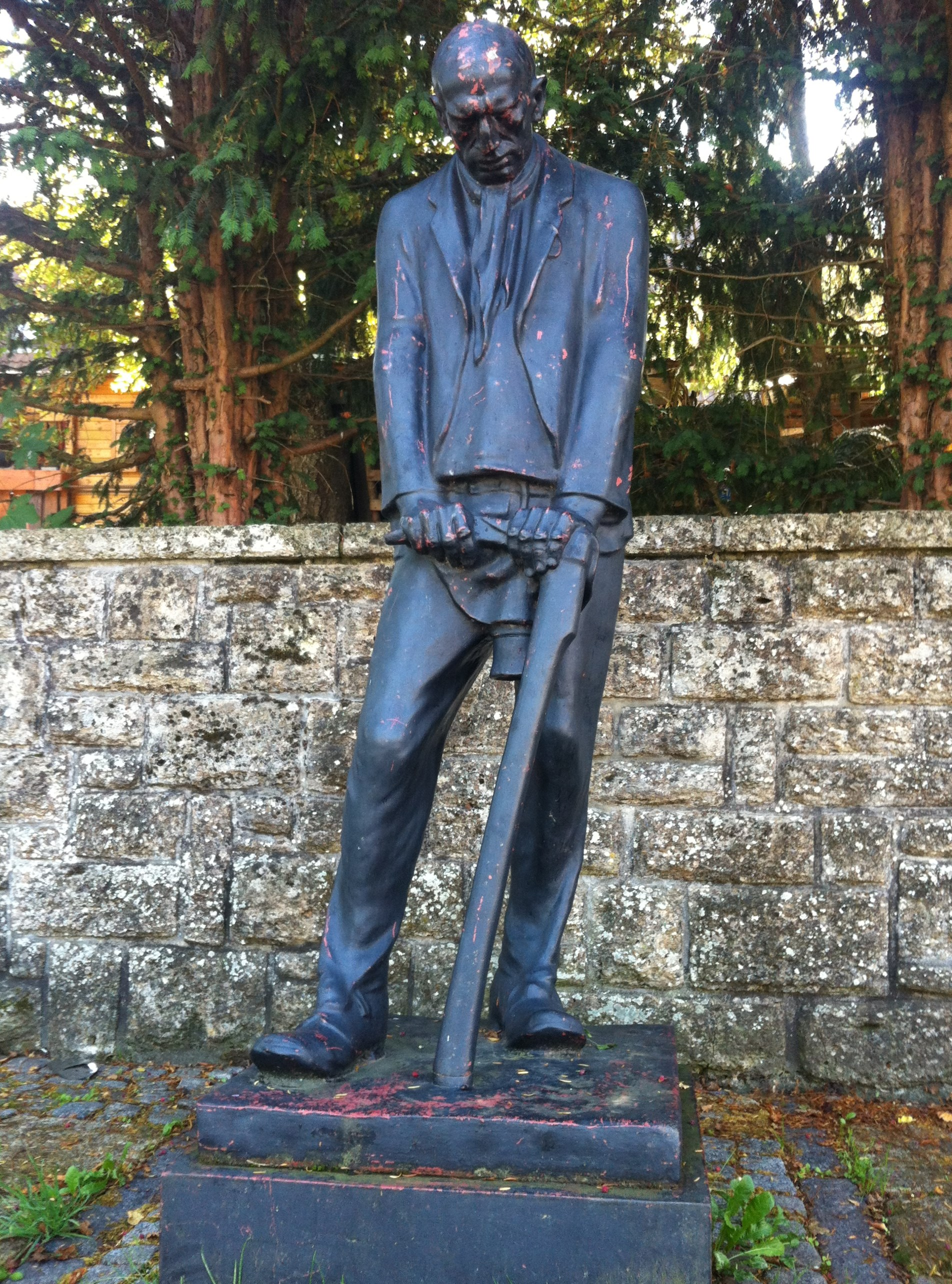
Der „Schwarze Mann“ – Statue zur Erinnerung an die Bergbauzeit

Die Schwierigkeiten hatten bereits 1937 begonnen, als fast 160.000 Tonnen Erz (im Gegensatz zu 20.000 im Vorjahr) gefördert wurden – von geplanten drei bis vier Millionen 1942. „Mit den 600 Arbeitskräften von 1936 war eine solche Steigerung nicht zu leisten. Mehr Bergleute mußten geworben werden. […] Bald holten die Arbeiter ihre Familien nach, so daß mit jeder Arbeitskraft oft zusätzlich drei Menschen nachzogen.“ (Mietzner, 204 ff.) Das Klima zwischen neuen Familien und den Alteingesessenen war relativ unsicher, zuweilen aggressiv. Immer mehr Bergleute wurden unter Zwang nach Blumberg umgesiedelt, vor allem aus dem Ausland.
Im Oktober 1937/38 setzte sich die Arbeiterschaft zusammen aus: 498 Italienern, 13 Tschechen, 32 Jugoslawen, 232 Polen (geflüchtete Deutschstämmige), 462 Saarländern, 48 Arbeitern anderer Bergbaugebiete […] sowie 387 Einheimischen.
„Bis zum Krieg handelte es sich bei den ausländischen Arbeitskräften im wesentlichen um Freiwillige, die in Baracken lebten. Von diesen Arbeitern muß man deutlich die Fremdarbeiter trennen, die als Kriegsgefangene und zivile Zwangsarbeiter im Krieg nach Deutschland verschleppt wurden.“ (Mietzner, 211).

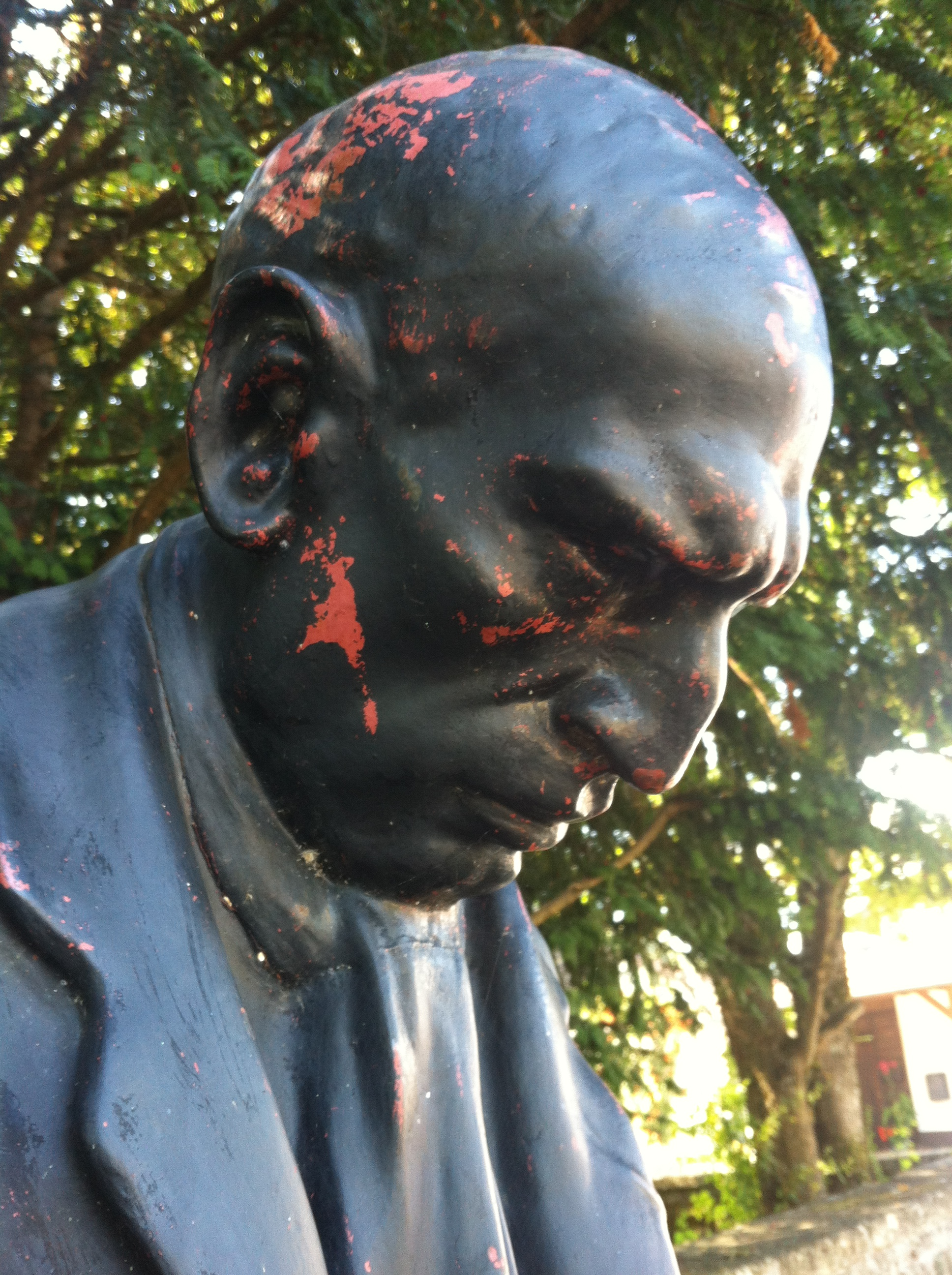
Skulptur Bergarbeiter „Schwarzer Mann“

„Am 23. März 1942 beschloß das Reichsministerium für Bewaffnung und Munition mit Wirkung vom 7. April die sofortige Stilllegung des Doggererz-Bergbaues in Blumberg. Diese Entscheidung wurde damit begründet, daß es im Krieg nicht zu verantworten sei, für den Abbau armer Eisenerze wertvolle Arbeitskräfte zur Verfügung zu stellen, während man für die Förderung guter Erze keine Bergleute habe.“ (G. Walcz, 92). Die Förderung „guter Erze“ konnte mittlerweile in den eroberten Ländern aufgenommen werden, vor allem in den „Minette-Gebiete“ in Lothringen (Frankreich) – die Anlagen wurden demontiert, im September 1942 gingen dabei 78 Eisenbahnwagen „nach Krivoj Rog in Rußland“ (Ukraine).
Von einem Tag auf den anderen waren bis auf wenige (für die Demontage) alle Beschäftigten ohne Arbeit und ohne jeden weiteren Verdienst. Über das Schicksal der Fremd- und Zwangsarbeiter schweigt die Literatur, die Bergleute wurden nun „teils im Siegerländer Eisenerzbergbau eingesetzt (250 Mann aus der Grube und 150 aus den Tagebauen), teils in den Harz und den Schwarzwald (Kappel, Wieden) versetzt oder zum Kriegsdienst eingezogen.“ Zurück in Blumberg blieben die Familien, die nun keinen Ernährer mehr hatten. (Walcz, 92).
Hauptartikel: Doggererz AG
Um nun die nächste Katastrophe abzuwenden, versuchten Verwaltung und Betriebsleitung (unter dem Druck des badischen Ministerpräsidenten Köhler) neue Industrie anzusiedeln und das konnten nur „kriegswichtige Betriebe“ sein. Eingewiesen in die Stollen wurde das Hamburger Unternehmen Kopperschmidt und Söhne, das Plexiglaskuppeln für Flugzeuge herstellte, die Berliner Otavi-Minen- und Eisenbahngesellschaft (die jedoch bis Kriegsende kaum in die Produktion kam), Mitte Februar 1945 kam dann noch die Teveswerke GmbH aus Heitersheim hierher, um Motorenteile, besonders Ventilkegel, zu produzieren. (Bader, Anhang XI). Blumberg hatte hier das Glück, dass alliierte Bomberverbände schweiznahe Regionen nicht heimsuchten, denn Produktionsstätten-Verlegungen blieben den Aufklärern nicht verborgen.
„Im Verlauf des Jahres 1943 entwickelte sich das Kopperschmidtwerk immer mehr zum wichtigsten Wirtschaftsfaktor. Ende Oktober zählte der Betrieb annähernd 1.200 Beschäftigte, sämtliche Wohnungen in Blumberg waren durch den Zuzug von Arbeiterfamilien bereits im Frühjahr belegt worden. Nach den Luftangriffen auf die Hansestadt von Ende Juli (Operation Gomorrha) hatten sich zudem noch mehr als 700 Personen zu ihren Angehörigen in Blumberg geflüchtet.“ Zwar existierten in Blumberg nach der Einlagerung kriegswichtiger Unternehmen „ein knappes Jahr vor Kriegsende fast 1650 industrielle Arbeitsplätze [… doch] die Produktion konnte allerdings wegen des bald darauf folgenden Kriegsendes zunächst nur noch eingeschränkt aufgenommen werden.“ (A. Walz, 372).
Nach der französischen Besetzung Ende April 1945 mussten Kopperschmidt, Otavi und Teves ihre Produktion einstellen und wurden teils auch demontiert. Es wurde versucht, „Ausweichfertigungen“ durchzuführen, zum Teil für die Besatzungsmächte.
Mit Beginn der Kriegsführung waren zusätzlich Kriminelle (die zwischen Todesurteil oder Blumberg wählen konnten) und in immer größerer Anzahl Kriegsgefangene ‚eingesetzt‘. „Für die deutsche Kriegsindustrie – und damit für Blumberg – waren die ausländischen Arbeitskräfte unverzichtbar und zudem billige Sklaven. […] Für die Zwangsarbeiter- und arbeiterinnen war das Überleben nicht sichergestellt. Bis heute ist nicht geklärt, wie viele ausländische Arbeiter in Blumberg beschäftigt waren und wie viele davon mit ihrem Leben bezahlten.“ (Mietzner, 213).

### Sophie Scholl in Blumberg
Im zivilen deutschen Widerstand gegen den Nationalsozialismus war Sophie Scholl die Mitbegründerin der der studentischen Gruppe Die Weiße Rose.
Im August 1940 absolvierte sie „im Rahmen ihrer Ausbildung zur Kindergärtnerin im Fröbel-Seminar in Ulm ein vierwöchiges Praktikum im Kindersanatorium Kohlermann in Bad Dürrheim. Nachdem diese Ausbildung nicht als Reichsarbeitsdienstersatz [RAD] anerkannt wurde, beorderte man sie im Frühjahr 1941 zum RAD nach Krauchenwies bei Sigmaringen. Am 7. Oktober 1941 schließlich erhielt sie eine Anstellung im NSV-Kinderhort in Blumberg, wo sie einen sechsmonatigen Kriegshilfsdienst bis Ende März ableisten mußte, der inzwischen für Studierwillige eingeführt worden war.“
„Ihr Aufenthalt fiel in jene Wochen und Monate, als nach Schließung des Bergwerkes die Stadt in den Strudel von Arbeitslosigkeit und sozialer Unruhe geriet. [… Hier] muß ihr die Rücksichtslosigkeit eines Regimes aufgegangen sein, das Menschen zur Durchsetzung seiner Ziele wie Bauern auf einem urbanen Schachbrett hin und her schob.“
An ihren Bruder schrieb sie [im November 1941]: „Ich arbeite hier im Kinderhort, bei Schulkindern, deren Eltern zu 60 Prozent vorbestraft sind, (diese) sind jedoch für einen Vergleich mit meinen Vorgesetzten noch viel zu gut.“
Eine Freundin, Hildegard Schüle, aus der Zeit in Krauchenwies, hatte Sophie in Zollhaus – dort spielte sie an freien Sonntagen Orgel in der „‚kleinen, bunten Kapelle‘ (katholische Kirche Zollhaus)“ und machte „bei den Schwestern Schüle einen Besuch.“

„Der Umgang mit den ihr anvertrauten Kindern führte aufgrund ihrer an das Gute im Menschen glaubenden Persönlichkeit am Ende doch zu einer inneren Verbundenheit mit ihrer Arbeit und der Eichbergstadt: Mit meinen Mädchen gehe ich jeden Tag spazieren. Sie haben mich mit der Zeit ebenso liebgewonnen wie ich sie … Das ist für mich ein glückliches Gefühl, daß ich so abschließen kann.“

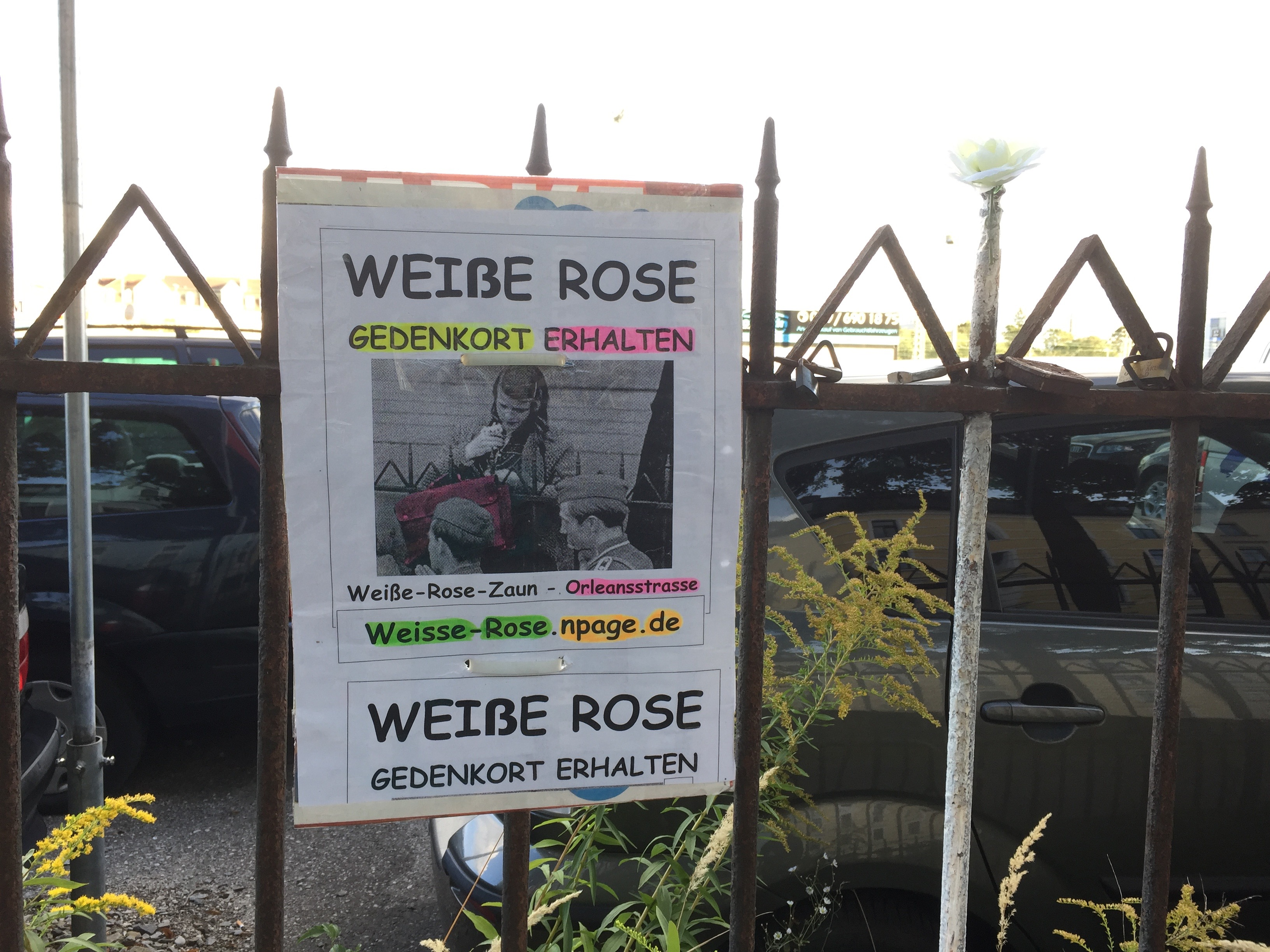
Plakat zum Gedenkort in München

„Kaum ein halbes Jahr nach ihrem Weggang begann sie im Studium den Widerstand mit Flugblattaktionen. Am 18. Februar 1943 wurde sie von der Gestapo verhaftet und nach der Verurteilung durch den Volksgerichtshof am 22. Februar hingerichtet.“
„An Sophie Scholl erinnert heute in Blumberg der neue Kindergarten, der ihren Namen trägt.“ (Sturm, 234).
Letzte Kriegsjahre

„Mit der Schließung des Werkes ab Januar 1942 zeichnete sich eine Katastrophe auf der Baar ab. Tausende von Menschen drohten ohne Arbeit zu verelenden. Mit raschen Maßnahmen versuchte man dem zuvorzukommen. Schon kurz nach der Schließung kam es im April 1942 zu Dienstverpflichtungen von 400 Bergleuten im Saarland. Für Blumberg brachte dies aber keine Entlastung, denn die Familien blieben hier.“ Bürgermeister Schmid schrieb an das Arbeitsamt in Villingen: „Es sind Frauen bei mir erschienen, die bitter weinten und erklärten, daß sie mit ihren Kindern bereits 2 und 3 Tage lang kein Brot und keinerlei Lebensmittel mehr im Haus hätten.“
Nicht nur „Zweifel an der NS-Wirtschaftsführung“ wurden gehegt, auch „Schmid wurde hinter vorgehaltener Hand von großen Teilen der Bevölkerung die Führung der Gemeinde und besonders zu einer korrekten Bewirtschaftung der Doggerwerke abgesprochen.“ Letzteres war selbstverständlich eine „Verkennung der realen [Macht-]Verhältnisse.“
„Eine Rettung konnte nur in der Ansiedlung von neuer Industrie bestehen.“ Dies „konnte nur bedeuten: kriegswichtige- und Rüstungsindustrie, denn andere Branchen erhielten schon längst nicht mehr genügend Rohstoffzuteilungen.“ Dies gelang unter anderen mit der Fa. Kopperschmidt aus dem zunehmend bombardierten Hamburg. „Die Frauen brachten mit ihrer Arbeit in den Rüstungsbetrieben und der noch vorhandenen Industrie im Ort die Familien notdürftig durch. Mitte 1943 hatte sich die Lage in Blumberg wieder stabilisiert.“
Da Blumberg – trotz der verlagerten Rüstungswerke – als relativ bombensicher galt, wurde es „von Flüchtlingen bevorzugt“ und die 1.500 Evakuierten, die die Gemeinde noch Anfang 1945 unterzubringen und zu versorgen hatte, zeigte […] die schlechte Kriegslage und das nahe Ende. (Mietzner, 217).

## Kriegsende 1945 im Raum Blumberg

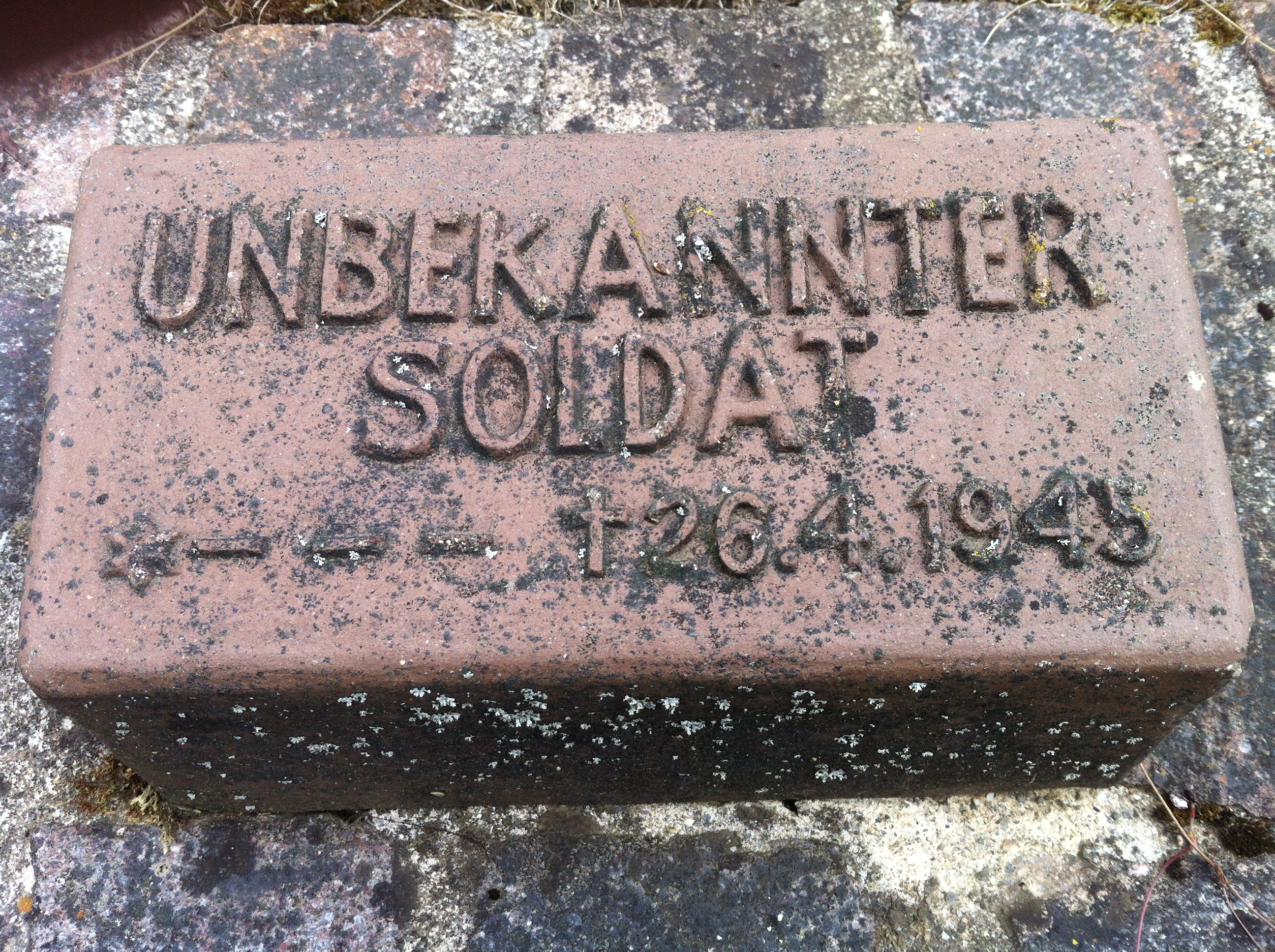
Stein für einen am 26. April 1945 bei den Kämpfen im Raum Blumberg gefallenen deutschen Soldaten

Nachdem der südbadische Raum nahe der Schweizer Grenze von unmittelbaren Kriegsereignissen während des Zweiten Weltkrieges weitgehend verschont geblieben war, kam es kurz vor dem Kriegsende durch den Rückzug eines größeren Truppenverbandes der Wehrmacht durch den Schwarzwald in Richtung Bayern im Raum Blumberg zu heftigen Kämpfen mit französischen Einheiten, die den deutschen Heeresabteilungen den Weg abgeschnitten hatten. Dabei wurden mehrere Dörfer weitgehend zerstört, es kam zu größeren Verlusten unter den Soldaten beider Seiten und zu Opfern unter der Zivilbevölkerung.
Vorgeschichte

Im Frühjahr 1945 drangen die Westalliierten (Briten und Amerikaner) und im Osten die Sowjetarmee rasch ins Deutsche Reich ein. Im Südwesten setzte die hauptsächlich aus Kolonialtruppen reorganisierte 1. französische Armee Ende März bei Speyer über den Rhein und unternahm eine Zangenbewegung Richtung Stuttgart und südlich über Freiburg den Hochrhein entlang. Die 19. deutsche Armee, die am Oberrhein verteidigt hatte, wurde in verschiedene Teile aufgespalten. Die aus dem Raum Freiburg seit dem 20. April 1945 in den Südschwarzwald ausweichenden deutschen Einheiten waren zu einem „XVIII. SS-Armeekorps“ zusammengefasst worden, dessen Stab aus SS-Offizieren bestand, die Mannschaften waren jedoch fast durchwegs angeschlagene Wehrmachtseinheiten, Volkssturm und verschiedene Hilfstruppen mit geringem „Kampfwert“. Der SS-General Georg Keppler als Führer des XVIII. SS-A.K. versuchte, die Einheiten nach Osten Richtung Bodensee durchzubringen, verhinderte Zerstörungen (z. B. einer Talsperre) und unterband sinnlose Aktionen durch Gauleiter, lokale Parteiführer oder Werwolf-Gruppen.

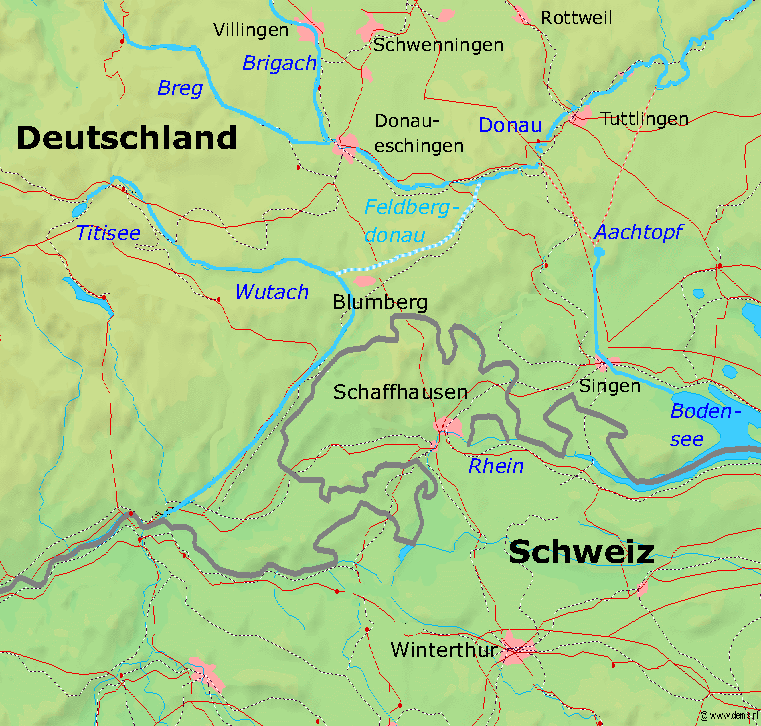
Anmarsch des Korps aus Westen zwischen Breg und Wutach, Durchbruchsversuche zwischen Donaueschingen und dem Raum Blumberg

Das zurückgehende Korps wurde jedoch von schnellen Vorstößen französischer Panzereinheiten über Freudenstadt–Villingen–Donaueschingen und entlang des Hochrheins (Schweizer Grenze) durchs Wutachtal in den Raum Blumberg schon bald abgeriegelt. Die deutschen Truppen unternahmen südlich Blumberg einen teilweise erfolgreichen, doch in der Tiefe des Raums Richtung Bodensee gescheiterten Ausbruch.
Überlieferung

Zum Thema liegen zwei gedruckte Bände von Hermann Riedel, 1983, und Fred Trendle, 2003, vor (siehe Literaturangaben), die diesem Kapitel zugrunde liegen. Bekannt sind drei eigenständige Darstellungen von Zeitzeugen, die sich im Archiv Reimer, Blumberg, befinden. Diese sind in den Hauptartikel eingearbeitet. Zeitzeugen nennen das XVIII. SS-A.K. häufig auch „Schwarzwaldarmee“.

### Durchbruchsplan der „Schwarzwaldarmee“
Nach dem Rückzug aus der Oberrheinebene durch den südlichen Schwarzwald versammelte General Keppler Stab und Divisionskommandeure in Hammereisenbach. Die allgemeine Lage und auch ein abriegelnder Keil der Franzosen von Donaueschingen über Blumberg bis zur Schweizer Grenze waren dort bekannt. Offensichtlich schätzte das französische Hauptquartier die Lage nicht als brisant ein, denn es konzentrierte sich auf den eigenen Weitermarsch Richtung Allgäu und die Bodensee-Region. Der Blumberger Riegel wurde noch zugunsten eines Vorstoßes nach Konstanz geschwächt.
23. April 1945

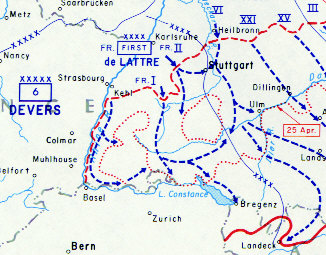
Operationen der 1. französischen Armee (15. Apr. – 8. Mai 1945). Im Südwesten der Einschließungsring

So wurde auf der deutschen Seite ein umgehender Durchbruch Richtung Osten als möglich erachtet und die Kommandeure der Truppen trauten diesen ihren Mannschaften auch zu. Es wurden drei Durchbruchsgruppen gebildet – im Norden zum Vorstoß über Marbach–Bad Dürrheim nach Immendingen; eine mittlere Gruppe sollte mit gleichem Ziel über Aasen–Geisingen marschieren und die Südgruppe über Behla–Leipferdingen–Engen vordringen. Damit lag die Raumschaft Blumberg im Zielgebiet der Südgruppe.
Siehe Hauptartikel: Kriegsende im Südschwarzwald (1945)

### Kampfgruppe Süd, 24. April
Nach Abschluss der Vorbereitungen erfolgte die Versammlung der südlichen Durchbruchsgruppe (89. Infanterie-Division) „in der Nähe von Schwärzenbach. Um 18:15 Uhr, bewegen sich die ersten Teile der Division in Richtung Bräunlingen. Das dem SS-Korps seit 21. April 1945 unterstellte Regiment Armeewaffenschule 19 in Furtwangen übernimmt die Flankendeckung für den Bereitstellungsraum und die Sicherung des Durchmarschgebietes. Teile des Regiments haben den Auftrag, in der Nacht die sich in Behla befindlichen Franzosen aus dem Dorf hinauszuwerfen und die Straße für den Durchmarsch der 89. Infanteriedivision in Richtung Leipferdingen freizuhalten.“ Das eigentliche Ziel, die Stadt Engen, fiel jedoch schon am Abend des 24. in die Hand der französischen 1. Kampfgruppe (Lebel).
Im Zielort Behla erreichen jedoch „im Verlaufe des Nachmittags und des frühen Abends verschiedene Einheiten der Franzosen das Dorf. Nach Einbruch der Dämmerung haben sich in Behla Teile des 3. Bataillon des 6. Marokkanischen Schützenregiments, des 4. Marokkanischen Spahi-Regiments und Teile der 8. Dragoner (Panzer) versammelt und einquartiert.“ Dadurch traf der deutsche Angriff auf eine unerwartet starke Besatzung. (Trendle, 78).

### Angriff auf Behla, 25. April
„Das Regiment der Armeewaffenschule 19 mit der Order, die Marschstraße für die 89. Infanteriedivision auf ihrem Weg nach Leipferdingen/Engen, zu sichern, bzw. freizukämpfen, greift die Franzosen in Behla am Morgen um 01:30 Uhr mit Artillerieunterstützung an.“ Nachdem die bereits zurückweichenden Franzosen im Morgengrauen Panzerverstärkungen aus Richtung Hüfingen und Riedböhringen erhielten, mussten sich die Deutschen zurückziehen: „Damit scheidet die Straße durch Behla für das Durchbruchsunternehmen […] aus.“ Noch in der Nacht entschied General Keppler in Hausen vor Wald den Weg über Achdorf als neue Route für die Südgruppe, deren Spitzen in der Nacht Döggingen erreichten und die nun den Weg über Mundelfingen ins Wutachtal nahm. Die Angriffseinheiten auf Behla zogen sich nach Hausen vor Wald zurück, um die umgelenkten Kolonnen zu decken. Hausen lag den ganzen Tag (25. April) unter schwerem Beschuss der Franzosen.

### Kämpfe am 26. April
Die französische Luftwaffe war am frühen Vormittag des 26. April schwerpunktmäßig mit der Bekämpfung der Nordgruppe beschäftigt und griff erst danach die Wutachtalstrecke Aselfingen–Achdorf mit dem Waldweg („Wellblechweg“) nach Fützen an. Zu diesem Zeitpunkt waren die Kampfeinheiten der 89. ID. jedoch schon durchgezogen und die französischen Jagdbomber vernichteten im Tal „nahezu den kompletten Tross“ (Schwerster Angriff von 9.40 bis 10.20 Uhr, danach „hängt über dem Tal fetter, dicker Qualm.“)
Nach Einstellung der Luftangriffe und „Einbruch der Dunkelheit setzt sich das Regiment [der Armeewaffenschule (Behla-Angreifer) aus Hausen] ebenfalls in Richtung Achdorf ab.“ (Trendle, 85).
Eine der Kampfgruppen der 89. ID. „marschiert nach Fützen, um dort die rechte Flanke der Kampfgruppe Süd zu sichern. Diese Maßnahme erweist sich als sehr zweckmäßig, denn bereits am frühen Morgen [des 26. April] greifen französische Panzer aus Richtung Grimmelshofen an.“ Dabei handelte es sich um die französische 3. Kampfgruppe, die mit einem Eilmarsch von Waldshut über Stühlingen der Südgruppe im Fützener Talkessel in den Rücken fallen sollte. Sie wurde jedoch in Fützen den ganzen Tag über blockiert.
Eine Einheit der Armeewaffenschule hatte bereits am Vortag, dem 25. April, in Überachen am südlichen Wutachufer das Achdorfer Tal gegen einen Zugriff der 3. Kampfgruppe über Weizen–Ewattingen abgeschirmt: „Um die Mittagszeit […] entwickeln sich heftige Gefechte, in deren Verlauf sich die Franzosen zurückziehen müssen.“
Blumberg

Die damals durch die Nazis wieder zum Dorf degradierte Stadt Blumberg lag aufgrund der Umstände gleichsam ‚zwischen den Fronten‘. Da der steile Anstieg im Westen aus dem Wutachtal (Achdorf) für deutsche (Waffen-)Transporte unbenutzbar war, im Norden und Süden Eich- und Buchberg den Ort abschirmten sowie die Hauptroute von Donaueschingen über Behla und Zollhaus zur Schweiz im Osten mit Abstand an Blumberg vorführte, tauchten nur sporadisch Soldatengruppen beider Seiten im Ort auf, die sich auch wieder rasch zurückzogen. Die Besetzung fand erst nach Abschluss der Kampfhandlungen ab 27. April statt.
Lage im Talkessel, 26. April

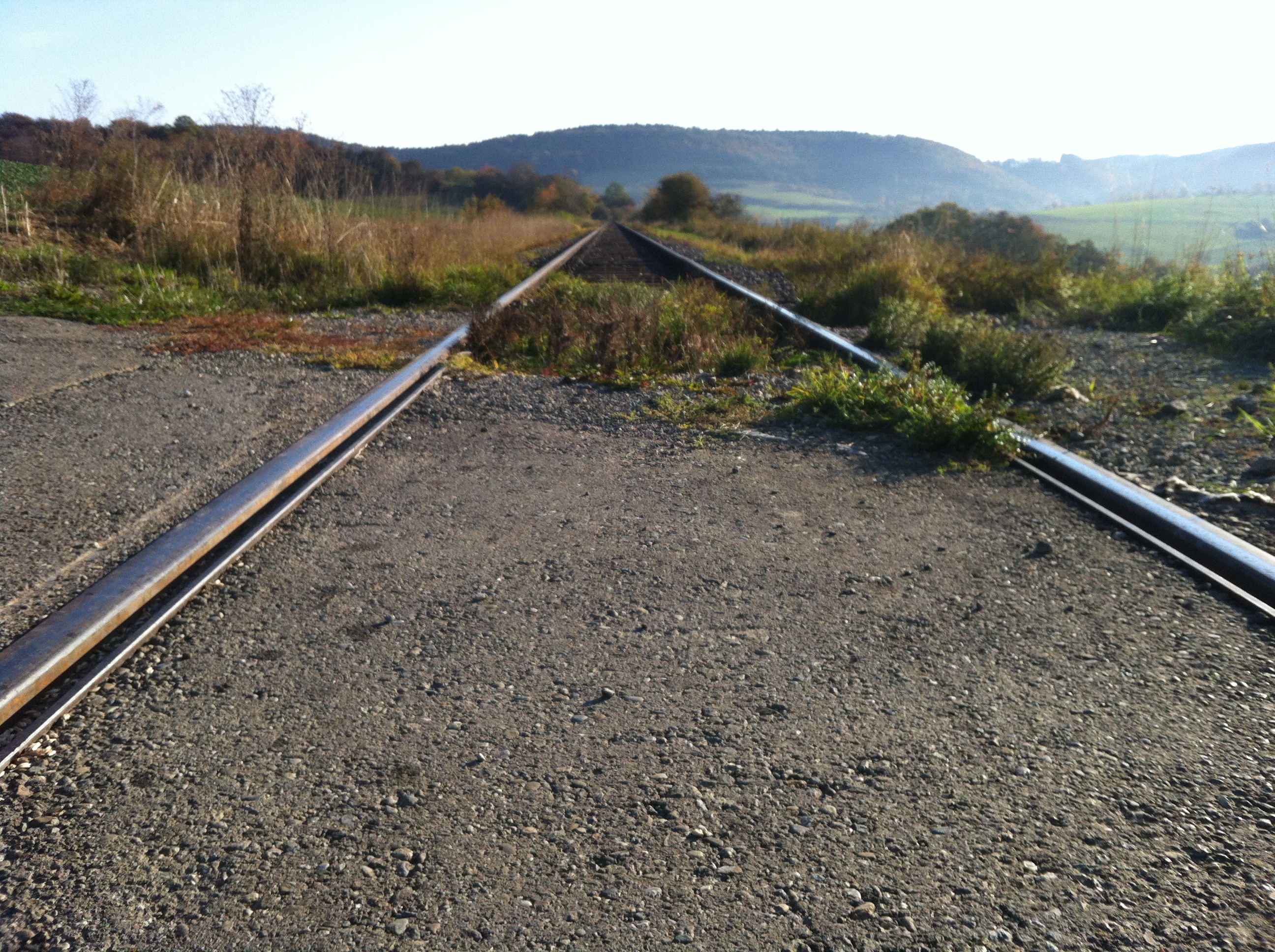
Bahnstrecke im Talkessel nördlich Fützen

Gegen Mittag am 26. April befand sich das Gros der deutschen Kampfeinheiten der Südgruppe relativ abgesichert im Kessel von Fützen–Epfenhofen, denn durch die Nähe der Schweizer Grenze wagten die Franzosen im Bereich Epfenhofen keine Luftangriffe, zumal sich direkt am Grenzverlauf auch Schweizer Truppen positioniert hatten. Der Fützener Teil des Kessels lag allerdings seit Tagen unter schwerem, andauerndem Artilleriefeuer, Epfenhofen blieb durch die Nähe zur Grenze auch davon verschont.
In Epfenhofen befand sich auch General Keppler mit Stab und hier versammelten sich mittags nun die Regimentskommandeure. Die Zugänge zum Kessel waren gegen Achdorf und Fützen abgeschirmt.
Allerdings „(versucht) eine weitere deutsche Kampfeinheit bis in den späten Nachmittag hinein vergeblich, die Ortschaft Zollhaus den Franzosen zu entreißen.“ Da Zollhaus gleichsam als nördlicher 'Eckpfeiler' zum Ausbruchsversuch Richtung Osten vorgesehen war, entschloss sich Keppler wegen des weiteren hohen Risikos, „das XVIII. SS-Armeekorps am Spätnachmittag aufzulösen und vom Treueid zu entbinden. Die Teilnahme an weiteren Durchbruchsversuchen ist freiwillig.“
In der Zwischenzeit konnten deutsche Beobachter feststellen, dass die Franzosen trotz ihres Abwehrerfolgs bei Zollhaus – vermutlich durch ihre schweren Verluste schockiert –, die Möglichkeit, nun den Riegel über Randen an die Schweizer Grenze massiv zu verstärken, unterließen. Die Ortschaft Randen blieb trotz der Ankunft einer Einheit weiterhin nur schwach besetzt und offensichtlich blieb die weiterführende Straßenverbindung zur Schweizer Grenze ungesichert.
„Einen allerletzten Versuch, die französische Umzingelung doch noch zu durchbrechen, wagte er [Keppler] am Abend in Randen. Wider alle Erwartungen erleiden die Franzosen eine schwere Niederlage und einem Großteil der Kampfgruppe Süd gelingt der Ausbruch in östlicher Richtung.“ (Trendle, 124):

### Durchbruch 26./27. April
Am Spätnachmittag des 26. April, gegen 17 Uhr, beginnt nun der Angriff auf die französischen Stellungen um Randen aus verschiedenen Richtungen. Die Einheit, die gegen Zollhaus sichern sollte, greift zusätzlich (von Westen her) an. Ihr gelingt ein Einbruch direkt in den Ort, dabei nimmt sie ca. 50 Franzosen gefangen. Schon bald verlagert sich das Gefecht von den Außenbereichen in das Dorf, in dem es zu „erbitterten Häuserkämpfen“ kommt. Nach zweistündigem Gefecht entwickelt sich die Lage „ungünstig für die Franzosen […] Durch eine überstürzte Flucht unter Zurücklassung allen Materials gelingt es dem versprengten Haufen, sich hinter die Schweizer Grenze bei Neuhaus zurückzuziehen.“
Nach der Beendigung der Kämpfe bis weit nach Mitternacht zogen Tausende deutscher Soldaten über die Anhöhe bei Randen Richtung Osten. Zuletzt folgte ihnen auch General Keppler mit Angehörigen seines Stabes. Ein Teil der Truppen entschied sich für den Versuch eines Übertritts in die Schweiz. Da Schweizer Offiziere nicht mit SS-Angehörigen verhandeln durften, hatte Keppler seinen Stabschef Kurt Gerber ermächtigt, Verhandlungen zu führen.
Entgegen der Annahme der Deutschen, es würde sich bei Randen nur um einen relativ engen Einschließungsring handeln, hatten die Franzosen zum Zeitpunkt des Durchbruchs die östlichen Territorien schon weit bis in die Bodensee-Region besetzt. So gelang es nur wenigen Soldaten, der vielfach gefürchteten französischen Gefangenschaft zu entgehen.

### Verluste und Zerstörungen
Die Bevölkerung in der Raumschaft wurde in zahlreichen Orten massiv in Mitleidenschaft gezogen – zuerst durch Artilleriebeschuss, dann auch durch Nah- und Häuserkämpfe und nach der Besetzung durch die Franzosen durch Gewalttaten und zahlreiche Vergewaltigungen. Die Verluste unter den Truppen lagen beiderseits bei etwa 100 Gefallenen, die Zahl der Todesopfer in der Zivilbevölkerung war relativ gering – dies war der massiven Bauweise der Bauernhäuser mit den alten Gewölbekellern zu verdanken, die von den Schutzsuchenden erst beim Niederbrennen der Häuser verlassen wurden. Behla wurde fast vollständig zerstört, in Fützen, Überachen und Randen brannten 50 bis 70 Prozent der Gebäude. Bei dem Jabo-Massaker im Wutachtal um Achdorf konnten sich die deutschen Soldaten meist in Deckung bringen (17 Tote), es wurden jedoch über 800 (Tross-)Pferde getötet.
Berichte zum Erleben der Bevölkerung in: Kriegsende im Südschwarzwald (1945)
Kampfgruppen Nord/Mitte

„Nachdem das Korps am Abend des 24. April zum Durchbruch antrat, konnten Truppen der 106. Infanteriedivision beinahe mühelos bis zum Ziel Immendingen gelangen, während Einheiten der 719. Infanteriedivision und hier hauptsächlich Trosseinheiten den permanenten Fliegerangriffen der Franzosen am kommenden Tage in der Ostbaar zum Opfer fielen. Die 352. Volksgrenadierdivision blieb am 25. April bei ihrem Angriff auf die französische Stellung in Aasen stecken und musste bereits am Abend nach schweren blutigen Verlusten aufgelöst werden. Der 106. und 719. Infanteriedivision blieb ein Ausbruchsversuch in Richtung Hegau bei der Ortschaft Mauenheim versagt. […] Vollständig von den Franzosen eingekesselt, lösten sich die beiden Divisionen auf. […] Bis zum Abend des 30. April 1945, waren auch die flüchtenden Wehrmachtsangehörigen überwiegend in die Hände der Franzosen gefallen.“

## Nachkriegszeit
In der durch die Nationalsozialisten von 700 auf 7000 Einwohner ‚zwangsexpandierten‘ Arbeiterstadt kam es in unmittelbarer Nachkriegszeit zu heftigen Auseinandersetzungen, da viele Arbeiter ihren Interessen gemäß Sozialdemokraten und Kommunisten zuneigten und versuchten, „Altnazis“ aus ihren Positionen zu drängen. „Die minderbemittelte Bevölkerung aber hungerte. Die Kinder liefen im Winter manchmal mit Holzsandalen oder sogar barfuß herum: es war eine schlimme Zeit.“ (Bader, XI).
Das Problem Blumbergs war, die „aus den Fugen“ geschlagene Stadt, die sich über die zugeteilten Ostflüchtlinge weiter vergrößerte, wieder zu stabilisieren, d. h., aufgrund des industriellen Arbeitskräftepotenzials Gewerbe und Industrie anzusiedeln.
Zwangsläufig war das „Aus“ für die Rüstungsindustrie, dazu kamen die von den Alliierten angeordneten Demontagen, die zivile Aushilfsproduktion – teils für die Besatzungsarmee – war nur gering.
Bis zur Währungsreform 1948 richteten sich zahlreiche kurzlebige Kleinunternehmen in den zurückgelassenen Werksanlage ein und auch danach ging es nur langsam voran, mehr als die Hälfte waren nun Handwerksbetriebe mit bis zu 10 Mitarbeitern. Im Oktober 1948 „(waren) bei 3.860 Einwohnern […] 830 Personen im Ort selbst beschäftigt, weitere 300 arbeiteten außerhalb der Gemeinde.“ Die meisten Beschäftigten hatte die 
Firma Teves. (A. Walz, S. 376)
Auf eine persönliche Vorsprache des Bürgermeisters Theo Schmid hin besuchten am 14. März 1949 der badische „Staatspräsident Wohleb, Wirtschaftsminister Dr. Lais, Finanzminister Eckert und andere Herren“ Blumberg und nahmen „die außerordentliche Notlage“ wahr. Die Stadt erhielt einen finanziellen Zuschuss für das neue Schulhaus, eine Besserung der Stromversorgung und die Zusage eines Großbetriebs. (Karl Bader, Nachwort, S. 2 f.):

„Einen Lichtblick stellte der Entschluß der Spinnerei und Weberei Lauffenmühle dar, in Blumberg einen Zweigbetrieb zu eröffnen. […] Im Dezember 1950 konnte das neue Fabrikgebäude, in dem eine Taschentuchweberei eingerichtet worden war, eingeweiht werden. […] In den folgenden Jahren entwickelte sich die Weberei zum zweitgrößten Arbeitgeber der Stadt (überwiegend weibliche Arbeitskräfte) [und sie] konnte Mitte der sechziger Jahre ihre Betriebsanlagen großzügig erweitern.“

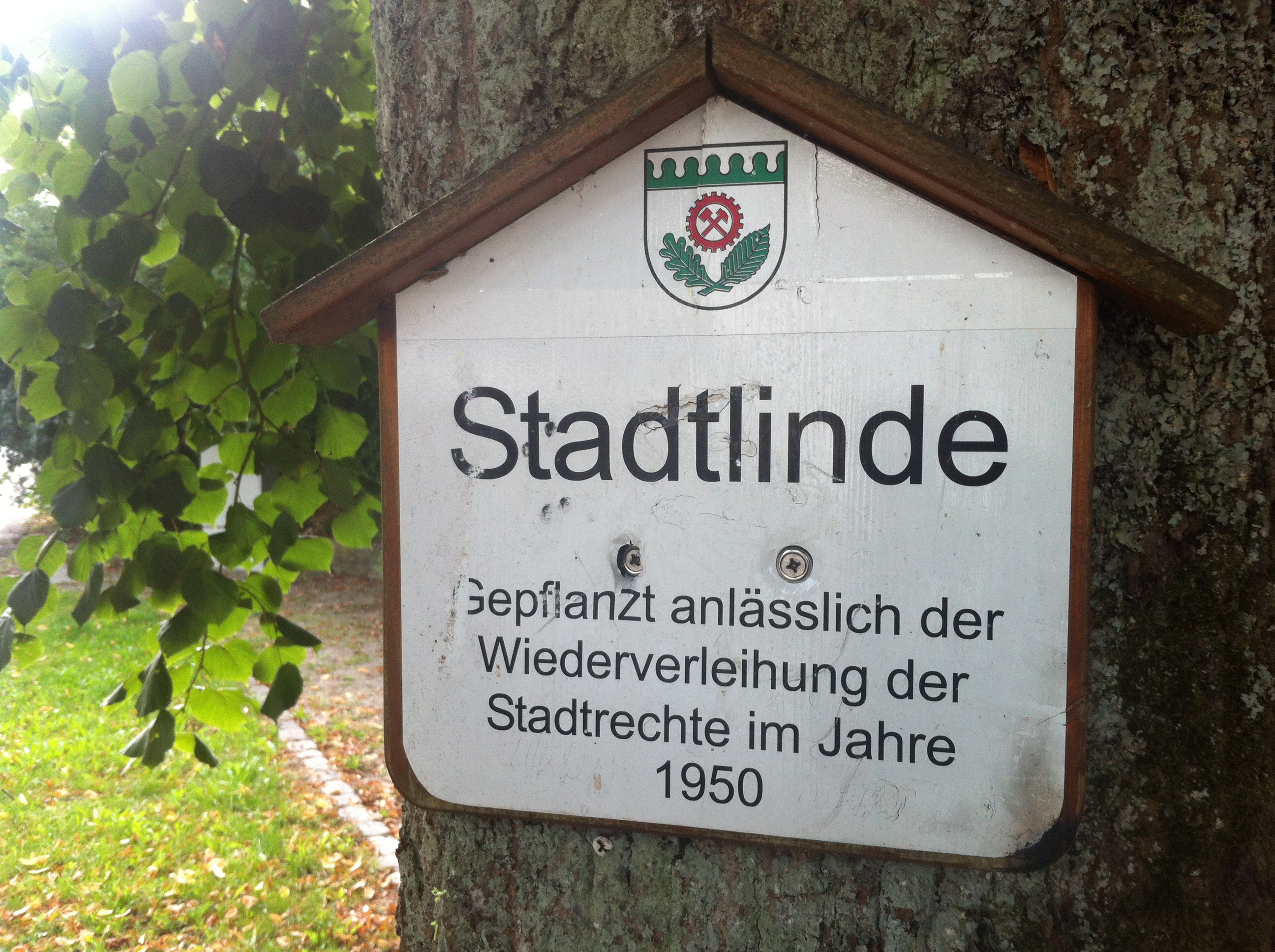
Tafel zur Erinnerung an die Wiederverleihung des Stadtrechts

Gleichzeitig mit der Firmeneinweihung der Lauffenmühle feierte Blumberg auch die Wiedererlangung des Stadtrechts.
Vakant blieb zehn Jahre der Verbleib der Teves-Werke „bis die Geschäftsleitung sich 1960 endgültig für Blumberg als einen ihrer Standorte entschied.“ (A. Walz, 377).

## Gegenwart
1970 waren in Blumberg 66 % aller Erwerbstätigen Arbeiter, 24,5 % waren Beamte und Angestellte – knapp 10 % waren Selbstständige und im landwirtschaftlichen Bereich arbeitende Menschen. Von 700 Auspendlern waren 200 Grenzgänger. (A. Walz, 379 f.)

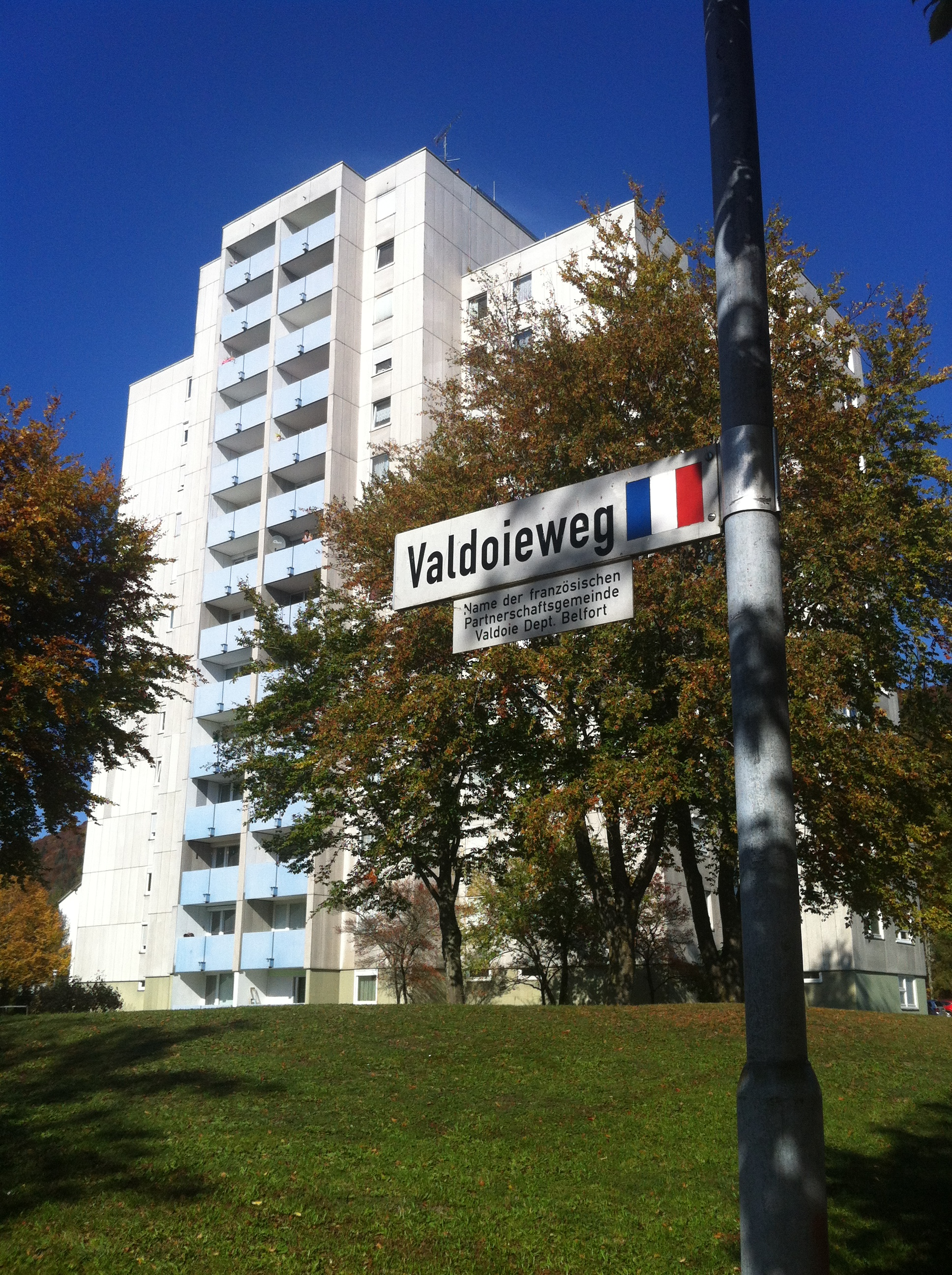
Hochhaus am Weg der französischen Partnerstadt

In den 1970er Jahren wurde Blumberg zum Zentralort einer Raumschaft mit neun Kreisgemeinden. Wie überall erforderte diese kommunale Neuordnung lange Verhandlungen und viele Diskussionen, doch bestätigt die Gegenwart eher die Vorzüge, insbesondere beim Ausbau der Infrastruktur.
- Ende der 70er Jahre wurde der Torfabbau aus Rentabilitätsgründen eingestellt.
- Seit 1979 entstanden das Werner Gerber-Stadion (des TuS Blumberg), die Sporthalle und der Platz „Am Stadtbrunnen“ mit dem Bergarbeiterdenkmal (1994).
- 1992 wurde das Eisenbahnmuseum in Blumberg-Zollhaus eingerichtet.
- 1995 wurde der Betrieb in der Lauffenmühle-Blumberg eingestellt.[51]

### Betrieb der Museumsbahn
Nachdem die Strategische Bahn nach der Niederlage des Deutschen Reiches 1945 und dem Ende der Besatzungszeit zunehmend an Bedeutung zu verlieren schien und schließlich auch der Auto- und Lkw-Verkehr klassische Bahnbetriebsfunktionen übernahm, war mit einer Stilllegung der Strecke zu rechnen. Nach der Verschärfung der politischen Lage im Ost-West-Konflikt wurde auf Anordnung der NATO die Strecke 1962 bis 1965 grundlegend vom Bundesministerium der Verteidigung saniert und unterhalten, doch Mitte der 1970er Jahre erschien auch dies nicht mehr sinnvoll. Nun wurde sogar ein völliger Rückbau der Anlagen in Betracht gezogen.
Die Deutsche Bahn (DB) verfügte „die komplette Einstellung des Schienenverkehrs zu 31. Dezember 1976. [… und] plante einen Rückbau der unrentabel gewordenen Anlage. […] Dies rief nun den Bürgermeister von Blumberg, Werner Gerber, und Gleichgesinnte auf den Plan. Gemeinsam mit den Befürwortern einer Museumsbahn, Ferdinand Mollet und Hans Dorner (beide EUROVAPOR Zürich) sowie Diplom-Ingenieur Zimmermann (von der Direktion der Deutschen Bahn in Karlsruhe), erreichten sie in Stuttgart die Zusage, ab 1977 einen provisorischen Museumsbahnbetrieb von Zollhaus nach Weizen (Bahnhof) einzurichten.“
„Nach unvorhergesehenen Schwierigkeiten – die DB hatte die Strecke entwidmet, nun musste ein beschleunigtes Planfeststellungsverfahren erfolgen, weil ‚es die Strecke nicht mehr gab‘, – fuhr der erste Museumszug am 19. Mai 1977. […] Der Zug war ein buntes Ensemble aller möglichen Wagentypen und einer kleinen Lok. […] Schon während der ersten Saison 1977 zählte man über 20.000 Fahrgäste.“ Die Museumsbahn wurde 1998 als Kulturdenkmal offiziell eingetragen und 2014 als Historisches Wahrzeichen der Ingenieurbaukunst in Deutschland von der Bundesingenieurkammer ausgezeichnet. (Reimer, 65).
Mit Einrichtung der Museumsstrecke teilten sich in den ersten Jahrzehnten die Verantwortung der Verein Wutachtalbahn e.V. und die Stadt Blumberg. Hier kam es mit der Zeit jedoch zu einer Art ‚Erneuerungsstau‘. Zudem waren Entscheidungswege schwergängig, sodass in einem Falle die Genehmigung einer Maßnahme erst nach deren Abschluss erfolgte. Nach einem Konflikt um das „rollende Material“ und die Ausweitung des Betriebes trennten sich Verein und Stadt. Bei den Plänen zu einem Winterbetrieb kam es jedoch zu behördlichen und juristischen Auseinandersetzung um den Schutz von Fledermauspopulationen in den Tunnels.
Mit Bürgermeister Markus Keller, der sein Amt 2010 in Blumberg antrat begann eine neue Phase in der Verwaltung und Leitung der Museumsbahn, da er „eine langjährige Forderung aus dem Gemeinderat, aus der Eigenbetrieb Museumsbahn eine GmbH zu gründen“, 2014 verwirklichte.
„Die Bahnbetriebe Blumberg, die seit 2014 für die Sauschwänzlebahn zuständig sind, kauften für fast zwei Millionen Euro eine eigene Dampflokomotive, die BB 262, und einen Zug.“
Die Umstände hatten dazu geführt, dass die Stadt „2013 bis 2015 rund 1,5 Millionen Euro aus den Rücklagen entnehmen“ musste. Auch die Fahrgastzahlen sanken bis 2015 (drei Jahre um 90 000) und erholten sich erst wieder 2016 „mit 108 000 Fahrgästen“.
Das Winterfahr-Verbot wurde 2018 unter Auflagen aufgehoben.
Inzwischen streben die Bahnbetriebe Blumberg zusammen mit den an der Strecke liegenden Gemeinden an, einen Fahrbetrieb schrittweise auch auf der Wutachtalbahn zwischen Bahnhof Lauchringen und Bahnhof Weizen wieder in Gang zu bringen.